# Neckarsulm

Logo der Stadt Neckarsulm (Stand 07.2024)

Neckarsulm ([nɛkaɐ̯ˈzʊlm] ⓘ) ist eine Stadt im Norden des Landes Baden-Württemberg. Ihre Kernstadt stellt mit der Nachbarstadt Heilbronn ein durchgehend bebautes Gebiet dar. Seinen Namen hat Neckarsulm von der Lage nahe der Mündung der Sulm in den Neckar. Mit 26.431 Einwohnern (31. Dezember 2024) und rund 29.500 Arbeitsplätzen ist Neckarsulm die bevölkerungsreichste und wirtschaftlich wichtigste Stadt des Landkreises Heilbronn und ein Mittelzentrum in der Region Heilbronn-Franken sowie der äußeren Metropolregion Stuttgart. Seit dem 1. Januar 1973 ist Neckarsulm Große Kreisstadt.
Neckarsulm wurde 771 erstmals urkundlich erwähnt und erhielt um 1300 das Stadtrecht. 1484 kam die Stadt an den Deutschen Ritterorden, der sie über 300 Jahre beherrschte. Die früher hauptsächlich vom Weinbau geprägte Stadt entwickelte sich ab dem späten 19. Jahrhundert zur Industriestadt. Bekannt wurde sie durch das Unternehmen NSU, das Mitte der 1950er Jahre der größte Zweirad-Produzent der Welt war und zur selben Zeit große Erfolge im Motorrennsport feierte. Die NSU-Tradition wird durch das Neckarsulmer Audi-Werk fortgesetzt, das mit über 14.000 Beschäftigten der größte Arbeitgeber der Stadt und der Region ist. Des Weiteren ist die Stadt bekannt für die Zentrale des größten europäischen Handelskonzerns, der Schwarz-Gruppe, der die Lebensmittelhändler Lidl und Kaufland betreibt.

## Geographie

### Lage
Neckarsulm liegt an der Ostseite des Neckars, wo das von der Sulm durchflossene Weinsberger Tal in das Neckartal einmündet. Die Altstadt befindet sich südlich der Sulm, die in den Löwensteiner Bergen entspringt und unweit von Neckarsulm (auf dem Gebiet von Bad Friedrichshall) in den Neckar mündet. Nach diesem Fluss wird die Gegend auch Sulmgau genannt. Ausläufer der Löwensteiner Berge, die den nordwestlichen Teil der Schwäbisch-Fränkischen Waldberge darstellen, reichen mit dem Scheuerberg und dem Stiftsberg bis in den Osten des Neckarsulmer Stadtgebiets. Westlich des Neckars liegt der Stadtteil Obereisesheim, im Nordosten der Kernstadt der Stadtteil Amorbach, wiederum östlich davon der Stadtteil Dahenfeld. Die niedrigste Stelle der Neckarsulmer Gemarkung befindet sich in den Neckarwiesen mit 150 m ü. NHN, die höchste im Stadtwald Dahenfeld mit 335 m ü. NN. Neckarsulm hat Anteil an den vier Naturräumen Neckarbecken, Kraichgau, Hohenloher-Haller Ebene und Schwäbisch-Fränkische Waldberge.

### Ausdehnung des Stadtgebiets
Das Neckarsulmer Stadtgebiet umfasst 24,94 km², wovon 12,39 km² auf Neckarsulm (davon 0,86 km² auf Amorbach), 5,11 km² auf Dahenfeld und 7,44 km² auf Obereisesheim entfallen.
In den Jahren 1988 bis 2004 verteilte sich die Flächennutzung wie folgt: (Flächenangaben in ha, Quelle: 1988–2004:)
| Flächennutzung nach Jahr in ha | 1988  | 1988   | 1992  | 1992   | 1996  | 1996   | 2000  | 2000   | 2004  | 2004   |
| Flächennutzung nach Jahr in ha | abs.  | rel.   | abs.  | rel.   | abs.  | rel.   | abs.  | rel.   | abs.  | rel.   |
| ------------------------------ | ----- | ------ | ----- | ------ | ----- | ------ | ----- | ------ | ----- | ------ |
| Siedlungs- und Verkehrsfläche  | 808   | 32,4 % | 860   | 33,8 % | 886   | 35,5 % | 898   | 36,0 % | 933   | 37,4 % |
| Landwirtschaftsfläche          | 1.363 | 54,7 % | 1.311 | 51,5 % | 1.234 | 49,5 % | 1.221 | 49,0 % | 1.187 | 47,6 % |
| Waldfläche                     | 289   | 11,6 % | 310   | 12,2 % | 310   | 12,4 % | 311   | 12,5 % | 311   | 12,5 % |
| Wasserfläche                   | 34    | 1,4 %  | 39    | 1,5 %  | 39    | 1,6 %  | 39    | 1,6 %  | 39    | 1,6 %  |
| Übrige Nutzungsarten           | –     | –      | 26    | 1,0 %  | 25    | 1,0 %  | 25    | 1,0 %  | 24    | 0,9 %  |
| Summen                         | 2.494 | 100 %  | 2.546 | 100 %  | 2.494 | 100 %  | 2.494 | 100 %  | 2.494 | 100 %  |

Flächenaufteilung 2014
in etwas anderer Aufschlüsselung:
Nach Daten des Statistischen Landesamtes, Stand 2014.

### Nachbargemeinden
Folgende Städte und Gemeinden grenzen an die Stadt Neckarsulm (im Uhrzeigersinn, beginnend im Nordwesten): Bad Wimpfen, Untereisesheim, Bad Friedrichshall, Oedheim, Neuenstadt am Kocher, Eberstadt und Erlenbach (alle zum Landkreis Heilbronn gehörend) sowie Heilbronn (Stadtkreis). Mit den Gemeinden Erlenbach und Untereisesheim ist Neckarsulm eine Vereinbarte Verwaltungsgemeinschaft eingegangen.

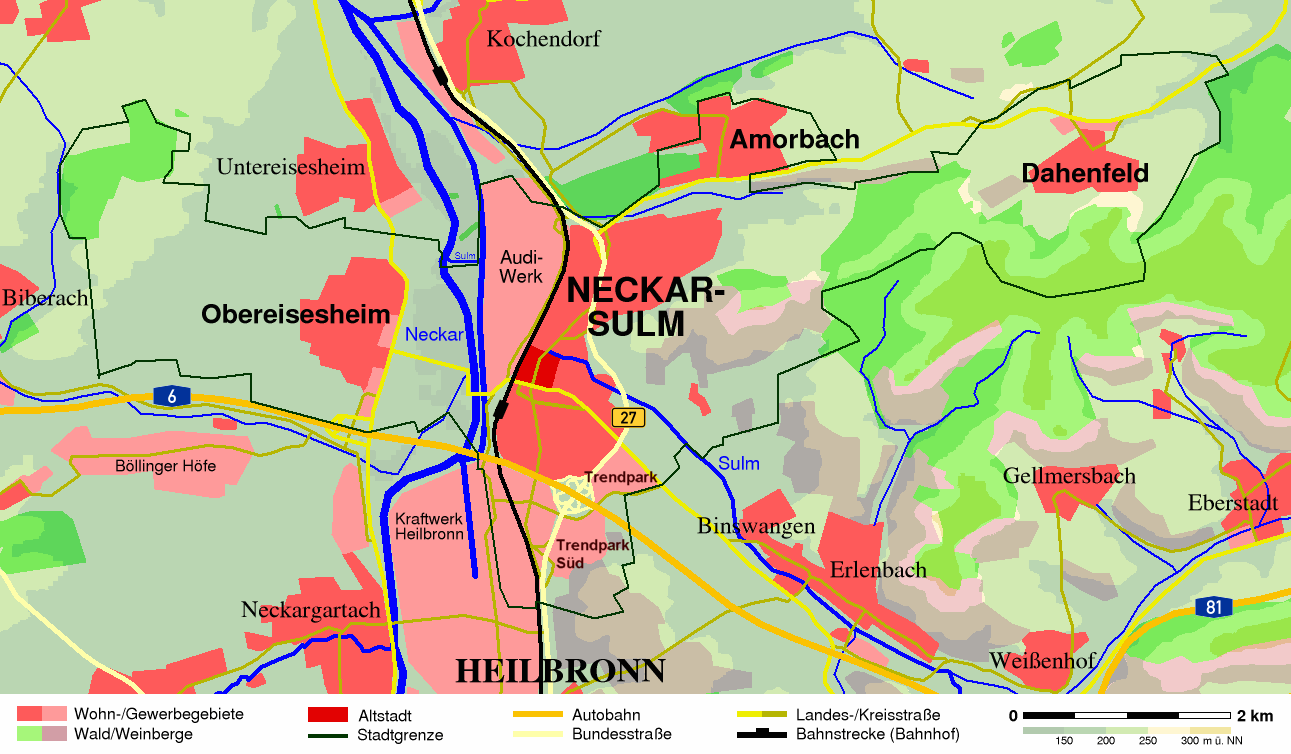
Lageplan der Stadtteile

### Stadtgliederung
Das Stadtgebiet Neckarsulms besteht aus der Kernstadt und den Stadtteilen Amorbach, Dahenfeld und Obereisesheim. In den durch die Gebietsreform der 1970er Jahre eingegliederten Stadtteilen Dahenfeld und Obereisesheim, die den Status einer Ortschaft haben, gibt es jeweils einen bei jeder Kommunalwahl von der wahlberechtigten Bevölkerung zu wählenden Ortschaftsrat mit einem Ortsvorsteher. Diese Gremien sind zu wichtigen die Ortschaft betreffenden Angelegenheiten zu hören.
In der Kernstadt unterscheidet man die Wohngebiete mit eigenem Namen wie die Südstadt, Nordstadt, Viktorshöhe, Stiftsberg und das Wohngebiet Neuberg im Ostteil der Stadt, deren Grenzen jedoch meist nicht festgelegt sind.
Abgegangene, also heute nicht mehr bestehende Orte sind auf Markung Neckarsulm die Burg Scheuerberg und Steinach, auf Markung Dahenfeld Kirchenbach, auf Markung Obereisesheim Sigehardeshusen.

### Raumplanung
Neckarsulm bildet ein Mittelzentrum innerhalb der Region Heilbronn-Franken, in der Heilbronn als Oberzentrum ausgewiesen ist. Zum Mittelbereich Neckarsulm gehören die Städte und Gemeinden im Nordosten des Landkreises Heilbronn, und zwar neben Neckarsulm noch Bad Friedrichshall, Erlenbach, Gundelsheim, Hardthausen am Kocher, Jagsthausen, Langenbrettach, Möckmühl, Neudenau, Neuenstadt am Kocher, Oedheim, Offenau, Roigheim, Untereisesheim und Widdern.

## Geschichte

### Stadtgeschichte

#### Vor- und Frühgeschichte
Archäologische Funde wie Gefäßscherben deuten auf mehrere Siedlungskerne im Bereich der heutigen Stadt bereits in der Mitte des 6. Jahrtausends vor unserer Zeitrechnung (Jungsteinzeit) hin.
Im Jahr 2001 fanden Archäologen im Trendpark-Süd (ungefähr im Bereich des heutigen Bechtle-Areals) ein Gräberfeld der Spätbronzezeit, das anhand der Metall- und Keramikfunde auf etwa 1100 v. Chr. datiert wurde und nach Einschätzung von Fachleuten einzigartig in Mitteleuropa ist. In den 33 Grabanlagen des Gräberfeldes sind insgesamt 51 erwachsene Männer bestattet, die ungewöhnlicherweise nicht wie zu dieser Zeit üblich eingeäschert worden waren. Aufgrund der Beigabe von Bronzeschwertern in drei Gräbern schlossen die Archäologen, dass es sich bei diesen Toten um Krieger handeln muss, die die soziale Elite der spätbronzezeitlichen Gesellschaft darstellten.
Beigaben in Gräbern, die im Bereich der heutigen Binswanger Straße – südlich der alten Stadtmauern – gefunden wurden, belegen außerdem, dass hier bereits im 7. Jahrhundert n. Chr. eine fränkische Siedlung existiert haben muss.

#### Erste urkundliche Erwähnung, Geschichte im Mittelalter

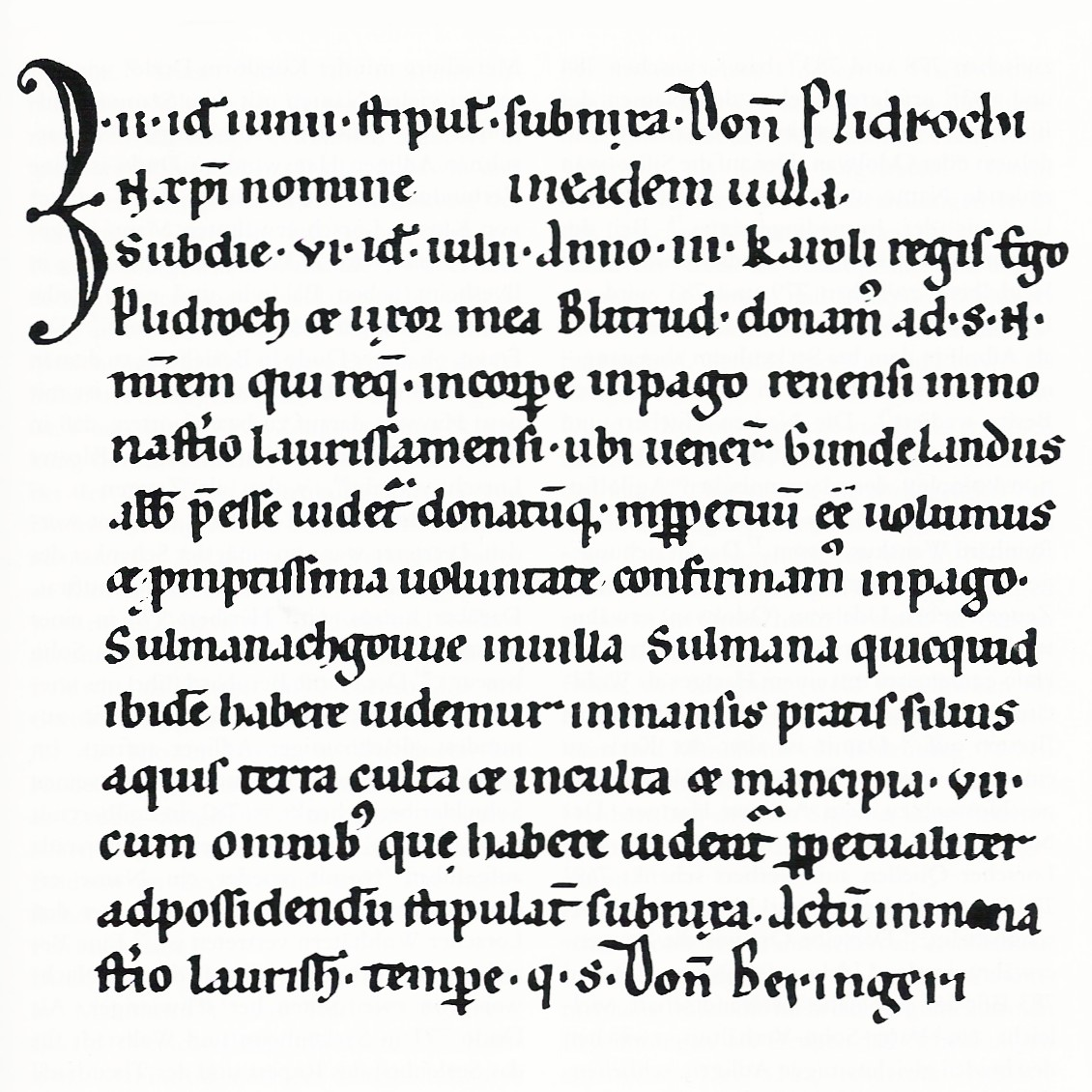
Erste urkundliche Erwähnung 771 im Lorscher Codex

Neckarsulm wird als villa Sulmana im Jahr 771 erstmals schriftlich in einer Schenkungsurkunde des Lorscher Codex erwähnt. In dieser Urkunde vermachen ein Plidroch und seine Ehefrau Blitrud ihren gesamten Besitz in dieser villa Sulmana an das Kloster Lorsch.
Die Ortschaft Sulm war zunächst im Besitz der Staufer, die die Herren von Weinsberg mit dem Ort belehnten. Um 1212 hielt ein Engelhard von Weinsberg – oder auch Engelhard II. – unter Ulmen von Sulm Gericht, was durch eine Urkunde belegt ist. Die Herren von Weinsberg waren es auch, die die Burganlage auf dem Scheuerberg errichteten, die erstmals für 1264 nachgewiesen ist. Bis ins 13. Jahrhundert reicht wohl auch der Ursprung des Stadtschlosses zurück. Um etwa 1300 erhielt der Ort Sulm Stadt- und Marktrecht, was nicht direkt durch eine Urkunde belegt werden kann. Der ungefähre Zeitpunkt der Stadterhebung wurde aus zwei Urkunden geschlussfolgert, die 1248 und 1318 ausgestellt wurden. In der Urkunde von 1318 wurde die Stat zu Sulme erstmals genannt. Aus dieser Zeit um 1300 stammt wahrscheinlich auch die Stadtmauer mit mindestens zehn Türmen und den zwei Stadttoren.
Die Burg Scheuerberg – als Verwaltungssitz für Neckarsulm und die Dörfer Erlenbach, Binswangen, Obereisesheim, Oedheim, Kochertürn, Lautenbach und halb Gellmersbach – wurde bereits 1331 an das Erzstift Mainz verpfändet. 1335 verkauften die Herren von Weinsberg die Burg Scheuerberg, die Stadt Sulm und die genannten Ortschaften für 22.000 Pfund Heller an das Erzstift Mainz, das den Ort von etwa 1450 bis 1483 an die Herren von Sickingen verpfändete. Um etwa 1400 errichteten die Mainzer Herren eine Münzstätte, die am heutigen Marktplatz östlich des alten Rathauses lag. Mitte bis Ende des 15. Jahrhunderts wurde die Kapelle im Gewann Steinach – der Vorgängerbau der heutigen Frauenkirche beim alten Friedhof – erbaut.

#### Neckarsulm unter der Herrschaft des Deutschen Ordens

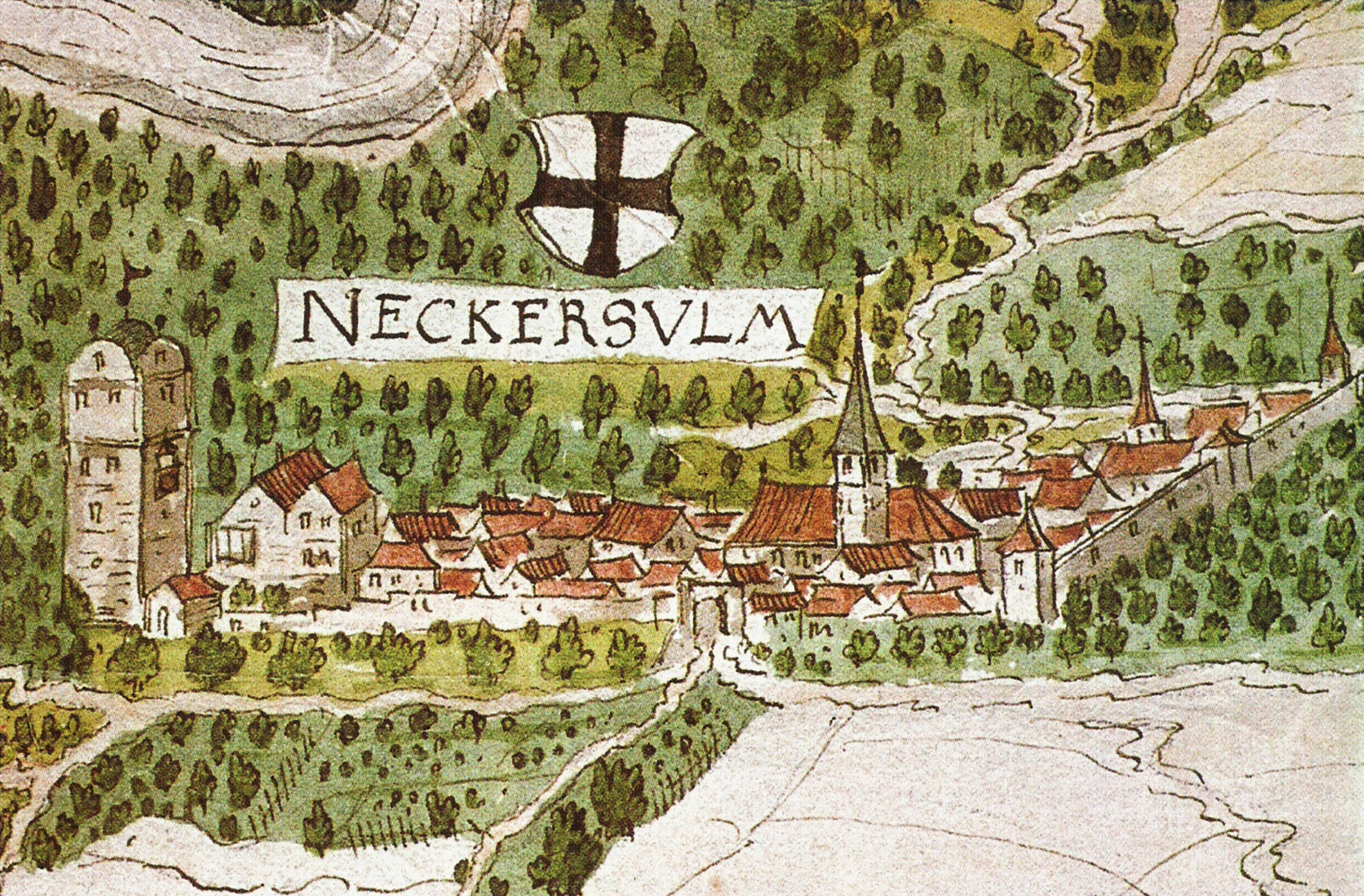
Älteste Darstellung Neckarsulms, 1578

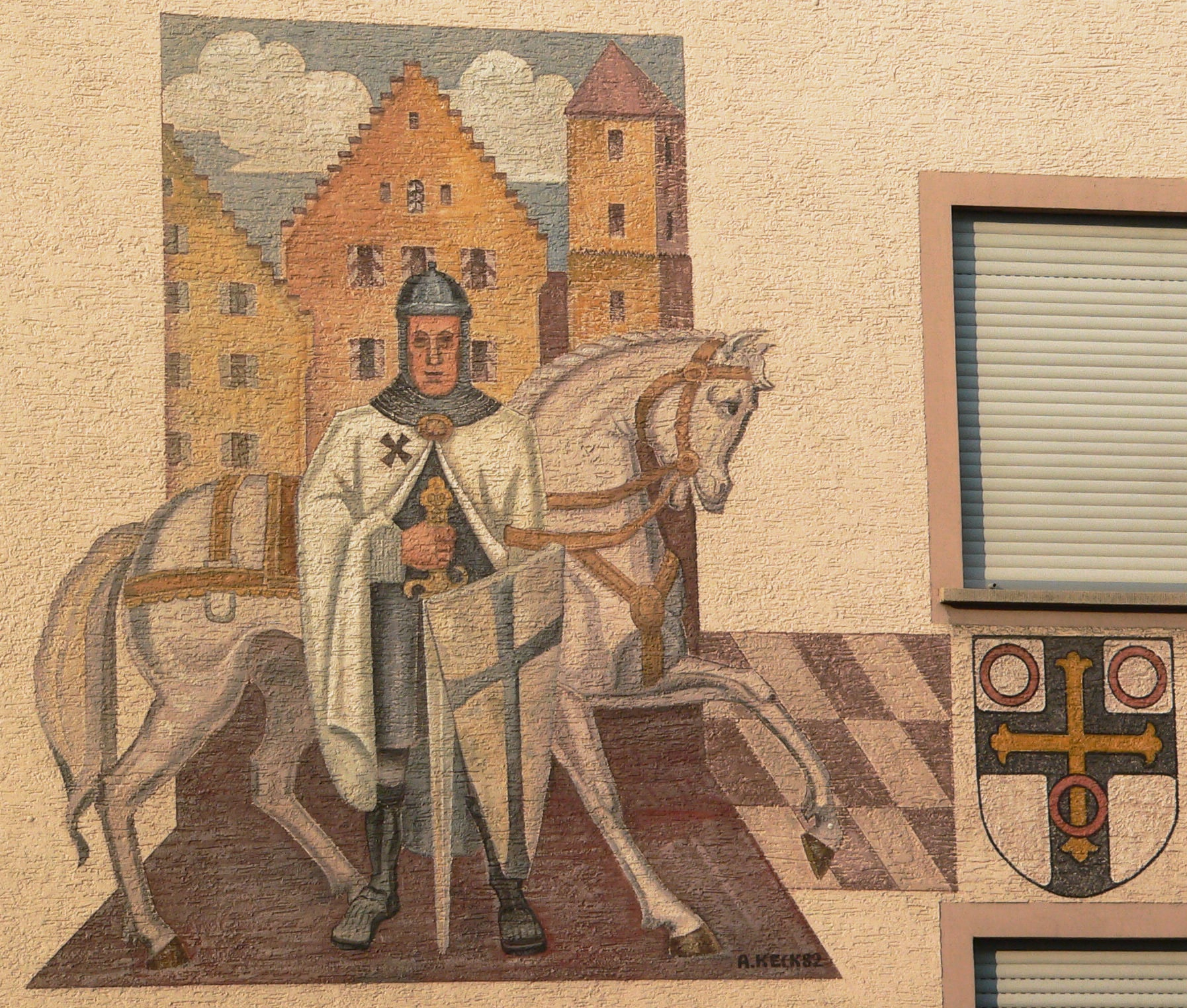
Deutschordensritter und heutiges Stadtwappen an einer Hauswand in der Kolpingstraße

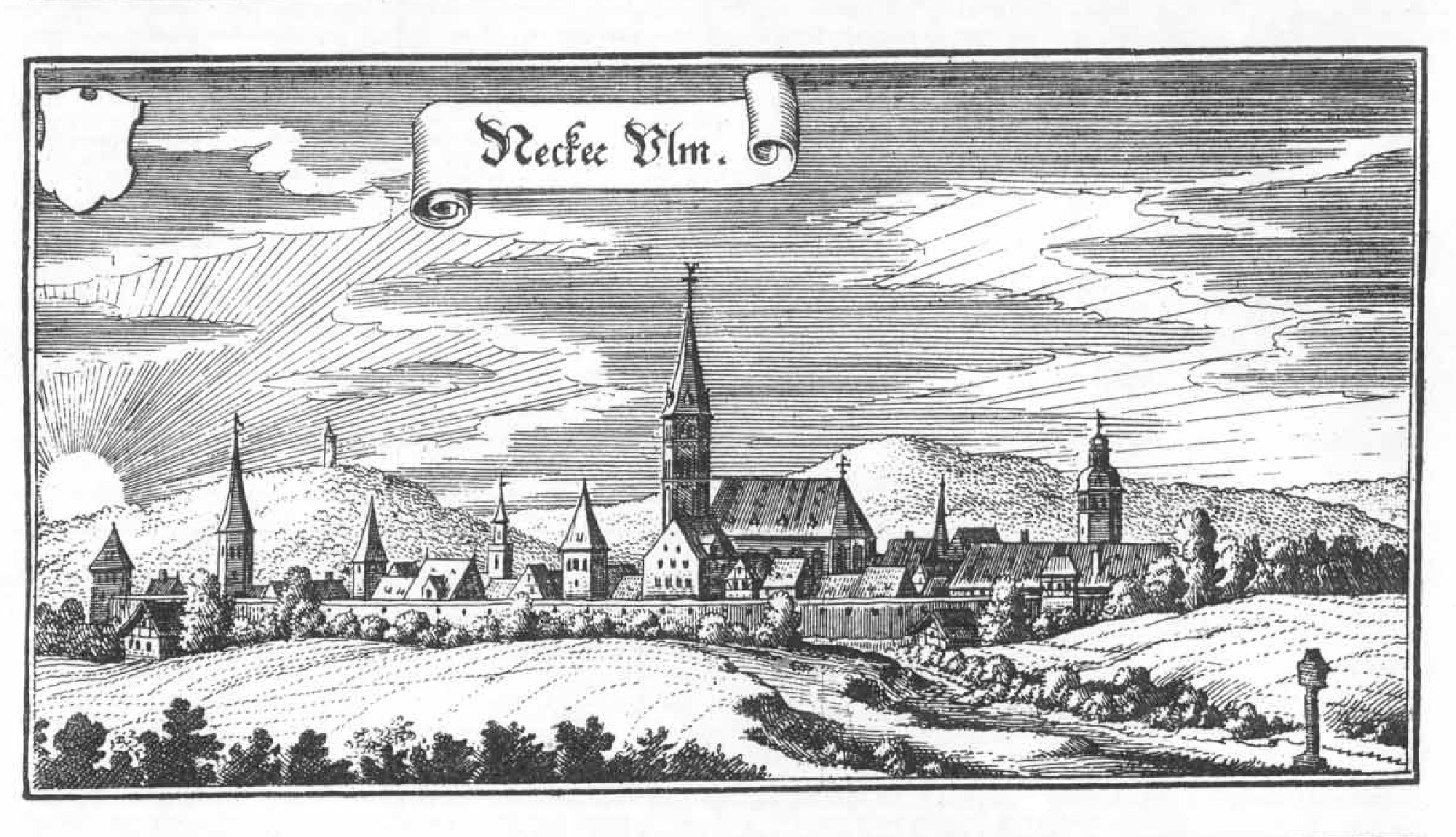
Neckarsulm um 1648; Kupferstich von Matthäus Merian

1484 kam die Stadt durch Tausch gegen die Ortschaft mit Burg Prozelten vom Erzstift Mainz an den Deutschen Ritterorden, dessen Herrschaft sie dann bis Anfang des 19. Jahrhunderts unterstand. Neckarsulm gehörte zur Deutschordensballei Franken, die wiederum ab 1500 ein Teil des Fränkischen Reichskreises wurde. Die typischen Farben Schwarz und Weiß des Deutschen Ordens sind noch heute im Stadtwappen mit dem schwarzen Kreuz auf weißem Grund und in der Stadtflagge zu finden und erinnern damit an die über 300 Jahre dauernde Zugehörigkeit zum Deutschen Orden. Ebenfalls 1484 wurde der Löwenbrunnen auf dem Marktplatz erstmals errichtet. 1513 wurde mit der Anstellung eines ersten Lateinlehrers der geregelte Schulunterricht in Neckarsulm begründet.
Im Bauernkrieg 1525 zerstörten aufgebrachte Bauern – vor allem wegen ihrer unerträglichen Lebensbedingungen – den Verwaltungssitz des Deutschordensamtmanns, die Burg auf dem Scheuerberg. Diese wurde danach nicht mehr aufgebaut; der Verwaltungssitz des Deutschordens wurde in das damals ebenfalls zerstörte, aber dann wiederhergestellte Stadtschloss verlegt. Der Bergfried diente als Gefängnis. Als Strafe dafür, dass Neckarsulm den Bauern Unterstützung gewährt hatte, wurde die Stadtbefestigung geschleift, aber im Laufe des 16. Jahrhunderts wieder errichtet, und den aufständischen Bauern wurden bis 1575 harte Auflagen erteilt, darunter Fronleistungen beim Bau von Rathaus (1544), Großem Kelter (1567) und dem Vorgängerbau der heutigen Stadtpfarrkirche (1575).
Über das Neckarsulmer Hochgericht gibt es widersprüchliche Angaben: Vermutlich waren Gericht und Gerichtsstätte zeitweise sowohl in Neckarsulm selbst, als auch – laut Halsgerichtsordnung von 1539 – in Erlenbach gelegen.
Ab 1538 fanden im Stadtschloss verschiedene Ordensversammlungen statt, in denen in Anwesenheit der Hochmeister Walther von Cronberg und später Wolfgang Schutzbar genannt Milchling wichtige Ordensfragen geregelt wurden. Ab 1546 traten die inneren Ordensprobleme zurück, nachdem hessische und sächsische Truppen die Gebiete des kaisertreuen Ordensmeisters bedrohten. Die Stadt wurde zum Schutz vor hessischen Truppen 1552 durch Herzog Christoph von Württemberg besetzt und erst im Oktober 1553 an Schutzbar genannt Milchling zurückgegeben. Aus jener Zeit stammt auch die erste schriftliche Stadtordnung, außerdem ging 1555 die Blutbanngerechtigkeit vom Ordenshochmeister auf den von ihm bestellten Stadtschultheißen über. Auch in anderen Verwaltungsbereichen gewann die örtliche Notabilität einen gewissen Einfluss.
In der zweiten Hälfte des 16. Jahrhunderts tagte der Gesamtorden vier Mal in Neckarsulm. 1572 wurde Heinrich von Bobenhausen in Neckarsulm zum Hoch- und Deutschmeister gewählt, 1590 wurde er dort wieder entmachtet.
Während des Dreißigjährigen Krieges (1618–1648) wurde Neckarsulm mehrmals besetzt: So waren von 1631 bis 1634 die Schweden in der Stadt, 1644 besetzten 16.000 bayerische Soldaten Neckarsulm und 1645/1646 plünderten französische und weimarische Truppen die Stadt. Erst 1649 zogen die letzten Truppen ab. Zwei Pestepidemien 1626/1627 und 1635 mit über 600 Toten dezimierten darüber hinaus die notleidende Bevölkerung. Im Pestjahr 1635 kamen die ersten Kapuziner in die Stadt, um den Ortspfarrer zu unterstützen. Im Bauernkrieg und im Dreißigjährigen Krieg nahm der Deutsche Orden Juden auf, die jedoch in Friedenszeiten wieder aus der Stadt gewiesen wurden.
Im Laufe des 17. Jahrhunderts setzte sich für die bisher stets „Sulm“, „Solme“, „Sulmana“ oder auch „Villa Sulmana“ genannte Stadt allmählich der uns heute geläufige Name „Neckarsulm“ durch. Vor den Toren südlich der Stadt entstanden in den Jahren 1660 bis 1666 die Klosterkirche und das Kapuzinerkloster, in dem heute das Polizeirevier untergebracht ist. 1668 wurde die Wallfahrtskirche auf dem Steinach (die heutige Frauenkirche) erweitert. In der Stadt entstanden bis zu Beginn des 18. Jahrhunderts vier Spitäler.
Anfang des 18. Jahrhunderts wurde Neckarsulm während der Erbfolgekriege erneut mehrfach besetzt. In dieses Jahrhundert fiel auch der Bau der neuen Stadtkirche St. Dionysius (1706–1710), des Kirchturms der Stadtkirche (1757) und des heutigen alten Rathauses (1782). Der Baumeister des Kirchturms und des Rathauses war Franz Häffele (1711–1785).
Nach den napoleonischen Kriegen kam Neckarsulm 1805/1806 an das Königreich Württemberg und war von da an Oberamtsstadt des neu errichteten Oberamts Neckarsulm.

#### Weinbau und Industrialisierung (19. und beginnendes 20. Jahrhundert)

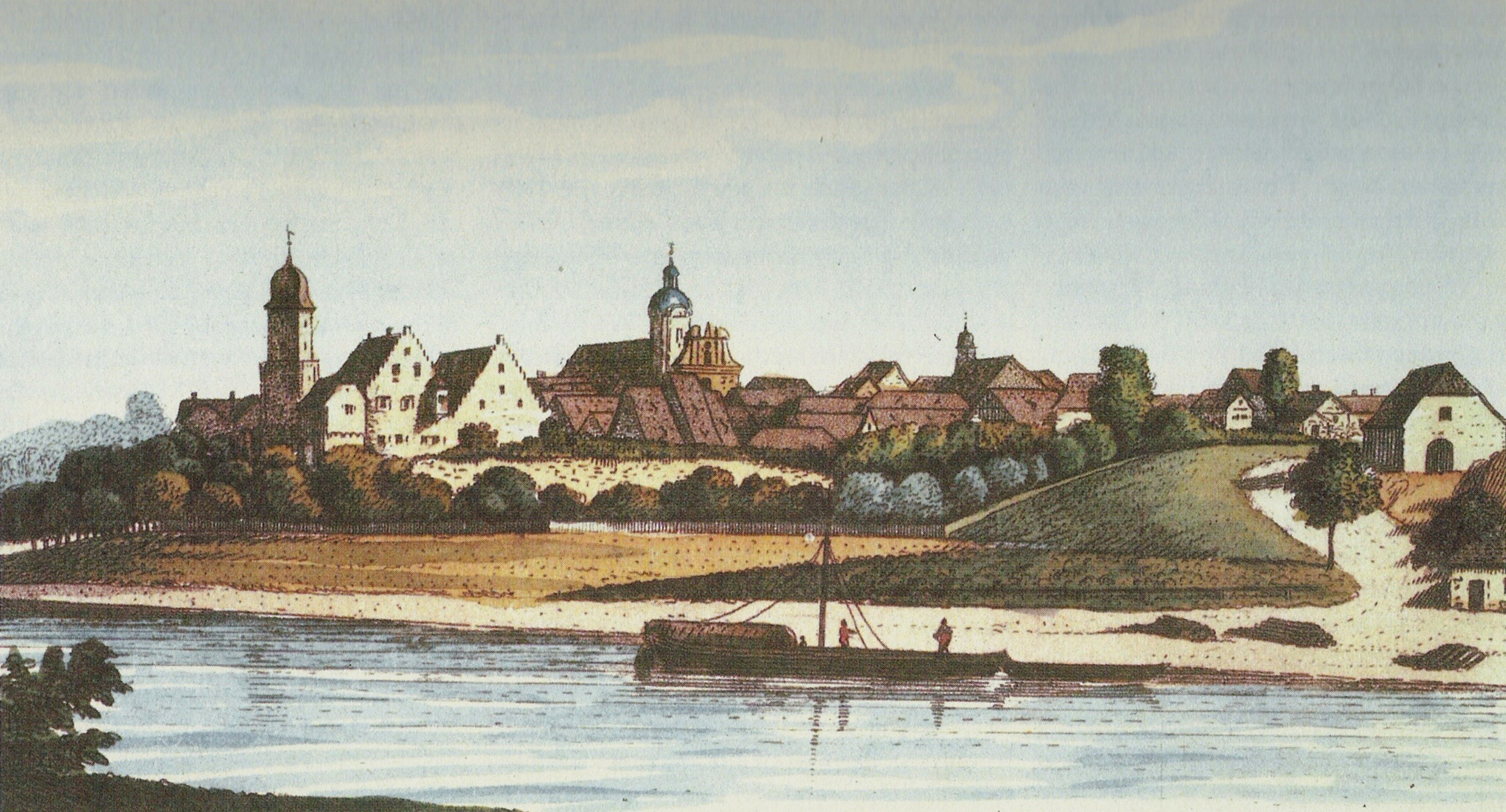
Neckarsulm von Westen, Kolorierte Radierung bei G. Ebner, um 1820

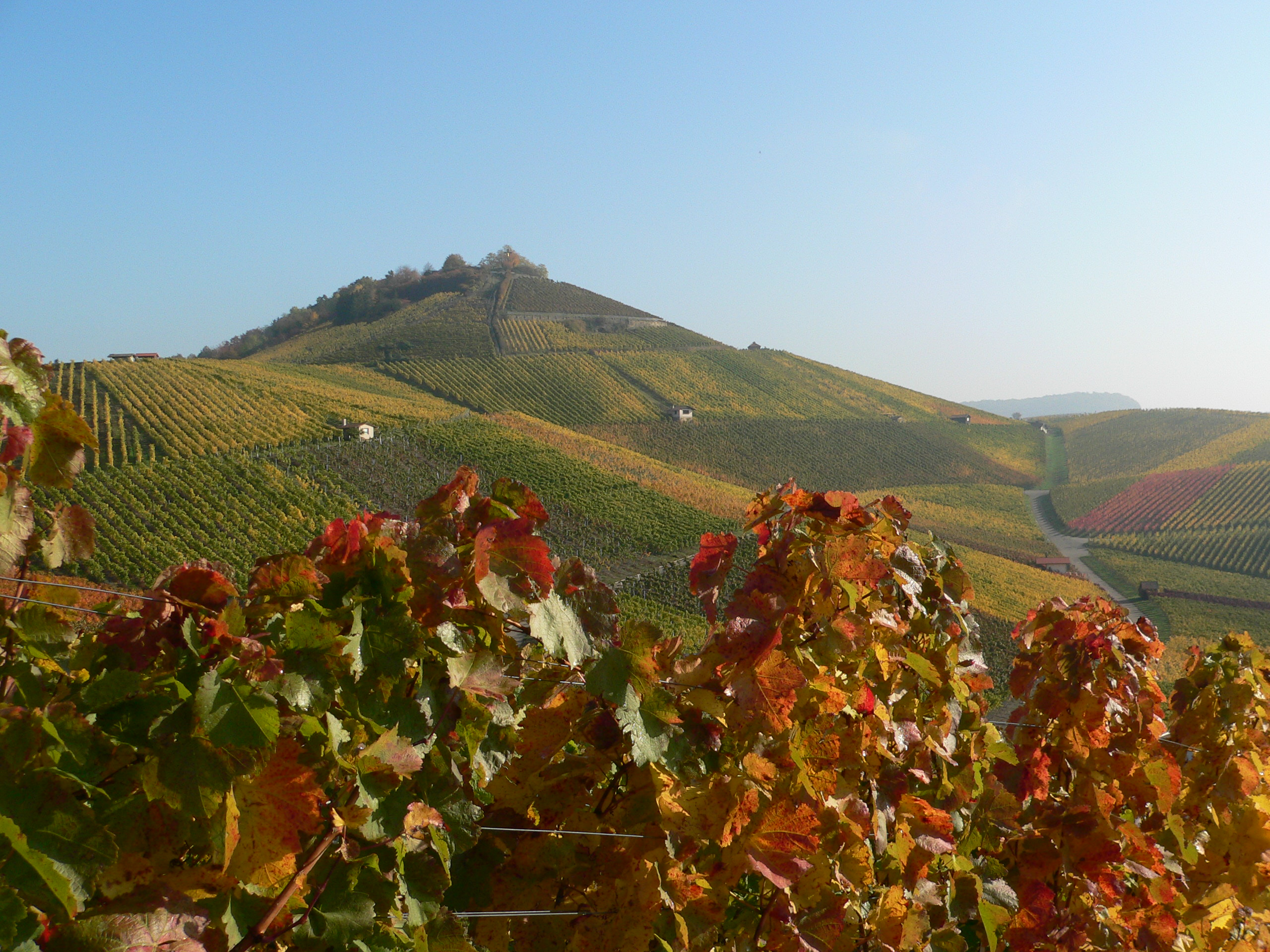
Weinhänge am Neckarsulmer Hausberg, dem Scheuerberg

Die Bevölkerung der Stadt nahm im Laufe des 19. Jahrhunderts stetig zu. Um der wachsenden Stadt Raum zu geben, wurde die Stadtbefestigung nach und nach entfernt, so 1816 das obere (Heilbronner) Tor und 1846 das untere (Kochendorfer) Tor. 1847 wurde das Oberamtsgericht im Klostergarten an der heutigen Binswanger Straße gebaut. In diesem Gebäude in der Binswanger Straße 3 im zweiten Obergeschoss (siehe Bild unter Sonstige Einrichtungen) hat von 1859 bis 1878 der Oberamtsrichter und Dichter Wilhelm Ganzhorn gelebt.
Neckarsulm war eine von Landwirtschaft und Weinbau geprägte Stadt. 1834 wurde hier der Weinbauverein und 1855 die wohl älteste Weinbaugenossenschaft Deutschlands gegründet. Die Industrialisierung setzte in Neckarsulm vergleichsweise spät ein. Gründe waren unter anderem der Kapitalmangel der Bevölkerung und fehlende Initiativen der Stadt, da diese zu geringe Steuereinnahmen hatte. 1866 erfolgte mit dem Bahnhof Neckarsulm der Anschluss an das Streckennetz der Württembergischen Eisenbahn durch die Eröffnung des Abschnitts Heilbronn-Jagstfeld der Württembergischen Nordbahn bis zur Grenze des Großherzogtums Baden. Durch die Verkehrsanbindung über die Schiene und den Neckar und durch niedrige Grundstückspreise waren günstige Voraussetzungen für die Industrialisierung Neckarsulms gegeben. Dazu trugen auch die Anlegung des Neckarhafens (1870), die Eröffnung der Neckarwerft von Franz Bauhardt (1873) und die Kettendampfschifffahrt auf dem Neckar (ab 1877) bei. So wurden in Neckarsulm von 1880 bis 1900 22 eiserne Fluss-Schiffe gebaut.
Den größten Anteil an der Industrialisierung hatte die 1880 von Riedlingen an der Donau nach Neckarsulm verlegte Strickmaschinenfabrik von Christian Schmidt (1844–1884). Aus ihr entstanden die Neckarsulmer Fahrradwerke, unter deren späterer weltbekannter Firma NSU Fahrräder, Motorräder und Automobile produziert wurden. NSU bildete über sieben Jahrzehnte den entscheidenden Wirtschaftsfaktor für Neckarsulm.
Als weitere Unternehmen folgten die Holzhandlung Knapp, das Dampfsägewerk Hespeler und die Werkzeugfabrik Baldauf (1898) sowie Anfang des 20. Jahrhunderts die Unternehmen Julius Spohn (Juteverarbeitung, 1904) und die Deutschen Ölfeuerungswerke aus Heilbronn, das spätere Unternehmen Kolbenschmidt (1917). Im Kriegsjahr 1917 wurde die „Heimstättengenossenschaft Neckarsulm“ gegründet, um finanziell tragbare Eigenheime und Mietwohnungen zu bauen. Die ersten Bauten wurden im selben Jahr auf der Viktorshöhe nördlich der Altstadt errichtet.
Anfang des 20. Jahrhunderts wurde die Stadt an das Telefon- und Gasnetz angeschlossen, und es wurden Hauswasserleitungen eingerichtet. Seit 1913 wurde die Stadt mit Elektrizität versorgt und 1925 der Abschnitt Neckarsulm–Kochendorf des Neckarkanals eingeweiht.
Durch den Zuzug auswärtiger Arbeiter veränderte sich die Bevölkerungsstruktur der Stadt. 1898 entstand eine Ortsgruppe der SPD. Die protestantische Gemeinde wuchs seit der Mitte des Jahrhunderts in der bis dahin traditionell katholisch geprägten Stadt stetig an.

#### Nationalsozialismus und Zweiter Weltkrieg

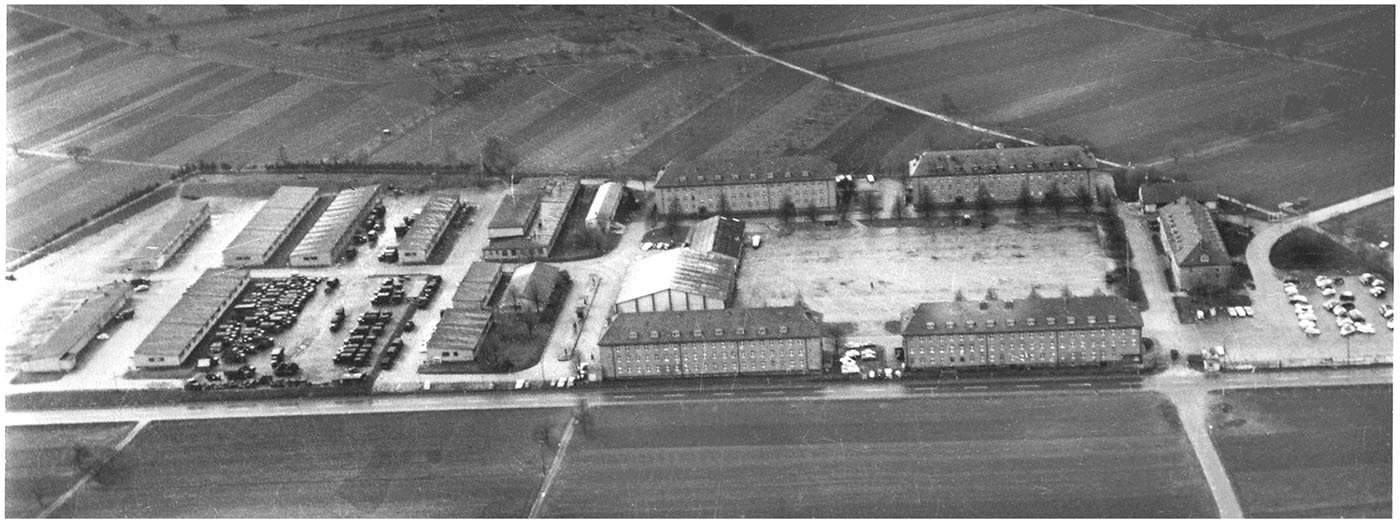
Die Kaserne an der Binswanger Straße (erbaut 1935/1936, abgerissen 1994–2007)

1933 herrschte in Neckarsulm eine hohe Arbeitslosigkeit. Von den rund 7000 Einwohnern lebten etwa 1200 von der Fürsorge. Bei den Reichstagswahlen am 5. März 1933 blieben das Katholische Zentrum und die SPD die stärkste Kraft im Gemeinderat. Nach der Machtübernahme der Nationalsozialisten erfolgten Repressalien gegen die politischen Gegner der NSDAP. Etwa 30 Sozialdemokraten, Kommunisten und Gewerkschafter wurden in „Schutzhaft“ genommen – unter ihnen der SPD-Politiker Hermann Greiner – und im KZ Heuberg eingesperrt.
Der Gemeinderat wurde aufgelöst und neu besetzt. Da die anderen Parteien verboten wurden, erhielt die NSDAP letztendlich die Mehrheit. Bürgermeister Johannes Häußler blieb im Amt und wurde nur deshalb nicht abberufen, weil er die Stadt aus der finanziellen und wirtschaftlichen Misere führen sollte. Trotzdem wurden er und andere (z. B. Kaplan Herrmann Schmid, Präses der katholischen Jugendvereine), die sich nicht dem Diktat der Nationalsozialisten unterwerfen wollten, in der NS-Zeitung Heilbronner Tagblatt diffamiert. Die oppositionelle Zeitung Unterländer Volkszeitung, die sich nicht mit der NS-Presse gleichschalten ließ, wurde Ende 1933 zeitweise und Ende 1934 dann endgültig verboten.
Bei der Verwaltungsreform während der NS-Zeit in Württemberg wurde das Oberamt Neckarsulm 1938 aufgelöst und dessen Gebiet in den Landkreis Heilbronn eingegliedert.
Durch Beschäftigungsprogramme im Straßen- und Wohnungsbau oder am Neckarkanal Mannheim-Heilbronn (Einweihung 1935) sank die Zahl der Arbeitslosen von 734 (1932) auf fünf (1937). 1935/1936 wurde an der Binswanger Straße eine Kaserne und 1937 unter strenger Geheimhaltung die Neckar-Enz-Stellung gebaut. Bereits in der Nacht zum 26. August 1939 erhielten wehrpflichtige Neckarsulmer ihre Gestellungsbefehle; der Zweite Weltkrieg begann mit dem Überfall auf Polen am 1. September. Die beiden größten Fabriken Neckarsulms, NSU und Karl Schmidt (heute Rheinmetall Automotive), produzierten ab 1940 zunehmend Rüstungsgüter für die Wehrmacht. NSU baute beispielsweise das Kettenkrad HK 101 sowie Teile für Flugzeuge und U-Boote. Im Zuge der Luftangriffe auf Heilbronn fielen am 28. August 1943 auch die ersten Bomben auf Neckarsulm. Die Unternehmen NSU und Karl Schmid ließen am Hungerberg und am Güterbahnhof zwei Stollen in den Berg treiben, in denen 3000 bzw. 1500 Menschen Schutz vor Luftangriffen fanden. Am 1. März 1945 wurde bei einem US-Luftangriff auf den Heilbronner Rangierbahnhof auch die Innenstadt Neckarsulms zum großen Teil zerstört. Anfang April 1945 kämpfte die von Westen vorrückende US-Armee im Gebiet um Neckarsulm und nahm die Stadt am 13. April 1945 ein.

#### Neuanfang nach dem Zweiten Weltkrieg
Da Neckarsulm Teil der Amerikanischen Besatzungszone geworden war, gehörte die Stadt somit seit 1945 zum neu gegründeten Land Württemberg-Baden, das 1952 im jetzigen Bundesland Baden-Württemberg aufging.
Die Neckarsulmer bauten ihre Stadt bis in die 1950er Jahre wieder auf. So wurden zum Teil historische Gebäude wiederhergestellt, wie zum Beispiel die Stadtpfarrkirche, das Deutschordensschloss und das Rathaus. An anderen Stellen, so beispielsweise im Bereich des Marktplatzes und im nördlichen Teil der Marktstraße (Judengasse), entstand durch den Verzicht auf den Wiederaufbau der Häuser ein neues Stadtbild.
Ab 1. Mai 1953 wurde im Amorbacher Feld, nordöstlich der Altstadt an der Landstraße nach Neuenstadt am Kocher, eine Bundesmustersiedlung gebaut. Dieser neue Stadtteil Amorbach, der vor allem Vertriebenen und Pendlern eine neue Heimat bieten sollte, wurde am 24. September 1955 eingeweiht. Auch um die Kernstadt selbst entstanden weitere Wohngebiete, so etwa Linkental (ab 1958), Neuberg (ab 1960) und Ahornweg (ab 1966).

NSU war Mitte der 1950er der größte Zweiradhersteller der Welt

Zur Mitte der 1950er Jahre waren die NSU Motorenwerke mit einer Stückzahl von knapp 350.000 Zweirädern (1955) der größte Zweiradhersteller der Welt. Im Jahr 1969 fusionierten die damalige NSU AG und die zum Volkswagen-Konzern gehörende Auto Union GmbH mit Sitz in Ingolstadt zur Audi NSU Auto Union AG mit Sitz in Neckarsulm.
Im Rahmen der Gebietsreform der 1970er Jahre schlossen sich am 1. Mai 1971 die Gemeinde Dahenfeld und am 1. Mai 1972 die Gemeinde Obereisesheim der Stadt Neckarsulm an. Dadurch überschritt die Einwohnerzahl die 20.000-Grenze. Danach stellte die Stadtverwaltung den Antrag auf Erhebung zur Großen Kreisstadt, was die baden-württembergische Landesregierung dann mit Wirkung vom 1. Januar 1973 beschloss. Erster Oberbürgermeister von Neckarsulm war Erhard Klotz.
Bei der Hochwasserfreimachung der Sulm von 1973 bis 1976 wurde eine 2,5 km lange Dole nördlich der Stadt unter den Fahrzeugwerken und dem Neckarkanal gebaut. Diese Maßnahme trug unter anderem zum Erhalt der Arbeitsplätze der Audi-Werke bei, denn durch die Energiekrise und die Krise der Autowirtschaft drohte 1975 die Schließung des Audi-NSU-Werkes, die von der VW-Zentrale in Wolfsburg bereits beschlossen worden war. Die drohende Schließung wurde unter anderem durch Protestaktionen wie den Marsch auf Heilbronn, an dem im April 1975 rund 7000 Menschen teilnahmen, verhindert. Der Standort Neckarsulm konnte erhalten werden, allerdings wurde etwa die Hälfte der 12.000 Beschäftigten arbeitslos. In diese Zeit fiel auch die Einweihung des Deutschordensplatzes und des Parkwohnheimes St. Vinzenz im Stadtpark, beides nördlich der Altstadt.
Seit 1976 wurden die Wohngebiete vor allem durch Bautätigkeit in den Stadtteilen Südstadt, Obereisesheim und Dahenfeld (Im Grund) und auf dem Neuberg (Erweiterung III und IV) vergrößert. Das Gemeinschafts- und Veranstaltungszentrum „Ballei“ wurde 1979 eingeweiht. 1981 erfolgte der Umbau des ehemaligen NSU-Kasinos (westlich der Altstadt, in der Nähe des Christian-Schmidt-Platzes) für kulturelle Zwecke. Dort fanden die Stadtbücherei, die Volkshochschule und ein Jugendzentrum eine Unterkunft. Das alte Rathaus (von 1782 im Rokokostil) wurde 1983 bis 1985 durch einen modernen Anbau erweitert. Im Jahr 1990 wurde unter anderem mit der Erschließung des Gewerbegebiets Süd und der Bebauung nördlich der Ballei begonnen. Dabei wurden die Ziegelhütte zur Sozialstation umgebaut und die Musikschule neu gebaut. Im selben Jahr wurde auch das Freizeit- und Spaßbad AQUAtoll eröffnet.
In der Zeit der Wirtschaftskrise 1992 bis 1996 gingen vor allem bei Audi und Kolbenschmidt Tausende von Arbeitsplätzen verloren.
1994 wurde die Bebauung des Gebiets nördlich der Ballei mit der Einweihung der Musikschule abgeschlossen. Zur Vorbereitung des neuen Gewerbegebiets Stiftsbergstraße wurden die Kasernen – 1992 hatten die letzten US-Soldaten die Kaserne verlassen – zum Teil abgebrochen; die letzten Mannschaftsgebäude wurden 2007 abgerissen. Der Ausbau des Stadtteils Amorbach II erfolgte 1991 bis 1997. Voraussetzung war eine Erweiterung der Gemarkungsfläche in Richtung Osten, welche durch den Tausch von rund 51 ha Fläche mit Oedheim erreicht werden konnte – die Gemeinde Oedheim erhielt dafür ein gleich großes Gebiet der Dahenfelder Markung sowie 13 Mio. DM. In Amorbach II wurden verstärkt Solarenergie-Anlagen eingesetzt, so zum Beispiel in der biosolaren Wohnanlage Eugen-Bolz-Straße sowie beim Bau eines Langzeit-Erdsondenwärmespeichers.

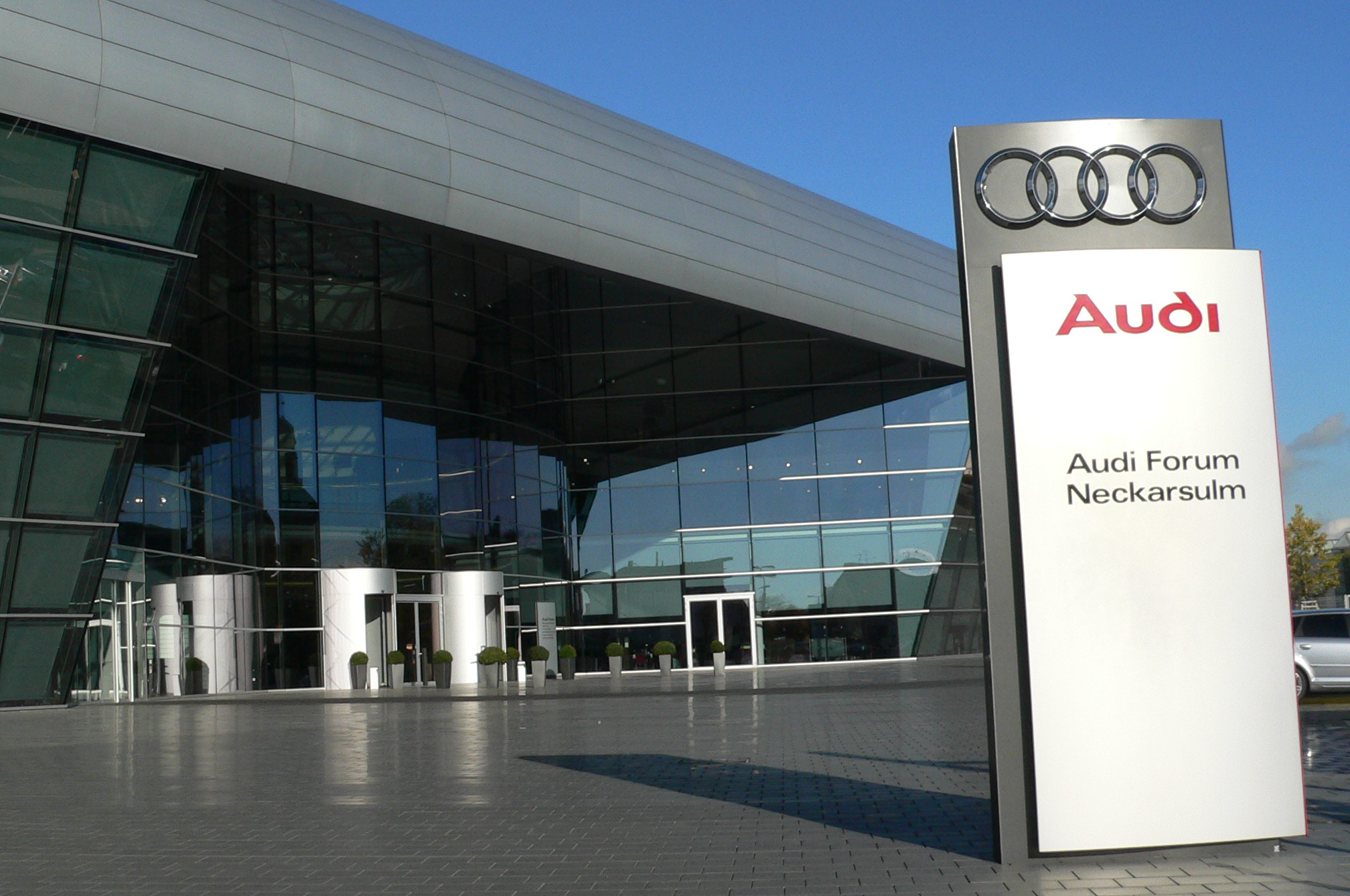
Neues Audi-Forum, 10. Mai 2005 eröffnet

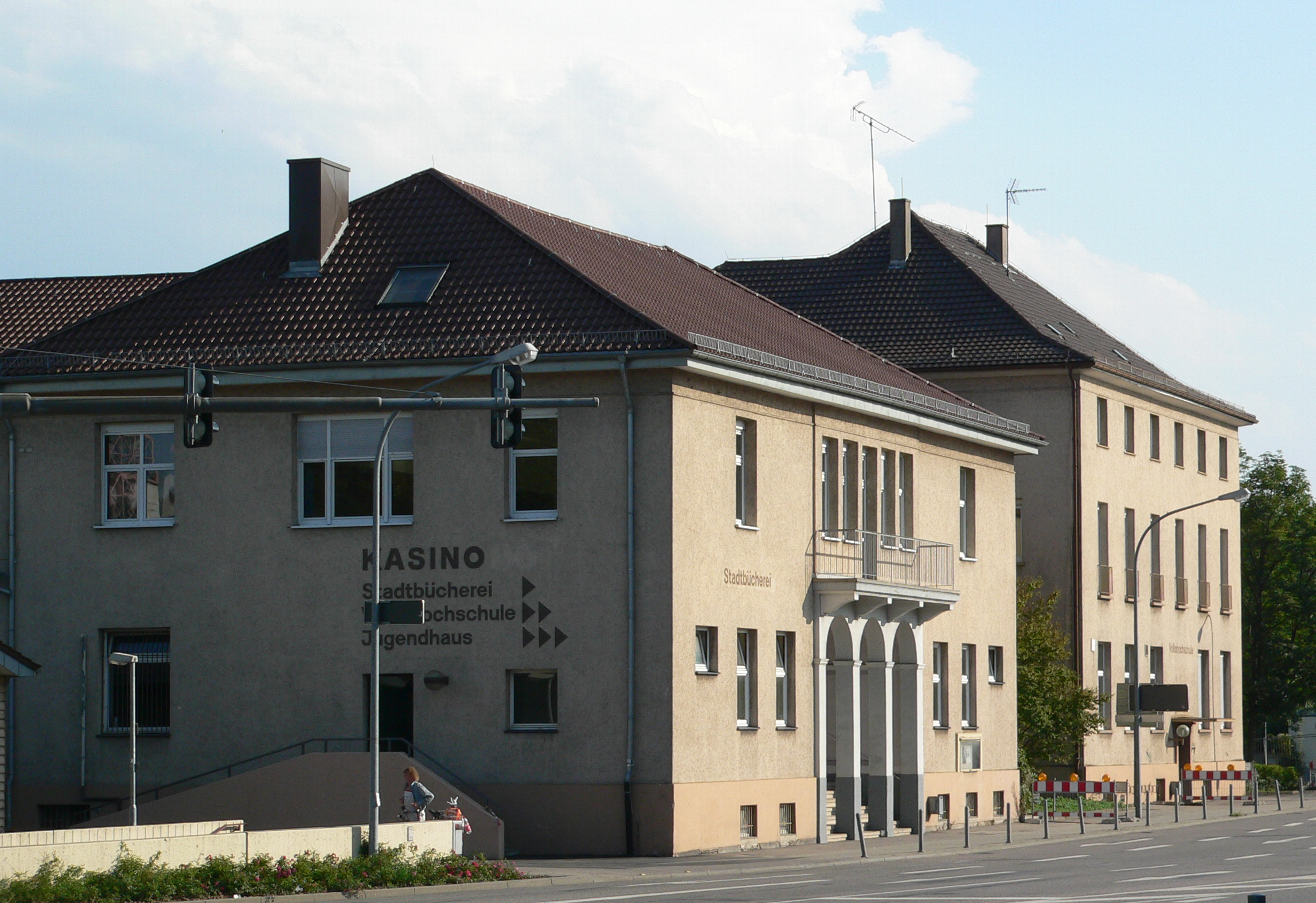
Das alte NSU-Kasino im Juli 2005 (abgerissen Okt. 2005)

Die Erschließung des gemeinsamen Gewerbegebietes Straßenäcker (zusammen mit Erlenbach) begann 1995. Weitere neue Gewerbegebiete wurden erschlossen: der sogenannte Trendpark (1995) mit dem Bau des 1997 bis 1999 entstandenen „gläsernen Büroturms“ der Unternehmen TDS AG und dsb AG (heute dsb GmbH & Co. KG) und das Gewerbegebiet Stiftsbergstraße (1995) mit dem Neubau von Lidl & Schwarz (heute Lidl Stiftung & Co. KG). 1997 wurden das moderne Kino Europlex (heute Cineplex) südlich der Altstadt eröffnet und die Südtangente gebaut. Im Stadtteil Amorbach wurde 2000 mit der Erschließung des zweiten Bauabschnitts im Gebiet Amorbach II begonnen.
Zahlreiche Unternehmen hatten sich 2001 bis 2005 in den neuen Gewerbegebieten Trendpark, Stiftsbergstraße und Straßenäcker niedergelassen, darunter der Wechselrichterhersteller KACO new energy. Im 2001 angelegten Gewerbegebiet Trendpark Süd ließ sich 2004 die Bechtle AG nieder. Das 1998 beschlossene Revitalisierungs-Konzept für die Innenstadt wurde insbesondere mit folgenden Schritten umgesetzt: die Rathauserweiterung (2002), der Neubau der Stadtbücherei (heute Mediathek genannt – die Neueröffnung war im Juli 2004), die Neugestaltung der Marktstraße als Fußgängerzone (2004/2005 – die Einweihung war am 30. April 2005) und die Freilegung von Fachwerk-Fassaden. Im September 2005 wurde der Neubau der Volkshochschule (mit Parkhaus) an der Seestraße eröffnet.
Das Audi-Werk Neckarsulm feierte am 30. September und 1. Oktober 2006 mit einem Tag der offenen Tür das Jubiläum „100 Jahre Automobilbau in Neckarsulm“. Zuvor war im Oktober 2005 eines der letzten alten Gebäude der ehemaligen NSU Motorenwerke – das „NSU-Kasino“ – abgerissen worden. Es lag am Christian-Schmidt-Platz gegenüber dem Audi-Forum und musste dort einem SE-Zentrum (SE = Simultaneous Engineering) Platz machen, das Ende März 2007 eingeweiht wurde. Damit wurde auch die Umgestaltung der K 2000 – der Gottlieb-Daimler-Straße und der NSU-Straße westlich der Kernstadt – zu einem Stadtboulevard weitergeführt, die bereits vorher mit dem Bau des neuen Audi-Forums begonnen (10. Mai 2005 eröffnet) und mit dem „Customer Center“ der KSPG AG (März 2007 fertiggestellt, Bild siehe Wirtschaft) fortgesetzt wurde.
Mit über 27.000 Einwohnern ist Neckarsulm heute als größte Stadt im Landkreis Heilbronn eine wirtschaftlich bedeutende Stadt, die neben den Unternehmen AUDI AG, KSPG Pierburg AG, Lidl Stiftung & Co. KG, Kaufland Stiftung & Co. KG, TDS AG und Bechtle AG zahlreiche Mittel- und Kleinbetriebe beherbergt und sich als Standort für zukunftsträchtige Produktionsbereiche und Dienstleistungen versteht.
Quelle (Abschnitt Stadtgeschichte):

### Eingemeindungen
Folgende Gemeinden wurden nach Neckarsulm eingegliedert:
- 1. Mai 1971: Dahenfeld
- 1. Mai 1972: Obereisesheim

### Einwohnerentwicklung
Einwohnerzahlen nach dem jeweiligen Gebietsstand. Die Zahlen sind Schätzungen, Volkszählungsergebnisse (¹) oder amtliche Fortschreibungen der jeweiligen Statistischen Ämter (nur Hauptwohnsitze).
| Jahr               | Einwohner |
| ------------------ | --------- |
| 1527               | ca. 1000  |
| 1635               | ca. 1400  |
| 1756               | 1544      |
| 1810               | 2050      |
| 1849               | 2576      |
| 1. Dezember 1871   | 2576      |
| 1. Dezember 1880 ¹ | 2845      |
| 1. Dezember 1890 ¹ | 3011      |
| 1. Dezember 1900 ¹ | 3707      |
| 1. Dezember 1910 ¹ | 5170      |
| 16. Juni 1925 ¹    | 6692      |
| 16. Juni 1933 ¹    | 7035      |

| Jahr                 | Einwohner |
| -------------------- | --------- |
| 17. Mai 1939 ¹       | 8.593     |
| Dezember 1945        | 7.559     |
| 13. September 1950 ¹ | 9.319     |
| 6. Juni 1961 ¹ ²     | 15.299    |
| 27. Mai 1970 ¹       | 18.517    |
| 31. Dezember 1975    | 20.112    |
| 31. Dezember 1980    | 21.871    |
| 25. Mai 1987 ¹       | 21.534    |
| 31. Dezember 1990    | 22.690    |
| 31. Dezember 1995    | 25.788    |
| 31. Dezember 2000    | 27.408    |
| 31. Dezember 2001    | 27.410    |

| Jahr                 | Einwohner |
| -------------------- | --------- |
| 31. Dezember 2002    | 27.425    |
| 31. Dezember 2003    | 27.407    |
| 31. Dezember 2004    | 27.296    |
| 31. Dezember 2005    | 27.401    |
| 31. Dezember 2006    | 27.246    |
| 31. Dezember 2007    | 27.172    |
| 31. Dezember 2008    | 26.828    |
| 31. Dezember 2009    | 26.641    |
| 31. Dezember 2010    | 26.511    |
| 9. Mai 2011 (Zensus) | 25.447    |
| 31. Dezember 2011    | 25.533    |
| 31. Dezember 2012    | 25.754    |

| Jahr              | Einwohner |
| ----------------- | --------- |
| 31. Dezember 2013 | 25.762    |
| 31. Dezember 2014 | 25.798    |
| 31. Dezember 2015 | 26.304    |
| 31. Dezember 2020 | 26.324    |

¹ Volkszählungsergebnis

² Der Bevölkerungszuwachs von 1950 bis 1961 erklärt sich damit, dass sich im neu gebauten Stadtteil Amorbach Menschen ansiedelten. Von den rund 13.000 Einwohnern im Jahre 1955 wohnten etwa 3000 in Neckarsulm-Amorbach.

### Religionen

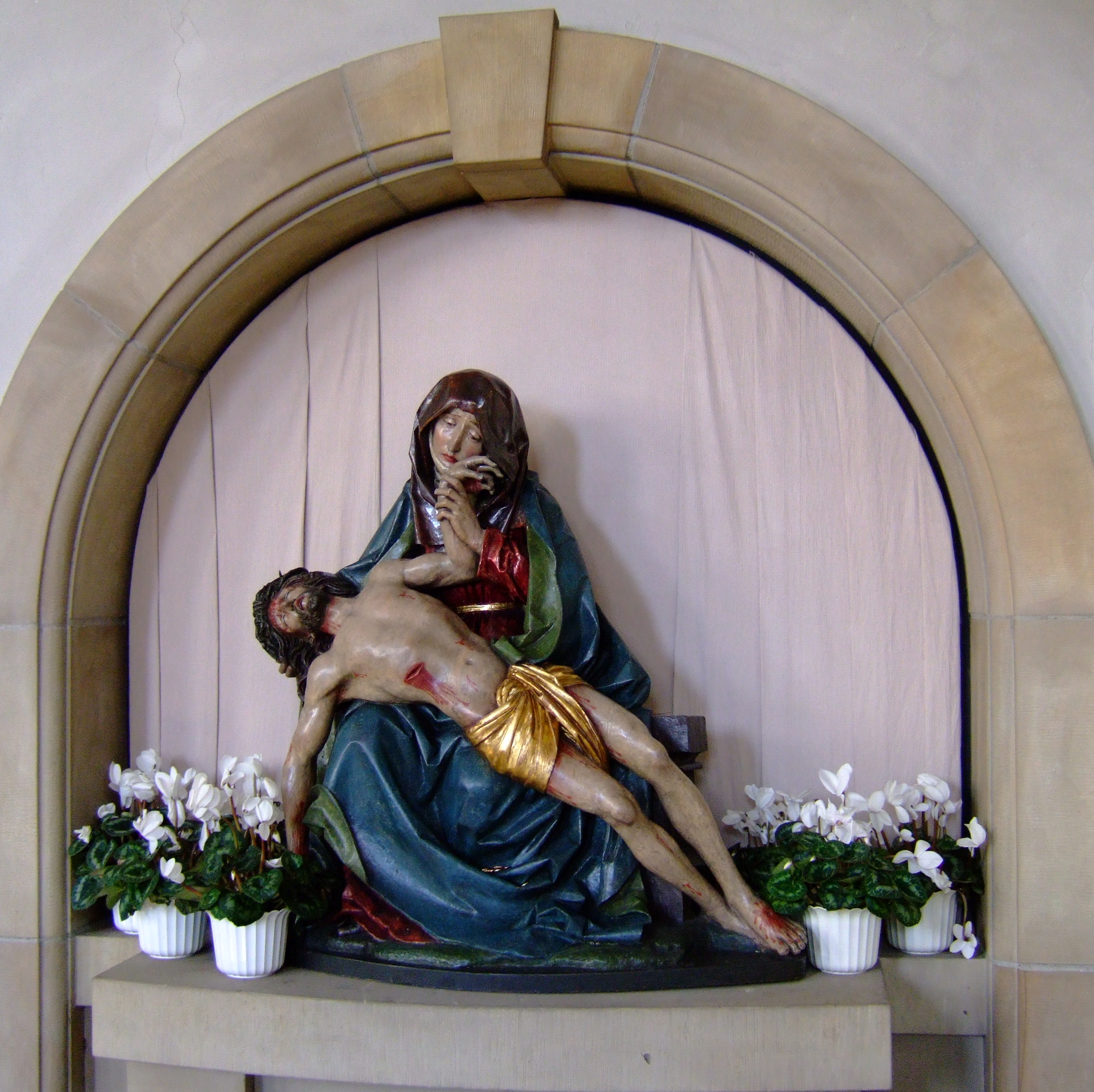
Pietà in der Stadtpfarrkirche St. Dionysius

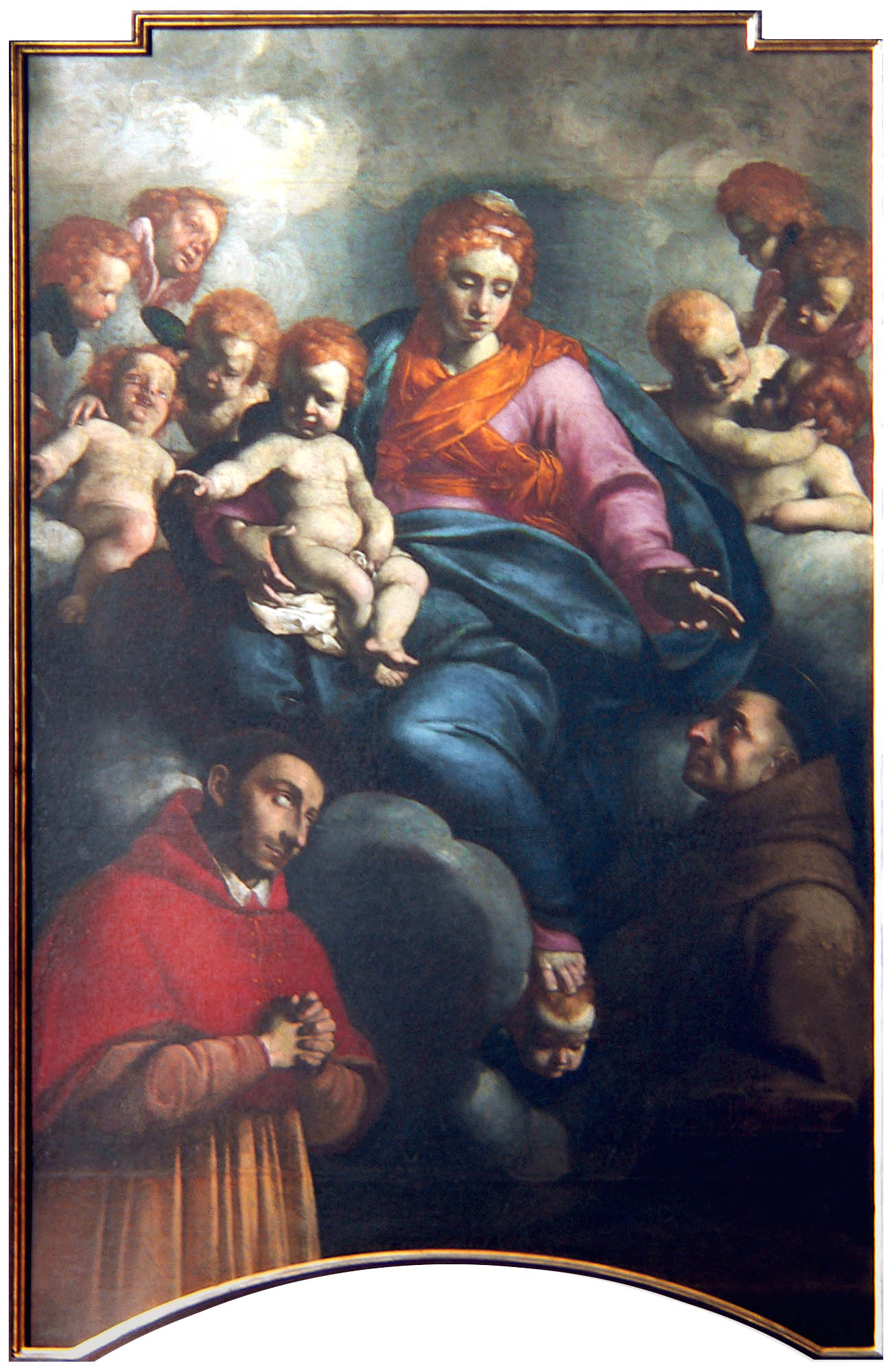
„Madonna vom Siege“ von Carlo Ceresa in St. Dionysius

Das Gebiet der Stadt Neckarsulm gehörte wohl schon sehr früh zum Bistum Würzburg. Die Reformation konnte sich nicht durchsetzen, infolgedessen war Neckarsulm über Jahrhunderte eine überwiegend katholische Stadt. Nach dem Übergang an Württemberg 1805 war die Pfarrgemeinde ab 1814 Teil des Generalvikariats Ellwangen, bevor sie 1821/1827 der neu gegründeten Diözese Rottenburg (heute Rottenburg-Stuttgart) zugeordnet wurde. Neckarsulm wurde Sitz eines Dekanats. Die heutigen Pfarrgemeinden im Neckarsulmer Stadtgebiet sind in der Kernstadt die Stadtpfarrgemeinde St. Dionysius und die Pfarrgemeinde St. Johannes (seit 1973) sowie in den Stadtteilen die Pfarrgemeinde St. Remigius Dahenfeld und die Pfarrgemeinde (seit 1960) Pax Christi Amorbach. In Obereisesheim gibt es seit 1972 eine katholische Kirche (Christuskirche). Die Gemeindeglieder gehören jedoch zur Pfarrgemeinde St. Dionysius Neckarsulm.
Im 19. Jahrhundert zogen auch Protestanten nach Neckarsulm. Anfangs konnten sie in der Schlosskapelle ihre Gottesdienste feiern, 1888 wurde die evangelische Stadtkirche erbaut. Die Gemeinde ist von Anfang an Glied der Evangelischen Landeskirche in Württemberg. Im Stadtteil Amorbach wurde 1955 die Heilig-Geist-Kirche als zweite evangelische Kirche im damaligen Stadtgebiet erbaut. Es folgte dann noch die Martin-Luther-Kirche. Diese drei Kirchengemeinden gehören zum Dekanat bzw. Kirchenbezirk Neuenstadt am Kocher, zu dessen Kirchengemeinde auch die evangelischen Gemeindeglieder des Stadtteils Dahenfeld gehören. Obereisesheim hingegen wurde infolge der Zugehörigkeit zum Herzogtum Württemberg schon früh evangelisch. Die Kirchengemeinde gehörte ursprünglich zum Klosteramt Lichtenstern und kam 1807 zum Dekanat bzw. Kirchenbezirk Heilbronn, zu dem sie heute noch gehört.
Neben den beiden großen Kirchen gibt es hier auch Gemeinden der neuapostolischen Kirche und der Zeugen Jehovas. Weiterhin bestand hier auch eine jüdische Gemeinde. Die durch den Zuzug von Migranten aus islamischen Ländern – insbesondere aus der Türkei – in den letzten Jahrzehnten entstandene islamische Gemeinde in Neckarsulm begann im vierten Quartal 2007 den Bau einer Moschee im Gewerbegebiet Rötel südlich der Kernstadt. Sie wird vom Dachverband VIKZ getragen, der den sunnitischen Islam vertritt.
Die Jüdische Gemeinde Neckarsulm ist bereits im 13. und 14. Jahrhundert belegt. Ein Sulmer Rabbi Vives und seine Angehörigen waren unter den Opfern des Rintfleisch-Pogroms 1298, weitere Sulmer Juden waren von den Pestpogromen 1349 betroffen. Der Deutsche Orden war insbesondere unter Deutschordens-Komtur Walther von Cronberg um 1535 Juden wenig günstig gesinnt, so dass es aus dem 16. Jahrhundert nur vereinzelt Nachweise über Juden gibt. Diese siedelten sich erst verstärkt während des Dreißigjährigen Krieges an, während dessen eine Synagoge und ein jüdischer Friedhof erwähnt werden. 1625 gab es 45 jüdische Einwohner. 1650 wurden die Juden mit Schutzbriefen anderer Orte wegen des inzwischen herrschenden Friedens ausgewiesen. Die jüdische Gemeinde blieb relativ klein und zählte bis 1832 zum Rabbinat in Kochendorf, danach zum Rabbinat Lehrensteinsfeld. Durch Ab- und Auswanderung verkleinerte sich die Gemeinde im späten 19. Jahrhundert rasch. Die Synagoge wurde verkauft und zur Scheune umgebaut. 1886 bis 1933 lebten nur selten mehr als 20 Juden in Neckarsulm. Die meisten Familien wanderten bis 1938 aus. Vier Juden fanden während der Deportationen den Tod.

## Politik

### Gemeinderat und Ortschaftsräte
Der Gemeinderat besteht aus den gewählten ehrenamtlichen Gemeinderäten und dem Oberbürgermeister als Vorsitzendem. Der Oberbürgermeister ist im Gemeinderat stimmberechtigt. In Neckarsulm wird der Gemeinderat nach dem Verfahren der unechten Teilortswahl gewählt. Dabei kann sich die Zahl der Gemeinderäte durch Überhangmandate verändern. Der Gemeinderat in Neckarsulm hat nach der letzten Wahl 28 Mitglieder (2019: 27), die den Titel Stadträtin/Stadtrat führen. 
Die Kommunalwahl am 9. Juni 2024 führte zu folgendem amtlichen Endergebnis:
| Parteien und Wählergemeinschaften | Parteien und Wählergemeinschaften           | % 2024  | Sitze 2024 | % 2019  | Sitze 2019 | % 2014 | Sitze 2014 |
| CDU                               | Christlich Demokratische Union Deutschlands | 31,67   | 9          | 31,05   | 9          | 40,0   | 11         |
| SPD                               | Sozialdemokratische Partei Deutschlands     | 23,55   | 7          | 26,29   | 7          | 32,2   | 8          |
| FW                                | Freie Wählervereinigung                     | 18,84   | 6          | 15,19   | 4          | 11,7   | 3          |
| GRÜNE                             | Bündnis 90/Die Grünen                       | 11,84   | 3          | 19,52   | 5          | 13,1   | 3          |
| FDP                               | Freie Demokratische Partei                  | 5,09    | 1          | 4,59    | 1          | 3,0    | 1          |
| BIG                               | Bündnis für Innovation und Gerechtigkeit    | 4,21    | 1          | 3,37    | 1          | —      | —          |
| ZfN                               | Zukunft für Neckarsulm                      | 4,79    | 1          | –       | –          | —      | —          |
| Gesamt                            | Gesamt                                      | 100     | 28         | 100     | 27         | 100    | 26         |
| Wahlbeteiligung                   | Wahlbeteiligung                             | 55,02 % | 55,02 %    | 54,73 % | 54,73 %    | 45,2 % | 45,2 %     |

In den Ortschaften Dahenfeld und Obereisesheim gibt es einen bei jeder Kommunalwahl zu wählenden Ortschaftsrat. Die Ortschaftsräte haben in Dahenfeld acht und in Obereisesheim zehn Mitglieder.

### Bürgermeister

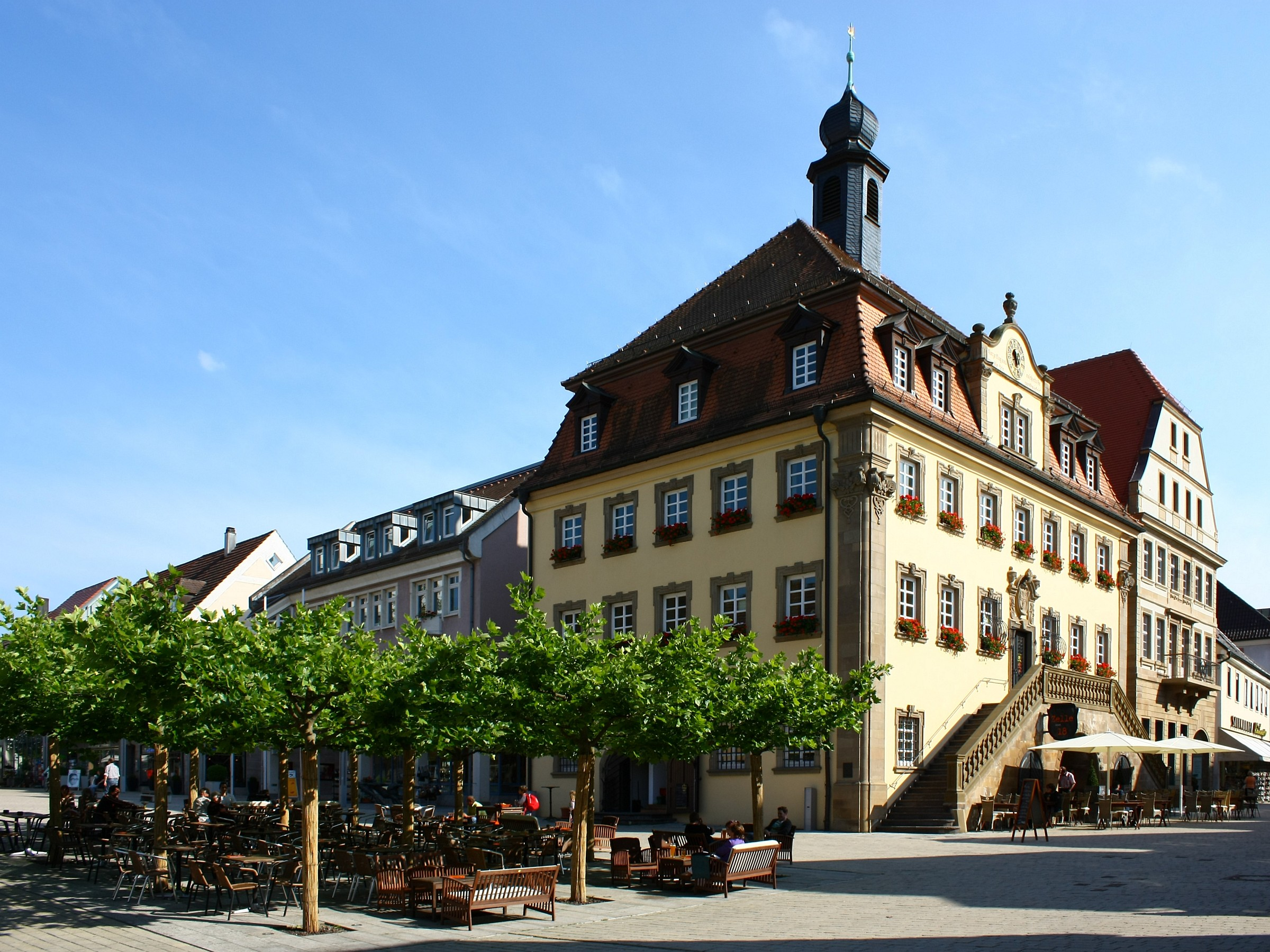
Neckarsulmer Rathaus von der Marktstraße (von Nordwesten) gesehen, links die Erweiterung (von 1985), rechts der ehemalige Gasthof „Zur Rose“, heute Stadtarchiv

Die Stadt Neckarsulm unterstand bis 1484 den Vögten, dann dem Deutschorden. Diese setzten Amtsleute ein, an deren Spitze der Stadtschultheiß stand. Im 19. Jahrhundert wurde die württembergische Städteverfassung eingeführt. Heute gibt es einen vom Volk auf acht Jahre gewählten Bürgermeister, der seit 1. Januar 1973, als Neckarsulm zur Großen Kreisstadt erhoben wurde, die Amtsbezeichnung Oberbürgermeister trägt.
Bei der Bürgermeisterwahl 2008 trat der Amtsinhaber Volker Blust nicht mehr an. Zu seinem Nachfolger wurde im ersten Wahlgang am 27. Juli 2008 der von CDU, FDP, Freien Wählern und Grünen unterstützte parteilose Joachim Scholz gewählt, bisher Bürgermeister von Steinheim an der Murr. Scholz erhielt 58,8 % der Wählerstimmen, der SPD-Kandidat Klaus Grabbe, langjähriger Baubürgermeister Neckarsulms, kam auf 34,2 %. Scholz trat sein Amt Ende Oktober 2008 an. Bei der Bürgermeisterwahl 2016 wurde Joachim Scholz nicht wiedergewählt. Der von SPD und Grünen unterstützte Steffen Hertwig gewann im ersten Wahlgang am 18. September 2016 gegen den Amtsinhaber. Hertwig wurde am 3. November 2016 in sein Amt eingesetzt. Bei der Oberbürgermeisterwahl am 22. September 2024 wurde er mit 85,8 Prozent der Stimmen für eine zweite Amtszeit wiedergewählt.

### Schultheiß, Bürgermeister und Oberbürgermeister
(zum Teil nur Jahre der Erwähnung in den Archivalien)
| - 1374: Heinrich von Heinstat - 1488: Peter Bartenbach - 1525, 1532–1541: Christoph Lebkücher - um 1550: Hutter - 1552, 1554: Niklas Edelmann - 1555, 1558, 1561, 1564, 1569: Valentin Brauneck - 1581, 1593: Heinrich Rodenwald - 1601: Thomas Huettel - 1602–1607: Wolfgang Wineckher - 1609–1623: Martin Schäffner - 1624, 1626: Anton Stattmüller - 1636–1641: Reinhardt Bentz - 1641–1646: Sebastian Reissner - 1646–1654: Johann Ludwig Kleßheimer - 1654–1656: Karl Wenck - 1656–1662: Johann Reith - 1664–1666: Bartholomäus Maierhofer - 1666: Werner von Aach - 1666–1686: Johann David Weckle - 1687–1690: Matthes Neudecker - 1690–1703: Johann Adolf Breitenbecher - 1703–1735: Johann Wendel Dörzbach | - 1735–1749: Georg Joseph Köhler - ?–1766: Johann Caspar Sertorius - 1766–1767: Ludwig Joseph Riegel - 1775: Franz Joseph Becker - 1782–1798: Joseph Karl Scharpff - 1798–1803: Joseph Martin Scharpff - 1803–1845: Franz Josef Becker - 1845–1865: Franz Josef Alexander Heinrich Becker - 1865–1878: Josef Pecoroni - 1878–1885: Johann Nepomuk Kirner - 1885–1911: Bernhard Rettenmeier - 1911–1913: Heinrich Soller - 1913–1941: Johannes Häußler - 1942–1945: Oskar Volk - 1945–1946: Hermann Greiner - 1946–1949: Johannes Häußler - 1949–1955: Erwin Wörner - 1955–1967: Hans Hoffmann - 1967–1992: Erhard Klotz - 1992–2008: Volker Blust - 2008–2016: Joachim Scholz - seit 2016: Steffen Hertwig |

Quellen: Für die Jahre 1374–1803 1803–1885 1885–1950 1950–1976 1977–2000

### Wappen und Flagge

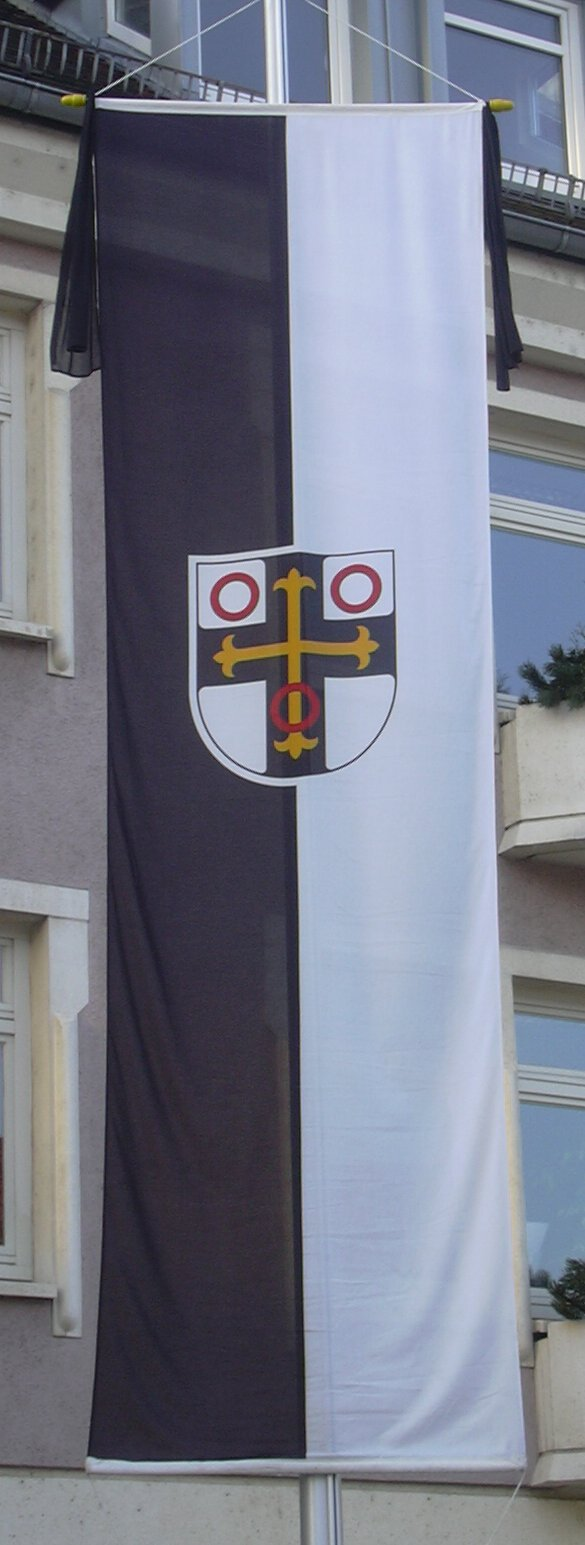
Stadtflagge

Die Blasonierung des Neckarsulmer Wappens lautet: In Silber ein durchgehendes schwarzes Kreuz mit Tatzenenden (Deutschordenskreuz), belegt mit einem goldenen Lilienkreuz, das Ordenskreuz oben begleitet von zwei roten Ringen, das Lilienkreuz unten beheftet mit einem roten Ring. Die Stadtfarben sind Schwarz-Weiß.
Das Deutschordenskreuz ist zuerst 1528 in den Siegeln der Stadt feststellbar, nachdem zuvor seit 1374 in den Stadtsiegeln das Mainzer Rad abgebildet war. Die Ringe sind vermutlich vom neippergschen Wappen abgeleitet; Deutschmeister Reinhard von Neipperg dürfte die Änderung des Wappens eingeführt haben, nachdem er Neckarsulm 1484 vom Erzstift Mainz für den Deutschen Orden erworben hatte. Da Reinhard von Neipperg 1489 zurücktrat, ist das Neckarsulmer Wappen vermutlich in der Zeit von 1484 bis 1489 entstanden. Die Ringe wurden, offenbar durch Missverständnisse, bis in die 1930er Jahre immer wieder durch Rosen ersetzt, beispielsweise in einem Siegel des 17./18. Jahrhunderts durch vier Rosen in den Kreuzwinkeln. Die Stadt legte die heutige Form mit dem zusätzlichen Lilienkreuz, das in den Wappen von Hochmeistern üblich ist, auf Anregung der baden-württembergischen Archivdirektion 1955 fest. Das Wappen wurde von der baden-württembergischen Landesregierung am 26. September 1955 und die zugehörige Stadtflagge vom Innenministerium am 14. November 1963 verliehen. Zuvor waren die Stadtfarben Schwarz-Blau; die Herkunft dieser Farbkombination ist unbekannt.

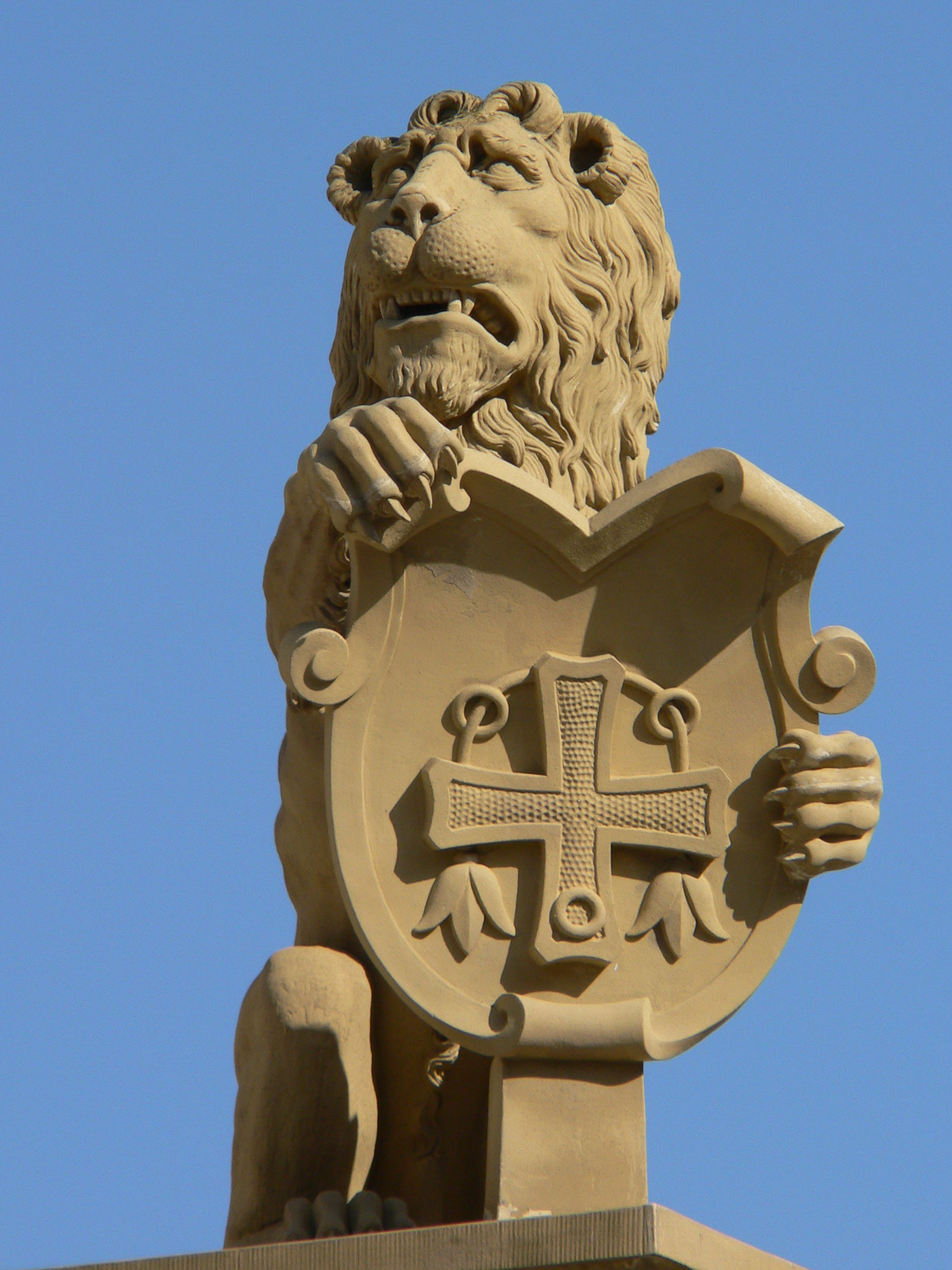
Wappen am Löwenbrunnen, Original von 1484, Rekonstruktion von 1984
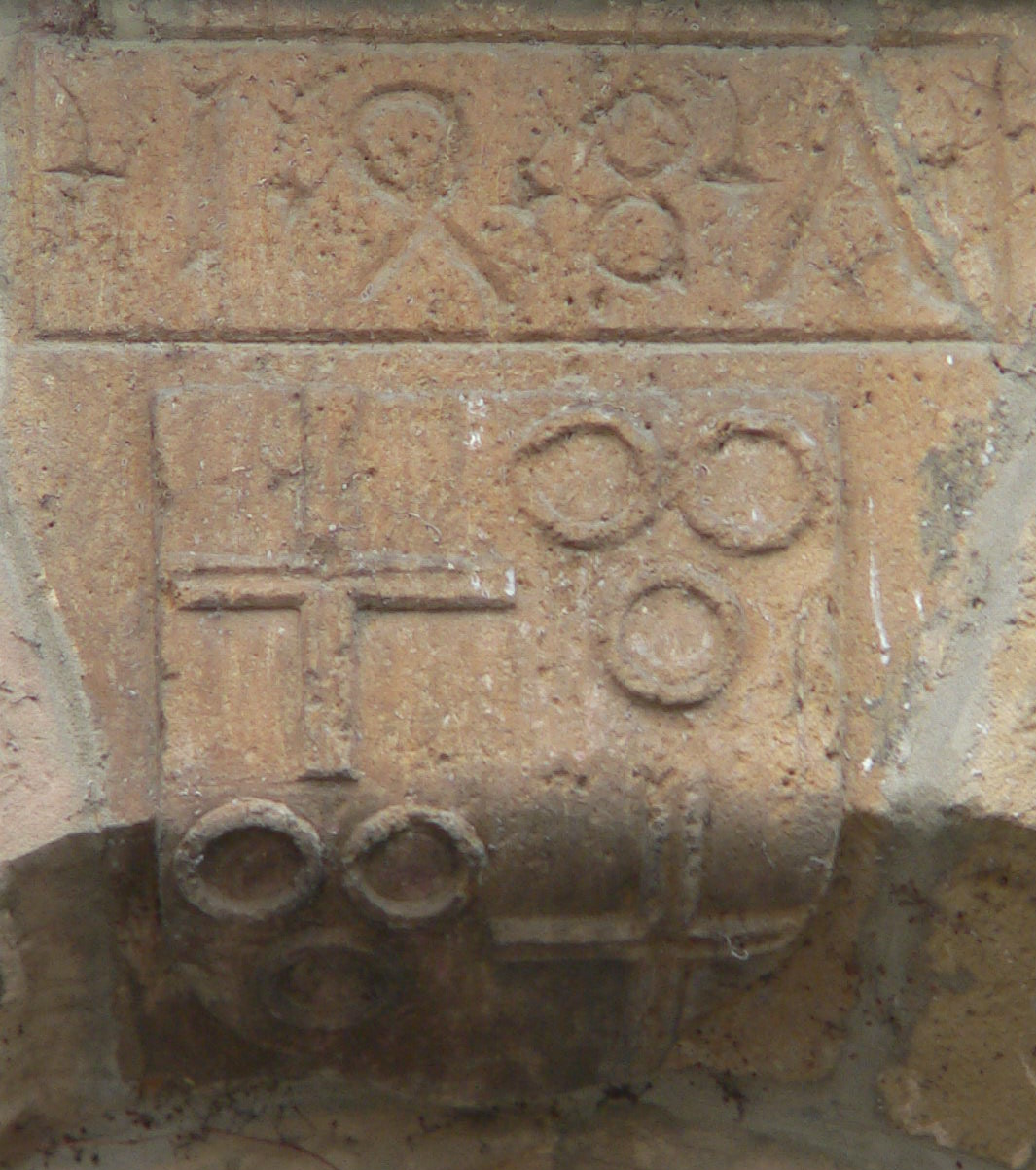
Wappen mit den Neippergschen Ringen an der Schloss-Kapelle, von 1487
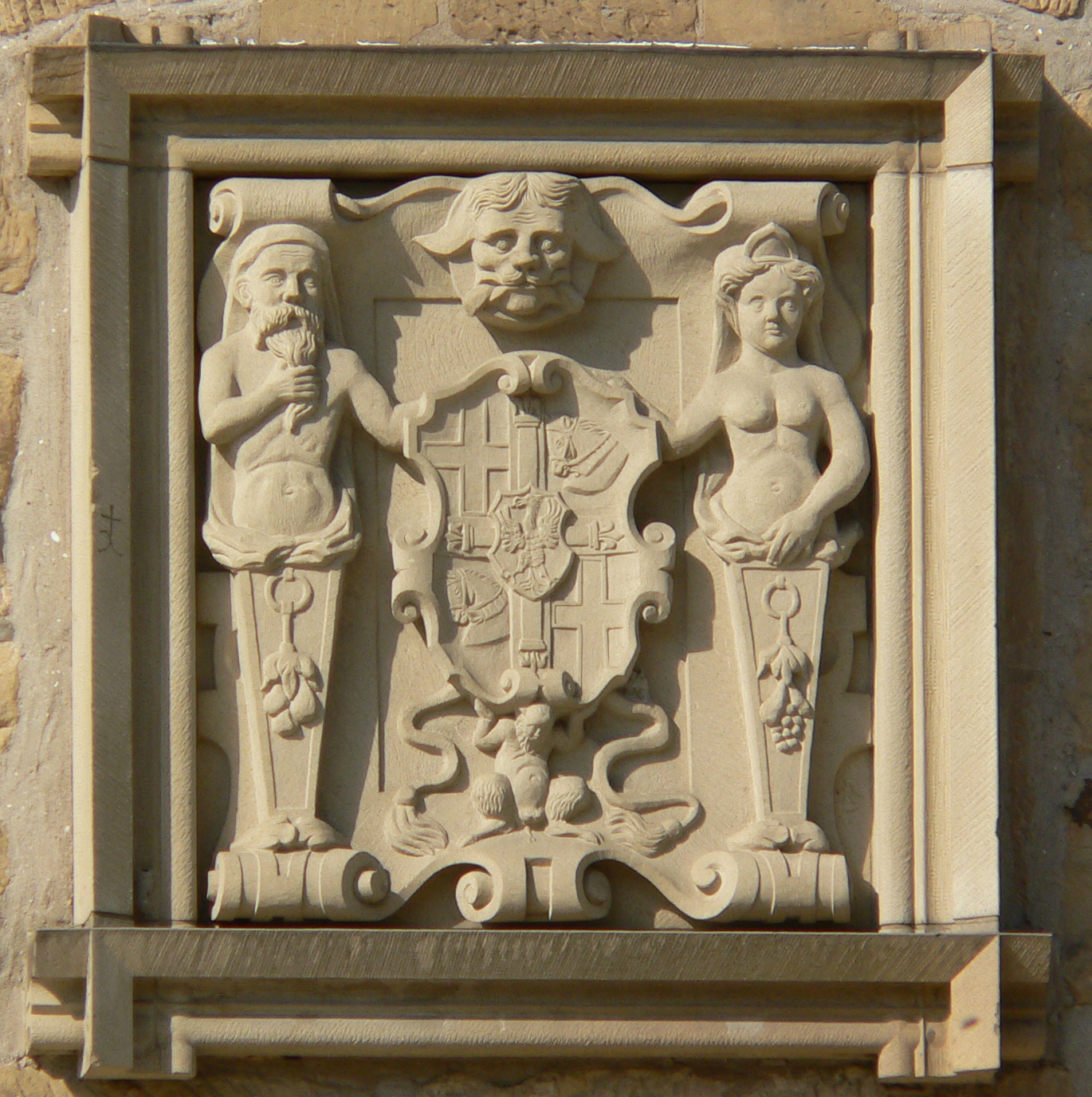
Wappen des Hoch- und Deutschmeisters Georg Hund von Wenkheim an der Großen Kelter, von 1567
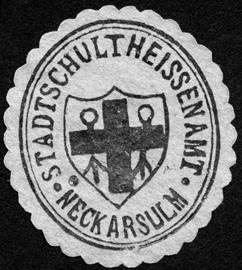
Siegelmarke des Stadtschultheißenamts Neckarsulm

### Städtepartnerschaften
Die Städtepartnerschaft zwischen der südfranzösischen Stadt Carmaux und Neckarsulm war eine der ersten Städtepartnerschaften, die nach dem Zweiten Weltkrieg zwischen einer französischen und einer deutschen Stadt geschlossen wurde. Die Initiative ging dabei von der 1950 von französischen und deutschen Bürgermeistern gegründeten Internationalen Bürgermeisterunion aus. Das Ziel dieser Städtepartnerschaften war und ist eine Aussöhnung und Verständigung zwischen den Nationen auf Ebene der Kommunen. Für seine Verdienste um diese Städtepartnerschaft erhielt der ehemalige französische Bürgermeister Jean Vareilles im März 1978 das Verdienstkreuz 1. Klasse des Verdienstordens der Bundesrepublik Deutschland.
Neckarsulm unterhält Städtepartnerschaften zu folgenden Städten:

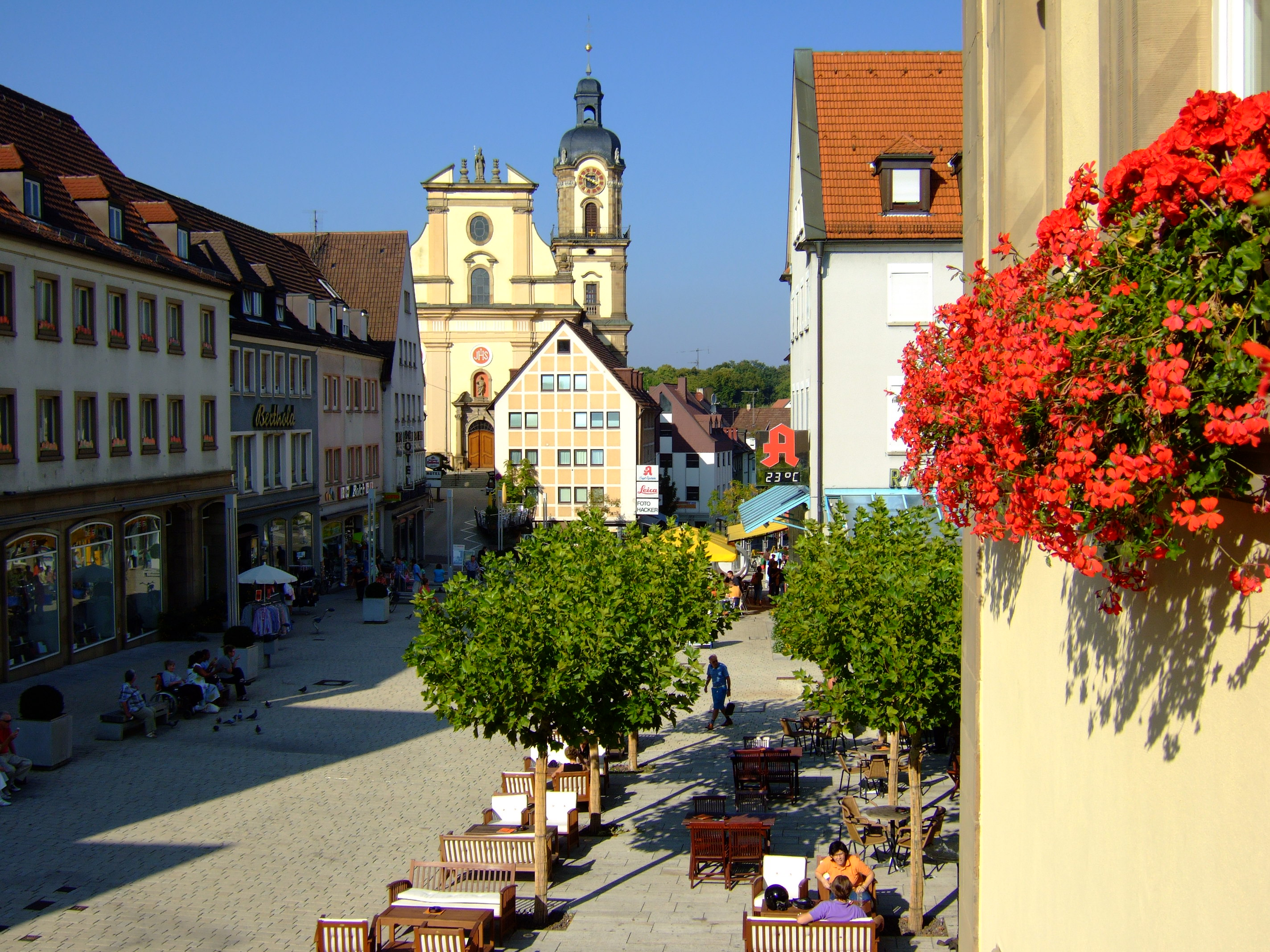
Fußgängerzone am Marktplatz und in der Marktstraße (im Hintergrund „St. Dionysius“)

- Carmaux (Frankreich), seit 1958
- Bordighera (Italien), seit 1963
- Grenchen (Schweiz), seit 1988
- Zschopau (Deutschland), seit 1990
- Budakeszi (Ungarn), seit 1993

### Städtebauliche Politik
Die Stadt Neckarsulm gewann im Jahr 2006 den 2. Preis (nach Konstanz) im Wettbewerb „Wohnen im Zentrum – Strategien für attraktive Stadt- und Ortskerne“ des Bundeslandes Baden-Württemberg. Der Wettbewerb wurde vom Innenministerium, dem Arbeits- und Sozialministerium und der Arbeitsgemeinschaft der Bausparkassen ausgelobt und stand unter der Schirmherrschaft von Ministerpräsident Günther Oettinger. Von den 139 Städten und Gemeinden, die sich am Wettbewerb beteiligten, wurden 15 in drei Kategorien ausgezeichnet, wobei Neckarsulm in der Kategorie „Strategie und Raumplanung“ für sein vorbildliches Gesamtkonzept gewürdigt wurde. Dieses Gesamtkonzept, das als Revitalisierungskonzept seit 1998 unter der Federführung des Baubürgermeisters Klaus Grabbe erarbeitet und in den folgenden Jahren erfolgreich umgesetzt wurde, beinhaltet zu den bereits unter Stadtgeschichte und unter Fachwerkhäuser genannten Punkten unter anderem:
- Die Innenstadt – der Marktplatz und die Marktstraße – wurden für den Durchgangsverkehr gesperrt und zu einer Fußgänger- und Einkaufszone umgestaltet (2004/2005).
- Eine Reihe von Parkhäusern, Tiefgaragen und Parkplätzen umgibt die Innenstadt. In diesen kann gebührenfrei geparkt werden.
- Neckarsulm kann großräumig auf den Tangenten der Bundeslandstraße 27 und der K 2000 umfahren werden.
- Durch das „City-Outfit-Programm“ wurden stadtbildprägenden Putz- und Sandsteinfassaden wiederhergestellt und damit die Innenstadt weiter aufgewertet.
- Verschiedene gastronomische Einrichtungen wurden in ungenutzten Gebäuden untergebracht, so zum Beispiel das „Neckarsulmer Brauhaus“ in einem ehemaligen Kaufhaus.
- In die neugebauten öffentlichen Gebäude wurden Ladenflächen integriert, so zum Beispiel in der Rathauserweiterung von 2002 und in den Neubauten von Mediathek (2004) und Volkshochschule (2005) sowie in den rekonstruierten, ehemaligen Gasthof „Zur Rose“ (2009), in dem sich heute das Stadtarchiv befindet.
- Die neuen kulturellen Einrichtungen, wie Mediathek und Volkshochschule werten das Wohnumfeld in der Innenstadt auf und machen das Stadtzentrum zugleich für Einkauf und Erholung attraktiver.

Quelle:

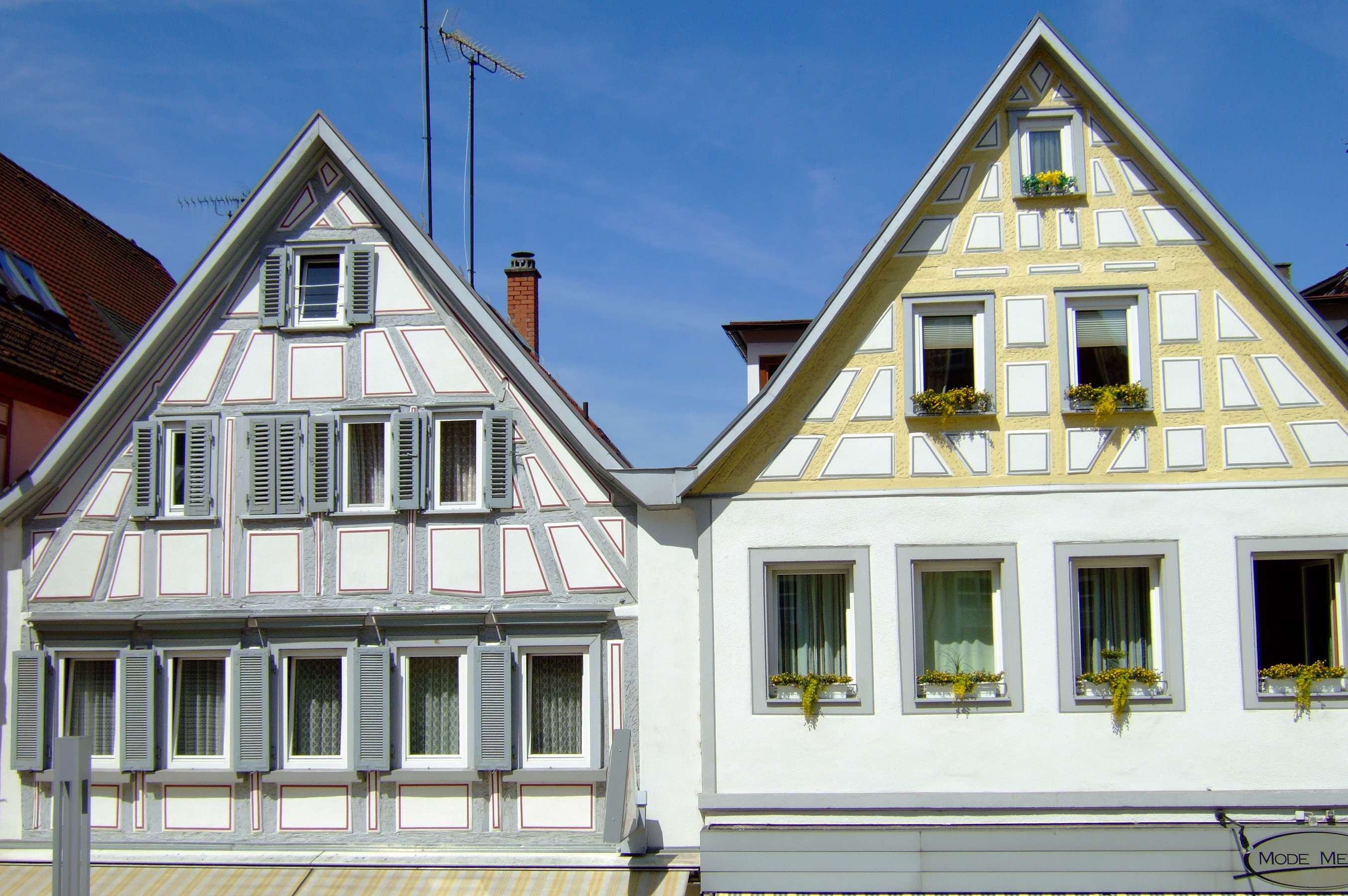
Giebel der Häuser Marktstraße 21 + 23
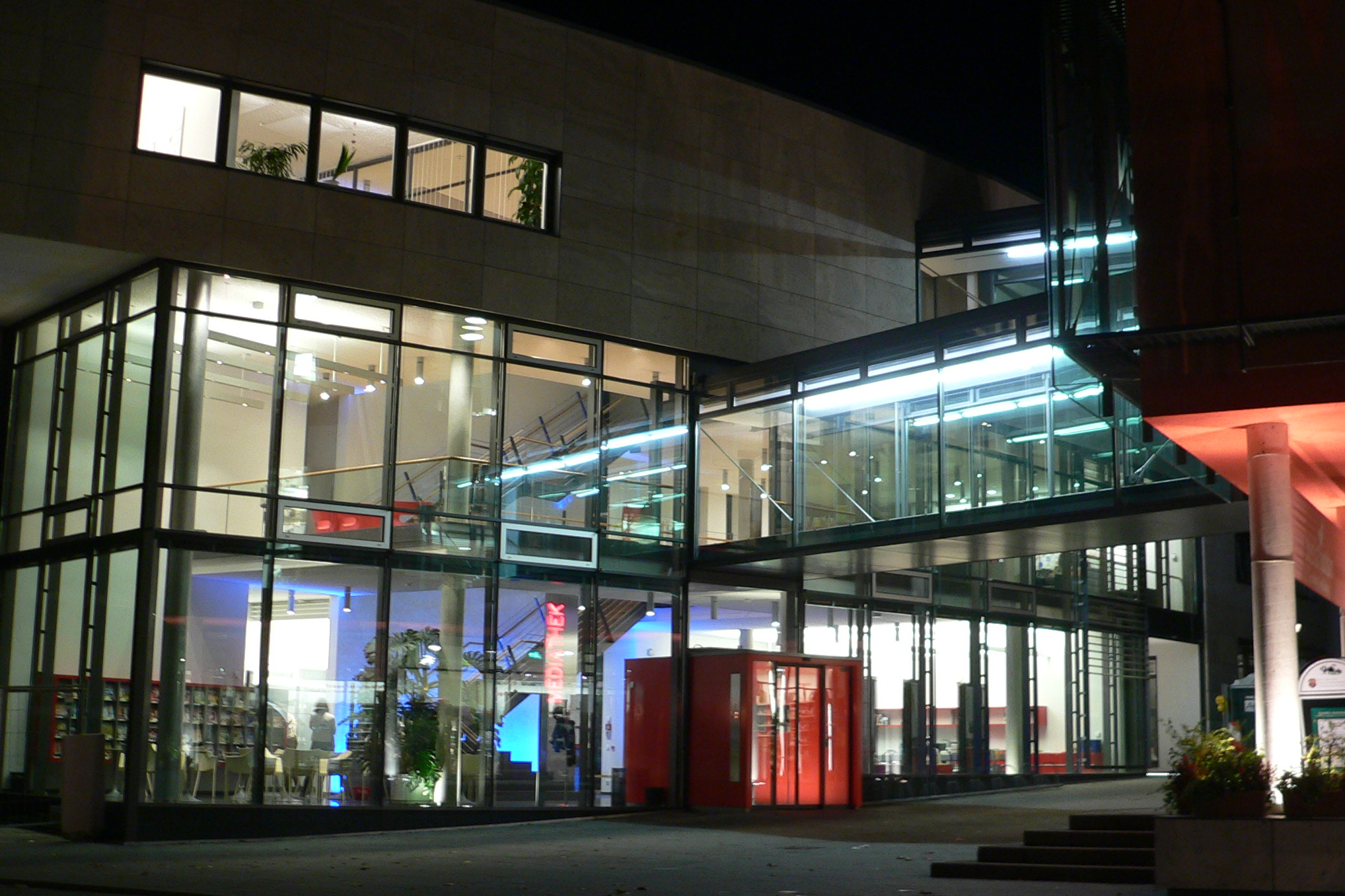
Mediathek (2004)
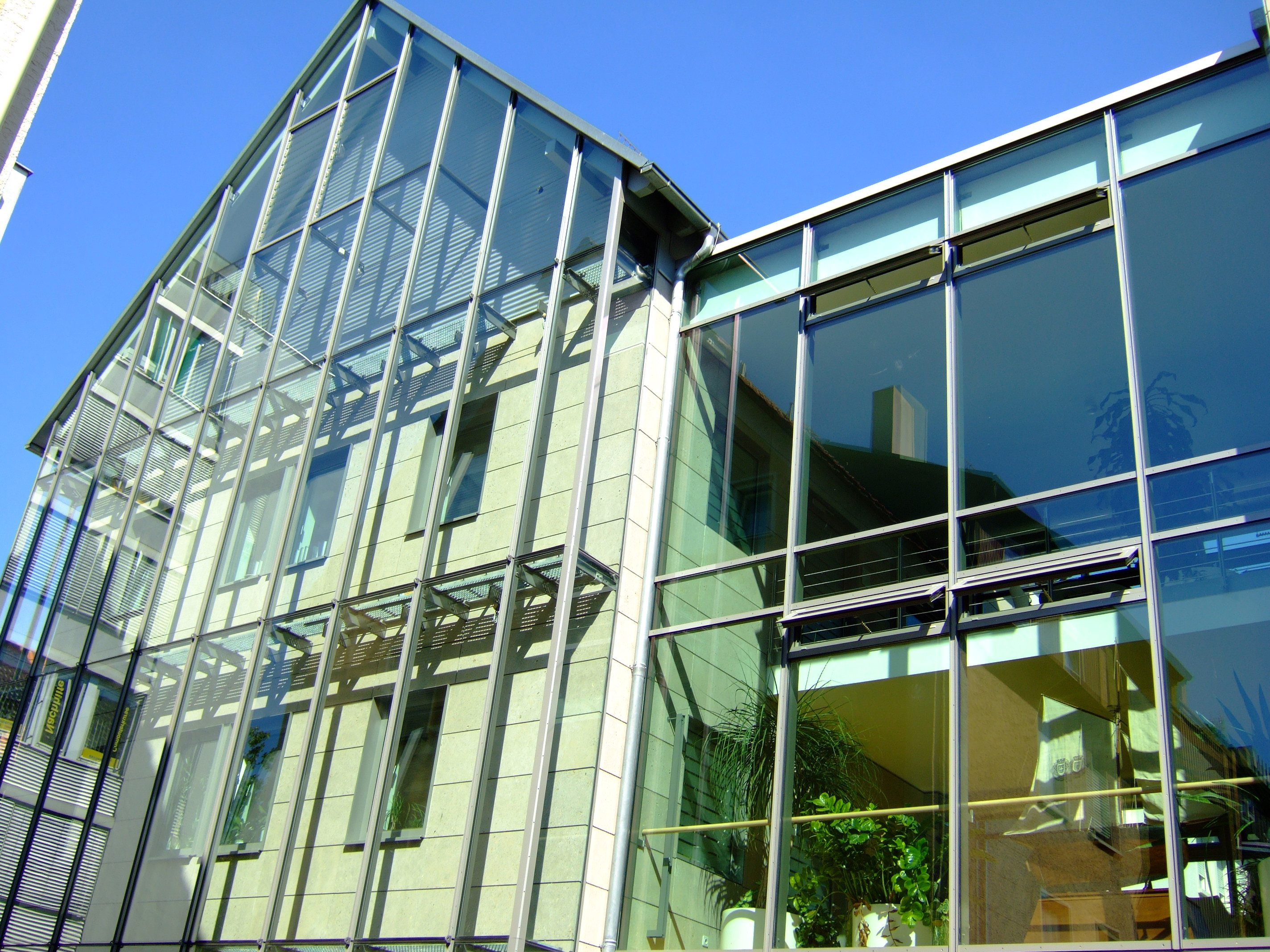
Rathaus-Erweiterung (2002)
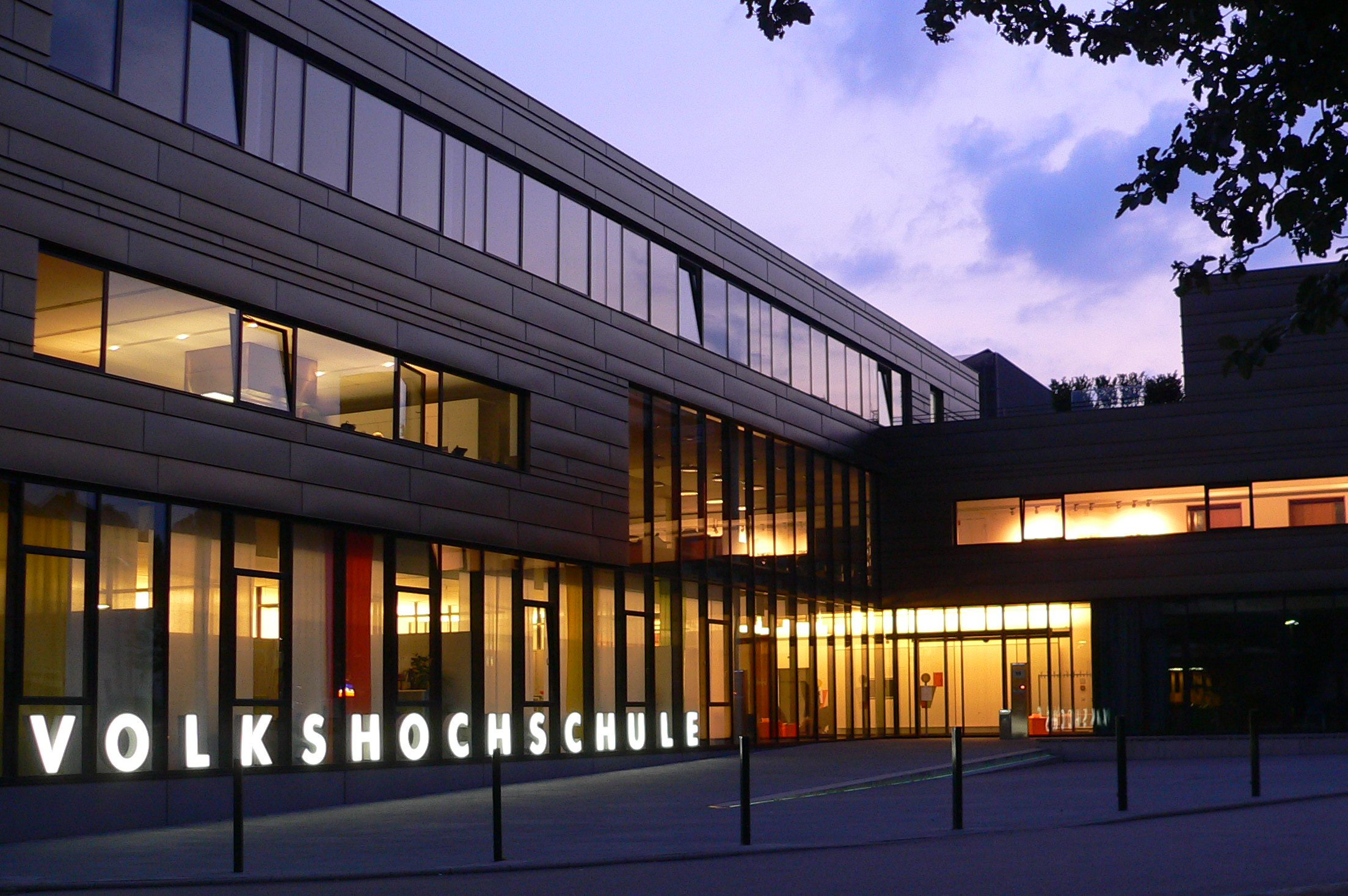
Volkshochschule (2005)

## Kultur und Sehenswürdigkeiten

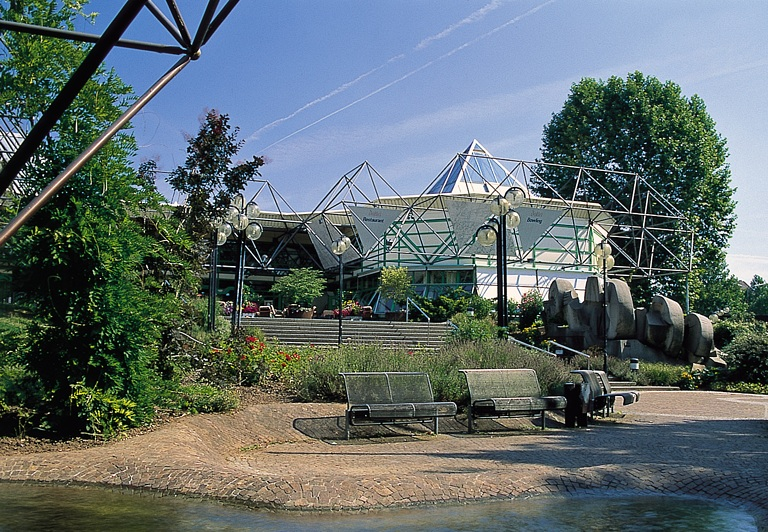
Ballei Neckarsulm

### Theater
Im Veranstaltungszentrum Ballei, das eine Großsporthalle (für 1200 Personen), einen Kultursaal (für 600 Personen), Bowlingbahnen und ein Restaurant beinhaltet, finden neben Tagungen zahlreiche sportliche und kulturelle Veranstaltungen, darunter auch Theaterdarbietungen statt. Der Begriff Ballei soll hier an die über 300-jährige Herrschaft des Deutschen Ordens erinnern.

### Museen

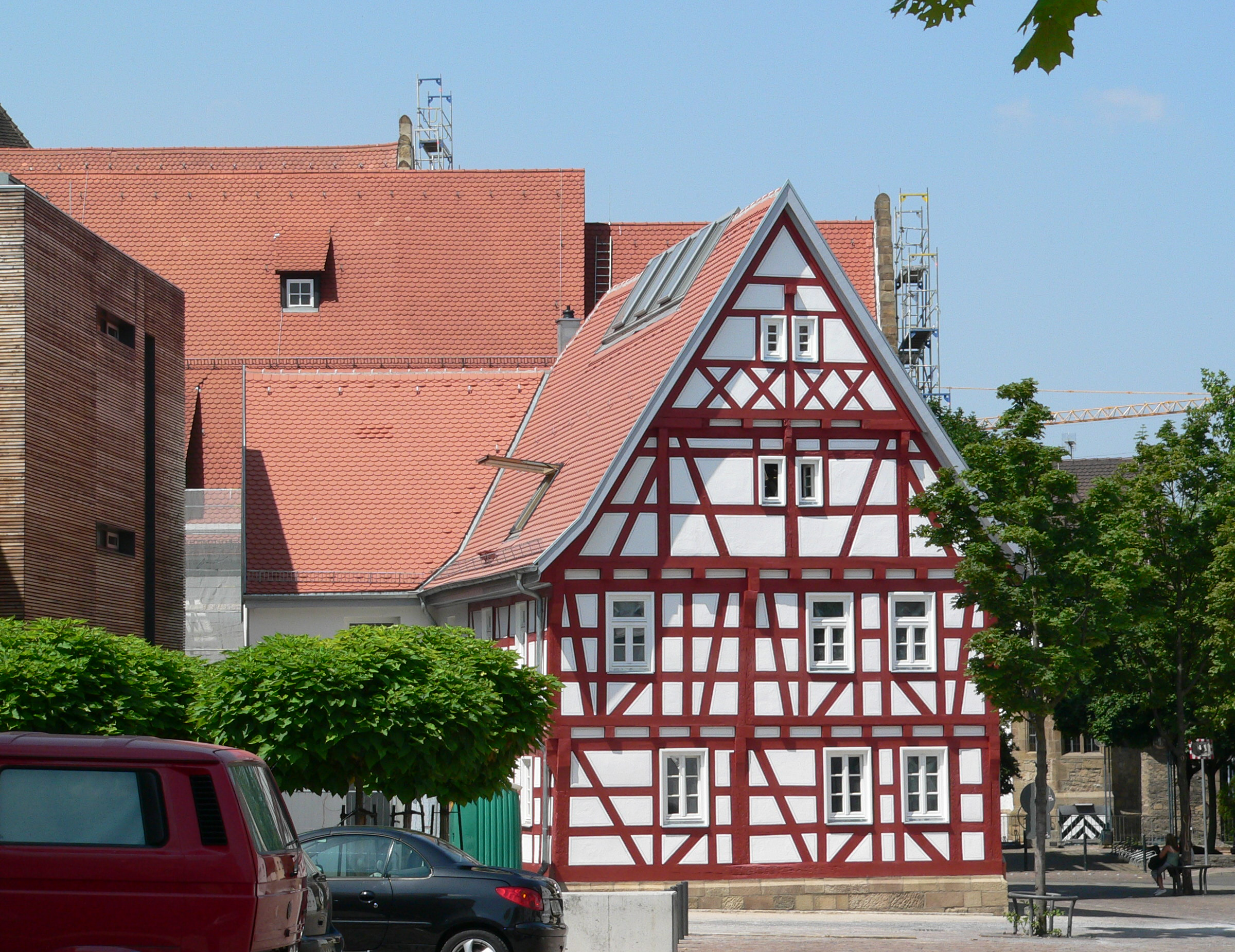
Stadtmuseum Neckarsulm, links Mediathek, dahinter das Deutschordensschloss

Das Deutsche Zweirad- und NSU-Museum im ehemaligen Deutschordensschloss aus dem 13. Jahrhundert, dem Wahrzeichen der Stadt, ist ganzjährig geöffnet und zeigt Objekte von den Anfängen des Fahrrades bis zu Rennmaschinen. Ein Schwerpunkt ist dabei die Marke NSU, die später im Audi-Konzern aufging. Das Museum wurde 1956 eröffnet und ist mit etwa 350 Ausstellungsstücken eine der größten historischen Sammlungen seiner Art in Deutschland. Seit 1971 werden zusätzlich Sonderausstellungen zum Thema Zweirad oder zu anderen Themen organisiert.
Das Heimatmuseum Neckarsulm war bis 2005 provisorisch in der Wandelhalle des NSU-Kasinos untergebracht. Da das NSU-Kasino im Oktober 2005 abgerissen wurde, baute die Stadt Neckarsulm dieses Museum in der Urbanstraße 14 direkt neben der Mediathek und gegenüber dem Deutschordensschloss wieder auf. Es wurde unter dem Namen Stadtmuseum in einem Fachwerkhaus aus dem Jahr 1545 auf 400 Quadratmetern und drei Etagen eingerichtet. Die Stadtgeschichte wird nach einem Konzept der Stuttgarter Agentur Reinecke New Media mit multimedialen Mitteln lebendig und interessant erzählt. Die Stadt Neckarsulm hat dabei insgesamt über 2½ Millionen Euro in die Erneuerung des Gebäudes und in die Konzeption und Ausstattung investiert. Das Stadtmuseum war nach knapp zweieinhalb Jahren Bauzeit am 28. Januar 2007 zum ersten Mal regulär geöffnet.

### Bauwerke
Historische Altstadt

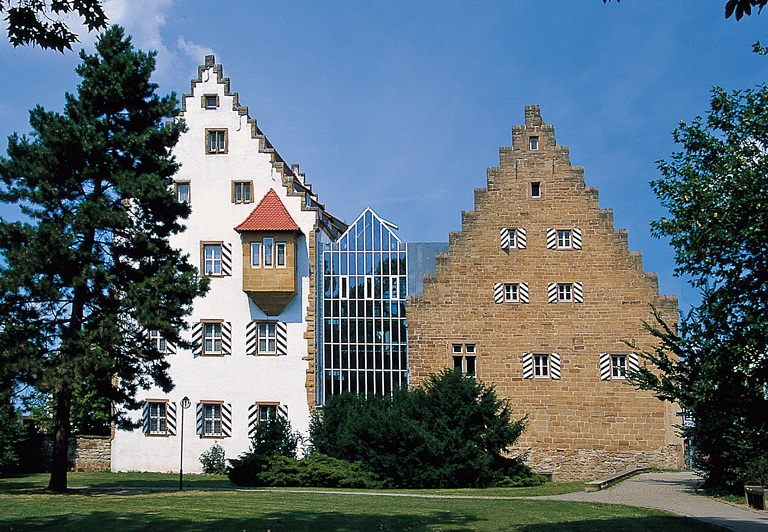
Deutschordensschloss, heute ist hier das „Deutsche Zweirad- und NSU-Museum“ untergebracht

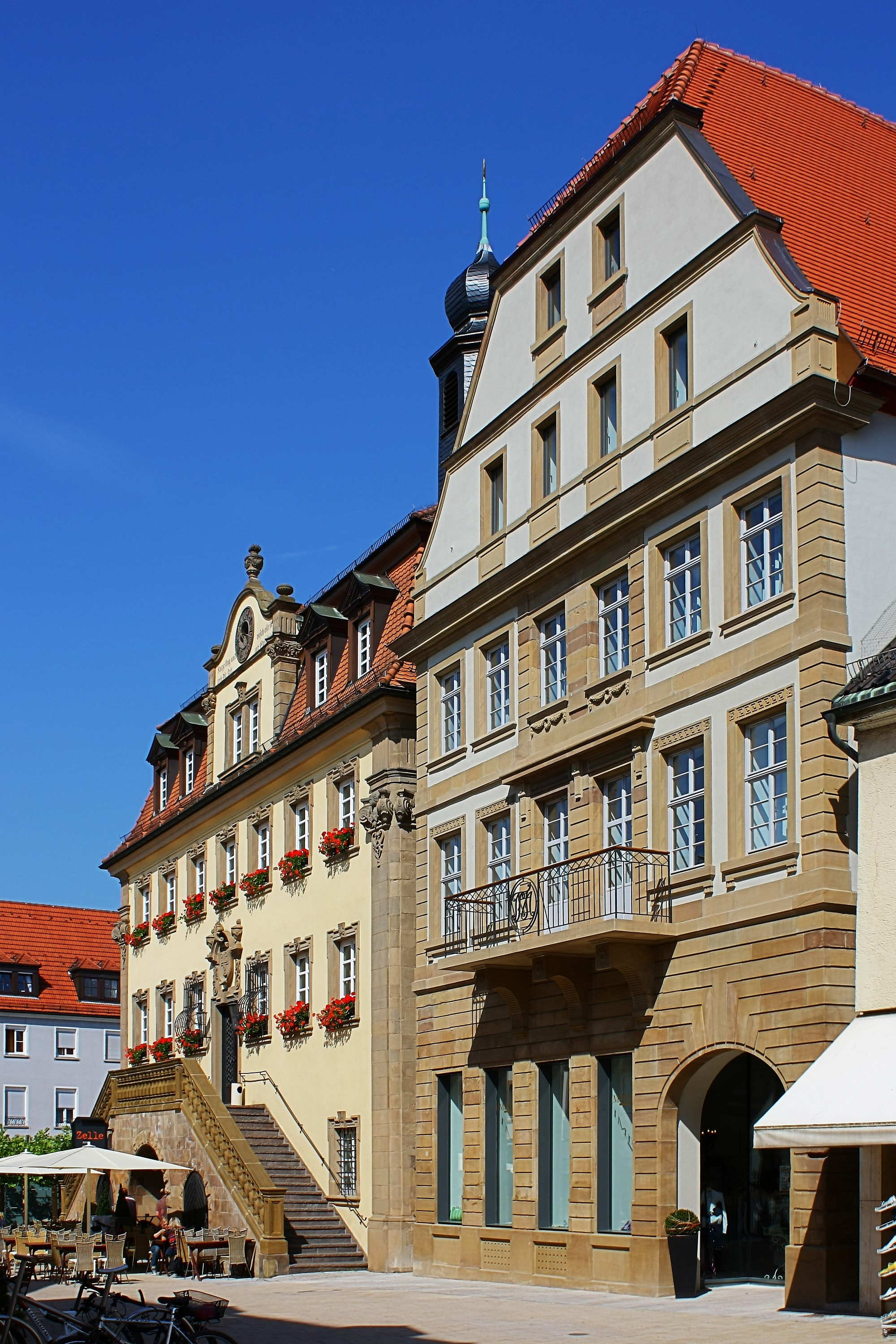
Ehemaliger Gasthof „Zur Rose“, neben dem Rathaus

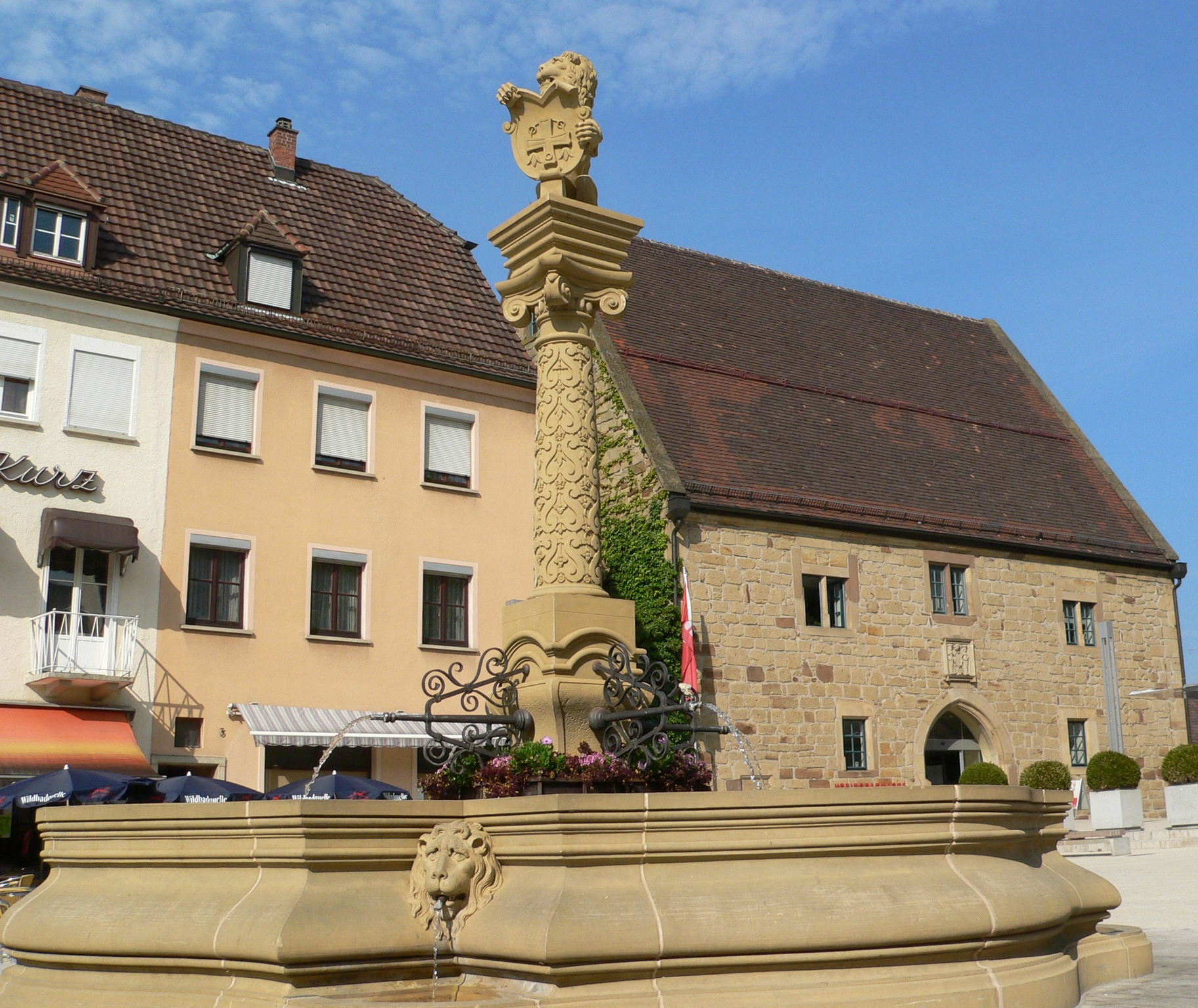
Marktplatz: Löwenbrunnen und Große Kelter (hinten rechts)

Die historische Altstadt wurde durch einen Bombenangriff am 1. März 1945 vor allem im nördlichen Teil fast völlig zerstört. Ein Teil der Gebäude, zum Beispiel viele Fachwerkhäuser oder der Gebäudekomplex des „Amorbacher Hofs“, wurden nicht wieder aufgebaut. Verschiedene Gassen verschwanden aus dem Stadtbild (Judengasse) und der Bereich um den Marktplatz wurde vollkommen neu gestaltet. Dem Willen der Neckarsulmer zum Wiederaufbau historisch wertvoller Gebäude ist es zu verdanken, dass einige davon heute fast originalgetreu zu besichtigen sind.
Mauern und Türme
Die Neckarsulmer Altstadt wurde durch Mauern geschützt, die ungefähr ein Rechteck mit den Abmessungen 350 Meter (in Ost-West-Richtung) mal 250 Meter bilden. Dieses Rechteck wird durch die Marktstraße, die in Nord-Süd-Richtung verläuft, in zwei etwa gleich große Gebiete geteilt. Von den Türmen der Stadtbefestigung sind heute noch fünf erhalten, einer davon nur teilweise. Diese Türme stehen an den Ecken der Stadtmauern: an der südöstlichen der sogenannte Cent- oder Diebesturm, an der südwestlichen der Bergfried des Deutschordensschlosses und unweit davon ein weiterer Rundturm genau hinter der ehemaligen Schlosskapelle. Weitere Türme sind an der nordwestlichen (nur teilweise) und nordöstlichen Ecke erhalten. Auch Teile der Stadtmauern sind noch vorhanden, so an der Südseite der Altstadt zwischen Centturm und Marktstraße und an der Westseite fast vollständig, wo nur ein größeres Stück auf Höhe der Grabenstraße fehlt. Weiterhin ist ein längeres Stück der nördlichen Stadtmauer östlich der Marktstraße ab dem nestor Hotel bis zum nordöstlichen Eckturm erhalten.
Das Deutschordensschloss Neckarsulm gehört zu den ältesten Gebäuden der Stadt Neckarsulm. Ein Vorgängerbau existierte wahrscheinlich bereits im 13. Jahrhundert. Das Deutschordensschloss wurde maßgeblich durch den Deutschen Orden umgebaut und erweitert. Im Deutschordensschloss befindet sich seit 1956 das Deutsche Zweirad- und NSU-Museum. Weiterhin gehören zu diesem Gebäude-Komplex die ehemalige Schlosskapelle (heute Trauzimmer des Standesamtes der Stadt Neckarsulm und daneben die Gaststätte „Museums-Stuben“) und die ehemalige Schlosskelter (heute Weingärtnergenossenschaft Neckarsulm-Gundelsheim eG).
Rathaus und Marktplatz
Das Rathaus Neckarsulm wurde 1781/1782 von Franz Häffele erbaut und besitzt eine Rokoko-Fassade. Der südöstliche Gebäudeteil wurde am 1. März 1945 durch Bomben zerstört und ab 1946 in der ursprünglichen Form wiederhergestellt. Zwischen 1983 und 1985 wurde ein Erweiterungsbau entlang der Rathausstraße angebaut. Im Jahr 2002 erfolgte eine nochmalige Erweiterung des Rathauses in östlicher Richtung.
Der Marktplatz ist ein rechteckiger Platz von etwa 70 Meter (in Ost-West-Richtung) mal 40 Meter Größe, an dessen Südseite das Rathaus und dessen Erweiterungsbau liegen. In der Mitte des Marktplatzes steht der Löwenbrunnen, der bis 1945 in der Marktstraße nördlich unweit des Rathauses stand. Der Vorgängerbau, dem der heutige Brunnen nachempfunden ist, zeigte bereits den wappentragenden Löwen (Bild siehe Wappen) auf einer ionischen Säule inmitten einer polygonalen Anlage mit eingerundeten Ecken. Er wurde zu Beginn der Deutschordenszeit 1484 errichtet, 1680 renoviert, 1910 abgebrochen und erneuert und 1945 zerstört, danach 1984 neu aufgebaut.
Auf dem Marktplatz finden zahlreiche Veranstaltungen statt, unter anderem: das Kulturprogramm „Neckarsulm – hier spielt die Musik“, das Marktstraßenfest, der Weihnachtsmarkt oder Public Viewing zur Fußballweltmeisterschaft.
Ehemaliger Gasthof „Zur Rose“
Direkt neben dem Rathaus in der Marktstraße 16 befindet sich der ehemalige Gasthof „Zur Rose“, eines der ältesten Gebäude Neckarsulms. Dieses Haus wurde in seiner heutigen Form im Jahre 1548 als Fachwerkgebäude über einem älteren, großen Gewölbekeller errichtet. Da es das Rathaus überragt, wird vermutet, dass es von einem bedeutenden Bauherrn, möglicherweise vom Deutschen Orden, errichtet wurde. 1605 wurde das Wirtshaus „Zur Rose“ erstmals urkundlich erwähnt und im Jahr 1793 wurde hier eine Brauerei erbaut. Durch Umbaumaßnahmen 1967 wurde durch eine vollflächige Verkleidung mit Granitplatten die historische Sandsteinfassade zerstört. Die Gastwirtschaft wurde 1983 aufgegeben und das Haus durch ein Ladengeschäft genutzt. Nachdem die Stadt Neckarsulm dieses Gebäude 2002 gekauft hatte, wurde es von Dezember 2006 bis März 2009 mit einem Aufwand von 3½ Mio. Euro komplett rekonstruiert.
Der Architekt war Roland Meister, Mitinhaber des Büros Meister + Wittich und Partner aus Stuttgart. Durch die Wiederherstellung der Sandsteinfassade erhielt es seinen ursprünglichen Charakter zurück. Das Gebäude wird im Erdgeschoss von einem Ladengeschäft genutzt. Im ersten bis dritten Obergeschoss befindet sich seit der Eröffnung im Mai 2009 auf etwa 320 Quadratmetern das Stadtarchiv.
Große Kelter
An der nordöstlichen Ecke des Marktplatzes – dem Rathaus diagonal gegenüber – steht die Große Kelter, die 1567 erbaut wurde. In diesem traufenständigen zweigeschossigen Bau mit hohem Satteldach wurde bis 1930 noch Wein gekeltert. Seit 1984 beherbergt das Gebäude eine Sparkasse. Interessant ist hier das Wappenrelief des Hoch- und Deutschmeisters Georg Hund von Wenkheim über dem spitzbogigen Sandsteinportal (siehe Bild unter Wappen und Flagge).
Quellen für die historischen Bauwerke: Von Historische Altstadt bis Frauenkirche

### Kirchen und Klöster

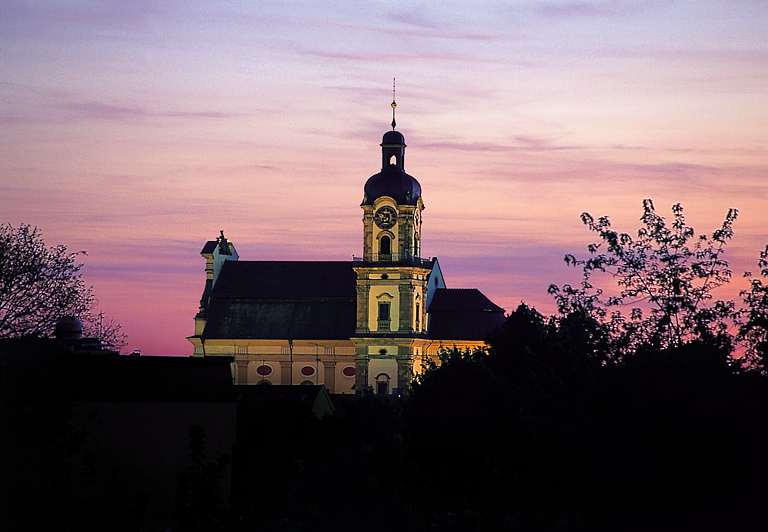
Katholische Stadtpfarrkirche „St. Dionysius“

Die katholische Stadtpfarrkirche St. Dionysius steht weithin sichtbar auf einem Felsensporn im Norden der Altstadt über dem Sulmtal. Baumeister war möglicherweise Johann Wolfgang Fichtmayer. 1757 wurde der Kirchturm unter Baumeister Franz Häffele gebaut. Beim Bombenangriff vom 1. März 1945 wurde die Kirche völlig zerstört, aber 1946 bis 1949 wieder aufgebaut.
Die Klosterkirche geht auf ein im 17. Jahrhundert errichtetes Kapuziner-Kloster vor der südlichen Stadtmauer zurück. Die Klosterkirche wurde 1664 fertig gestellt und nach der Säkularisation von 1811 bis 1892 als städtisches Rüst- und Trödelhaus genutzt, bevor sie wieder ihrem ursprünglichen Zweck zugeführt wurde. Als kunsthistorisch bedeutsam ist eine gotische Madonnenfigur anzusehen, die vermutlich vom Scheuerberg stammt. Die meiste sonstige Ausstattung stammt aus dem späten 19. Jahrhundert, als die Kirche wieder zu Gottesdienstzwecken hergerichtet wurde.
Die Kirche Unsere Liebe Frau auf dem Steinach nördlich der Altstadt geht auf eine Frühmesskapelle der Herren von Sickingen zurück, die 1668 zu ihrer heutigen Gestalt erweitert wurde. Im 18. Jahrhundert war die Kirche Ziel der Wallfahrer von Rhein und Mosel.

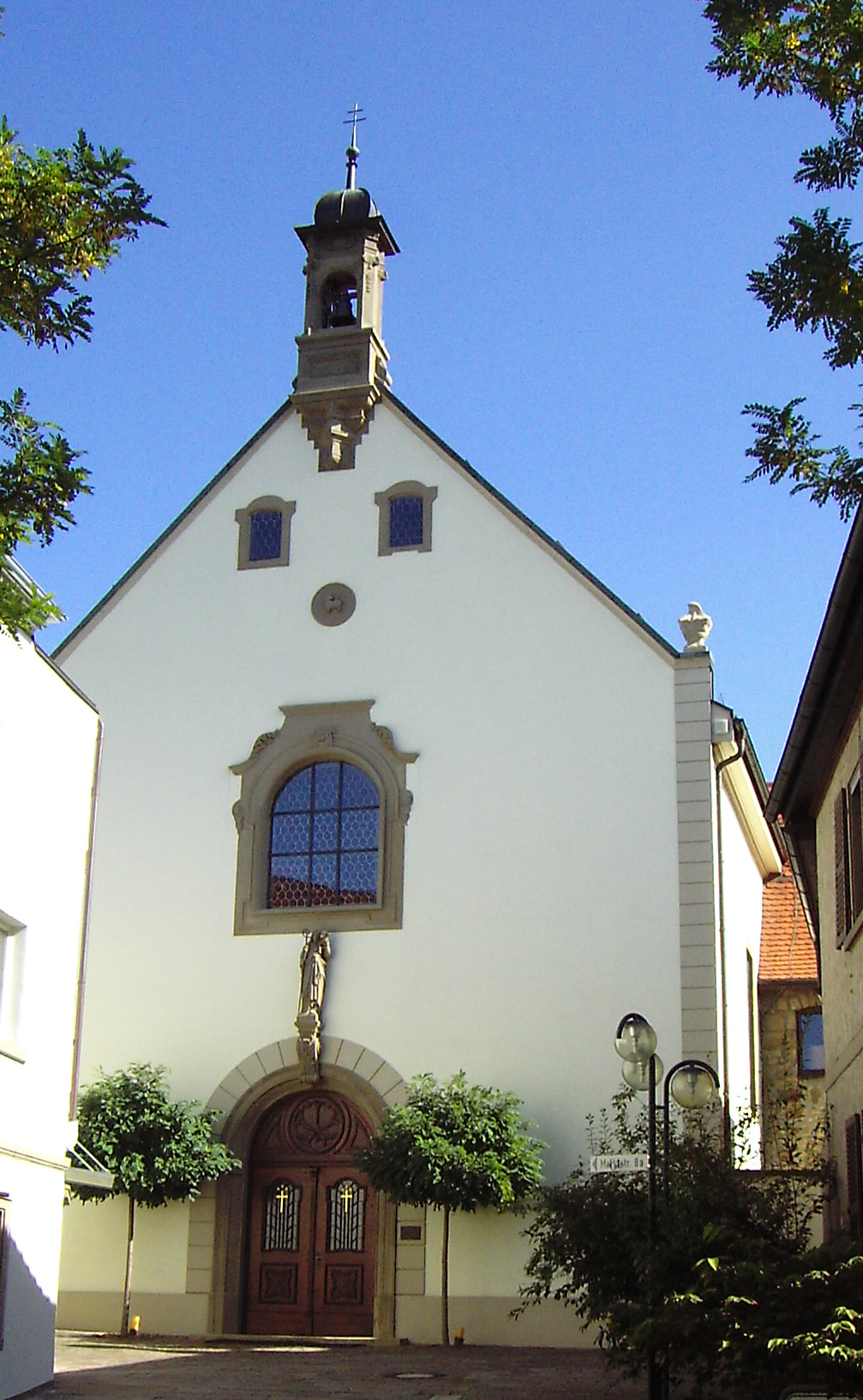
Klosterkirche
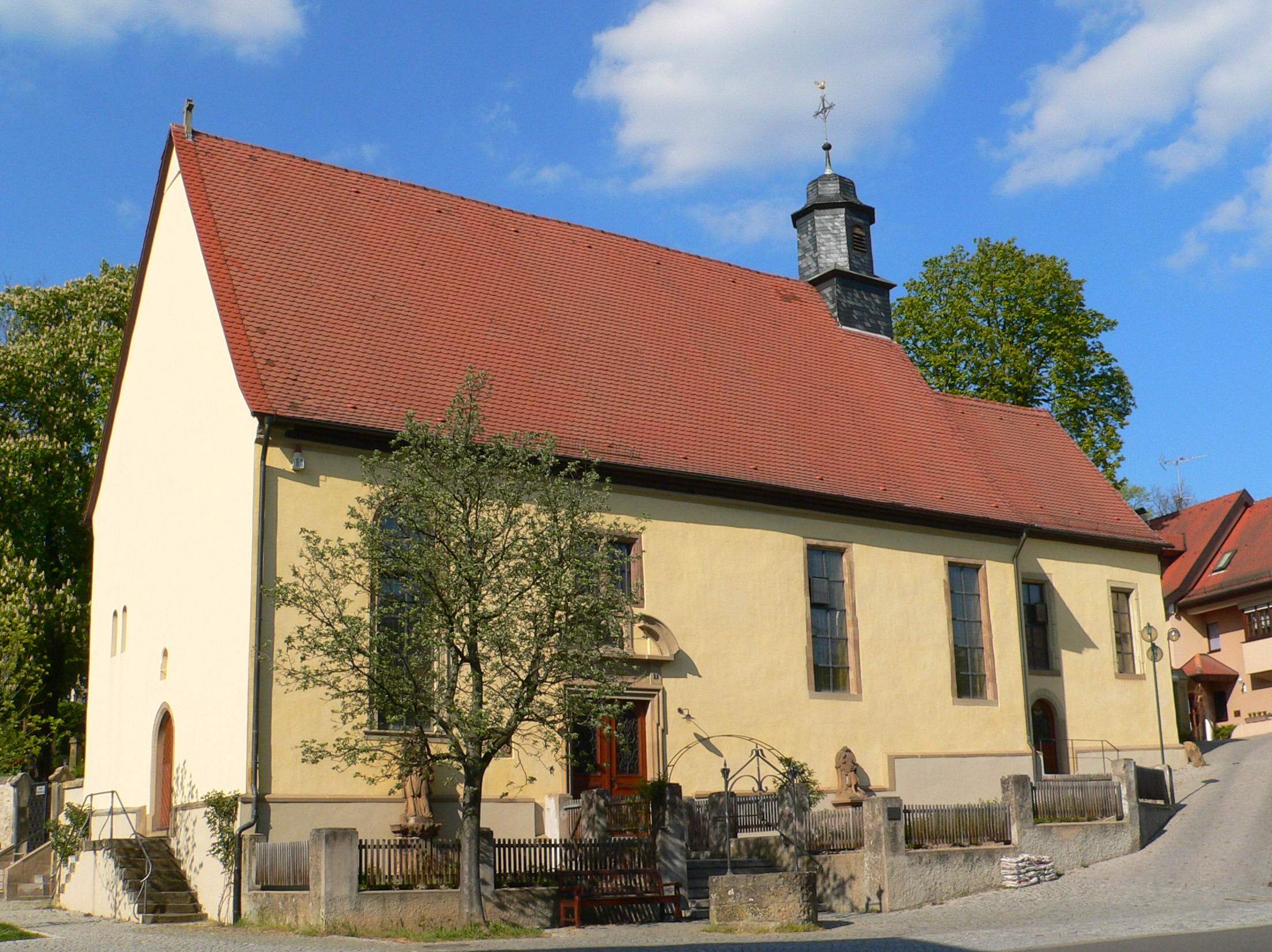
Frauenkirche

Weitere Kirchen in der Kernstadt sind die evangelische Stadtpfarrkirche in der Binswanger Straße (erbaut 1888), die katholische Kirche St. Johannes auf dem Neuberg (erbaut 1973) und die Martin-Luther-Kirche im Stadtteil Neuberg (eingeweiht 1984).
Die katholische Kirche St. Remigius wurde ab 1738 im spätbarocken Stil von Franz Häffele erbaut und am 24. Oktober 1748 eingeweiht. Nahe der Kirche sind auch die beiden ältesten Gebäude des Dorfs zu finden. Das Gebäude Eberstädter Straße 11 (Wirtschaftsgebäude) dürfte im Jahr 1518 entstanden sein, das Fachwerkhaus (Wohngebäude) in der Eberstädter Straße 8 im Jahr 1602.
Der Stadtteil Obereisesheim besitzt eine im Kern gotische evangelische Kirche, die Mauritiuskirche. Diese wurde jedoch 1601 völlig verändert. Die katholische Christuskirche wurde 1972 erbaut.
Im Stadtteil Amorbach gibt es die katholische Kirche „Pax Christi“ (1955 eingeweiht) und die evangelische „Heilig-Geist-Kirche“ (1956 eingeweiht).

### Weitere Sehenswürdigkeiten
Fachwerkhäuser

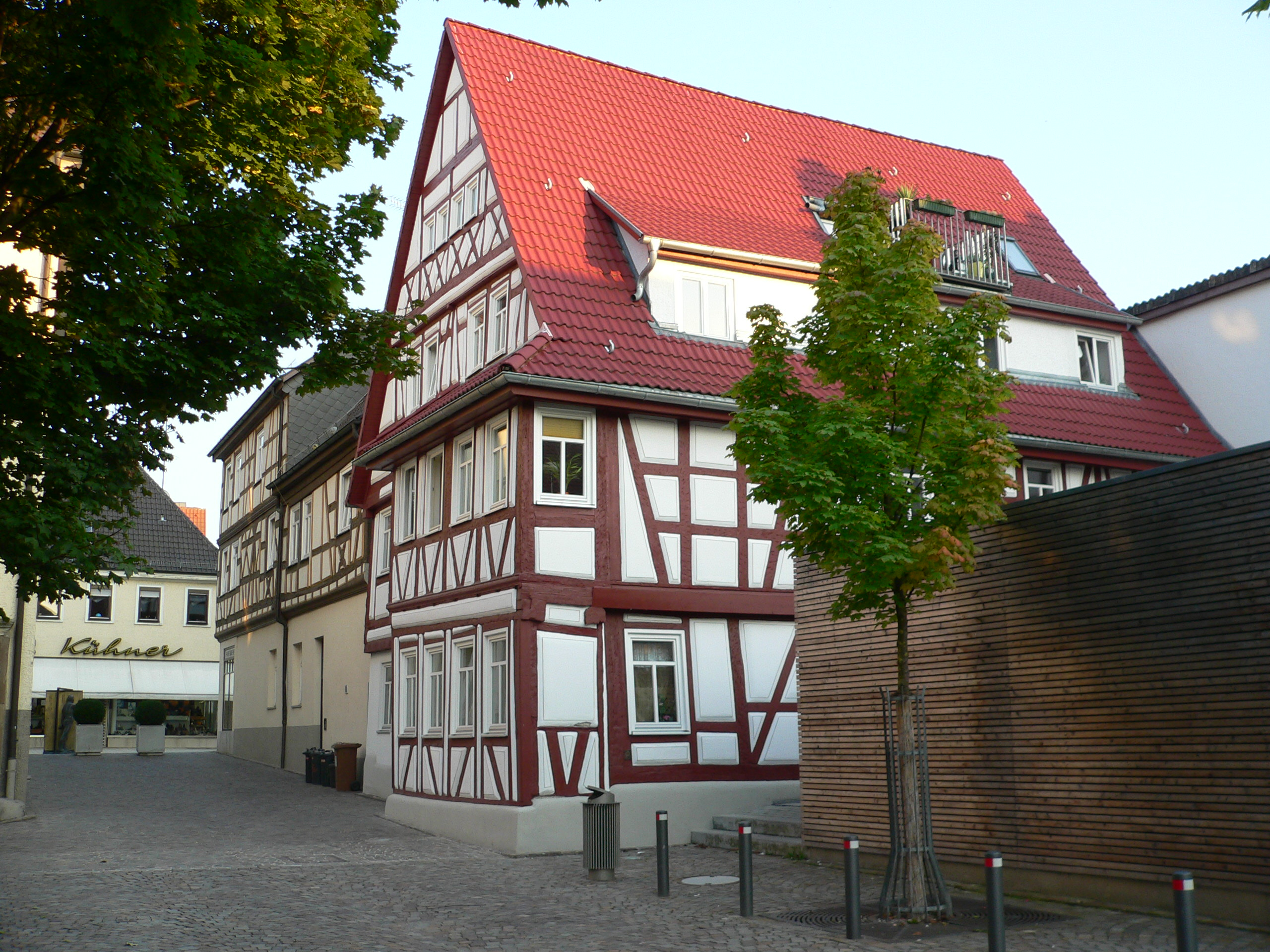
Fachwerkhaus Löwengasse 1

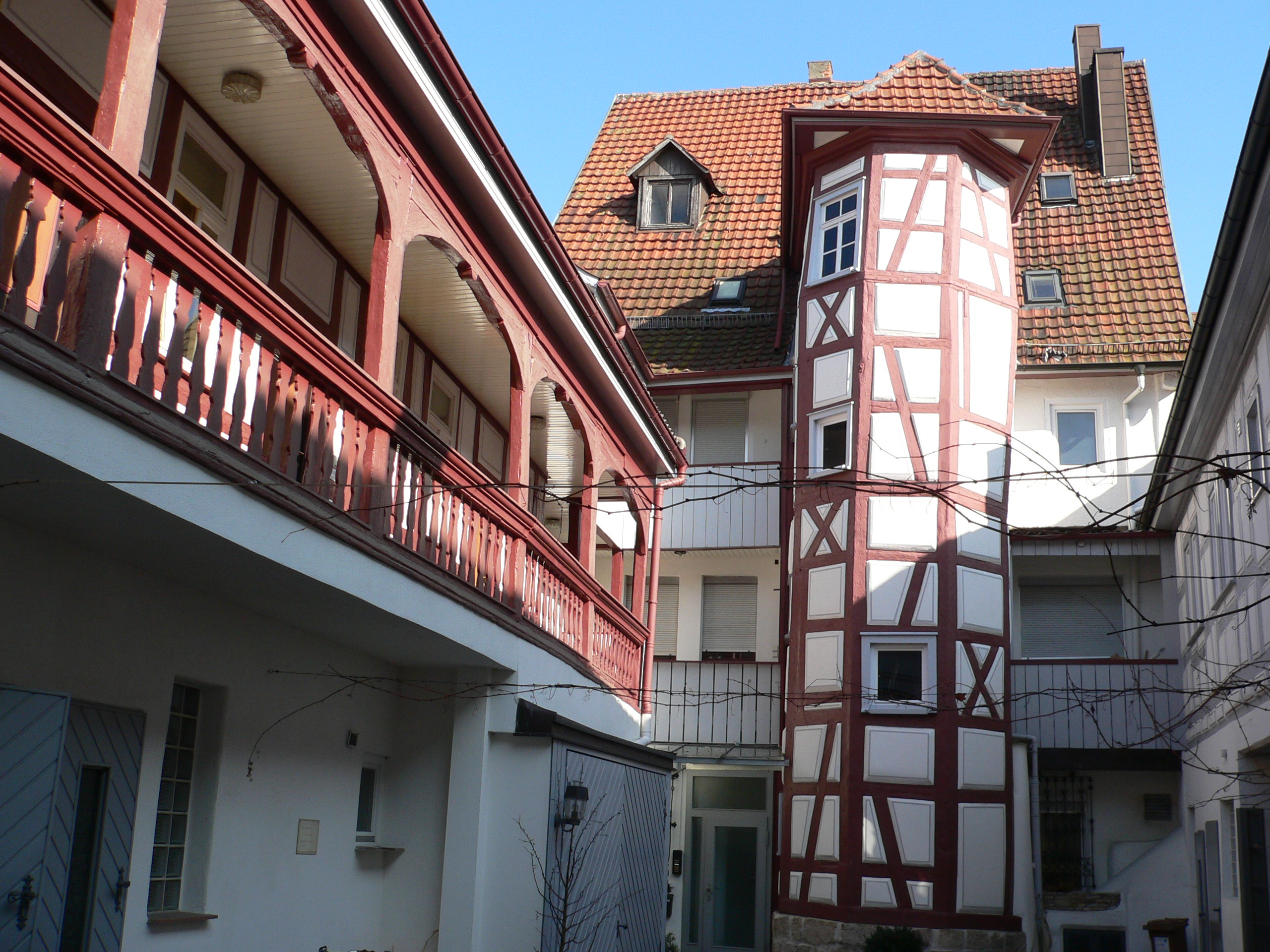
Fachwerkhaus Marktstraße 13 (Rückseite)

Neckarsulm hatte vor 1945 viele, zum Teil recht stattliche Fachwerkhäuser, wie auch alte Fotos belegen. Der größte Teil wurde beim Bombenangriff am 1. März 1945 zerstört.
Im Jahr 1998 wurde ein Revitalisierungskonzept für die Innenstadt erarbeitet, in dessen Rahmen unter anderem noch erhaltene Fachwerkhäuser renoviert werden sollten. In diesem sogenannten „City-Outfit-Programm“ waren unter dem Motto „Herausgeputzt für unsere schöne Innenstadt“ Fassadenfreilegungen und die Wiederherstellung von stadtbildprägenden Putz- und Sandsteinfassaden geplant. Dazu legte die Stadt Neckarsulm ab 1999 ein Förderprogramm auf, um die Privatbesitzer der Häuser bei deren Renovierung finanziell zu unterstützen. Im Jahr 2000 begann die Umsetzung des Programms mit den beiden ersten Häusern Marktstraße 23 und 21 direkt gegenüber dem Rathaus. Bis Anfang 2006 wurden die Fassaden von insgesamt 19 Häusern in der Neckarsulmer Innenstadt und die des Gasthauses „Linde“ im Stadtteil Obereisesheim renoviert und saniert. Diese Häuser befinden sich zum Beispiel auf der Marktstraße, so die Häuser Nr. 16 (Rückseite, neben dem Rathaus), 15, 13 (Rückseite), 8, 9 und 6 und im Bereich zwischen Marktstraße und Deutschordensschloss, dort in der Löwengasse 1 und 3, in der Schlossgasse 1 und 8 sowie in der Schindlerstraße 2 (Innenhof). Es wurden dabei recht sehenswerte Blickpunkte geschaffen, die erahnen lassen, wie die Neckarsulmer Innenstadt vor 1945 ausgesehen haben mag.
Der Stadtteil Dahenfeld besitzt ein altes Fachwerkrathaus aus dem Jahr 1758.
Außerhalb der Stadt nordwestlich des Ortsteiles Obereisesheim erinnert der Herzog-Magnus-Gedenkstein an die Schlacht bei Wimpfen am 6. Mai 1622.
Kleindenkmale
Auf der Gemarkung von Neckarsulm und seinen Teilorten befinden sich zahlreiche historische Bildstöcke und Feldkreuze.
Moderne Bauwerke
- Audi Forum Neckarsulm
- TDS-Büroturm Neckarsulm
- Sender Obereisesheim
- Stauwehr Neckarsulm

### Parks

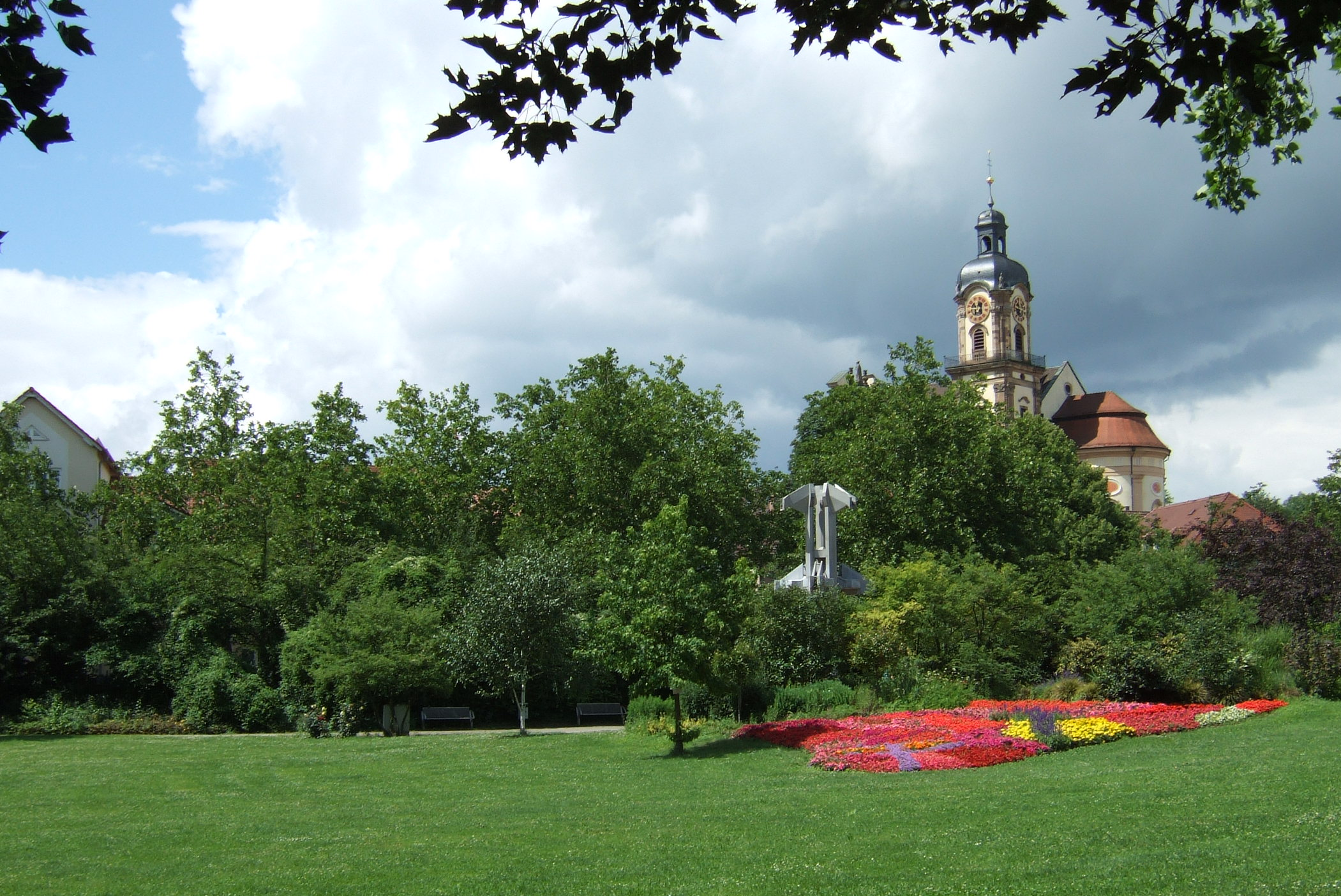
Stadtpark Neckarsulm

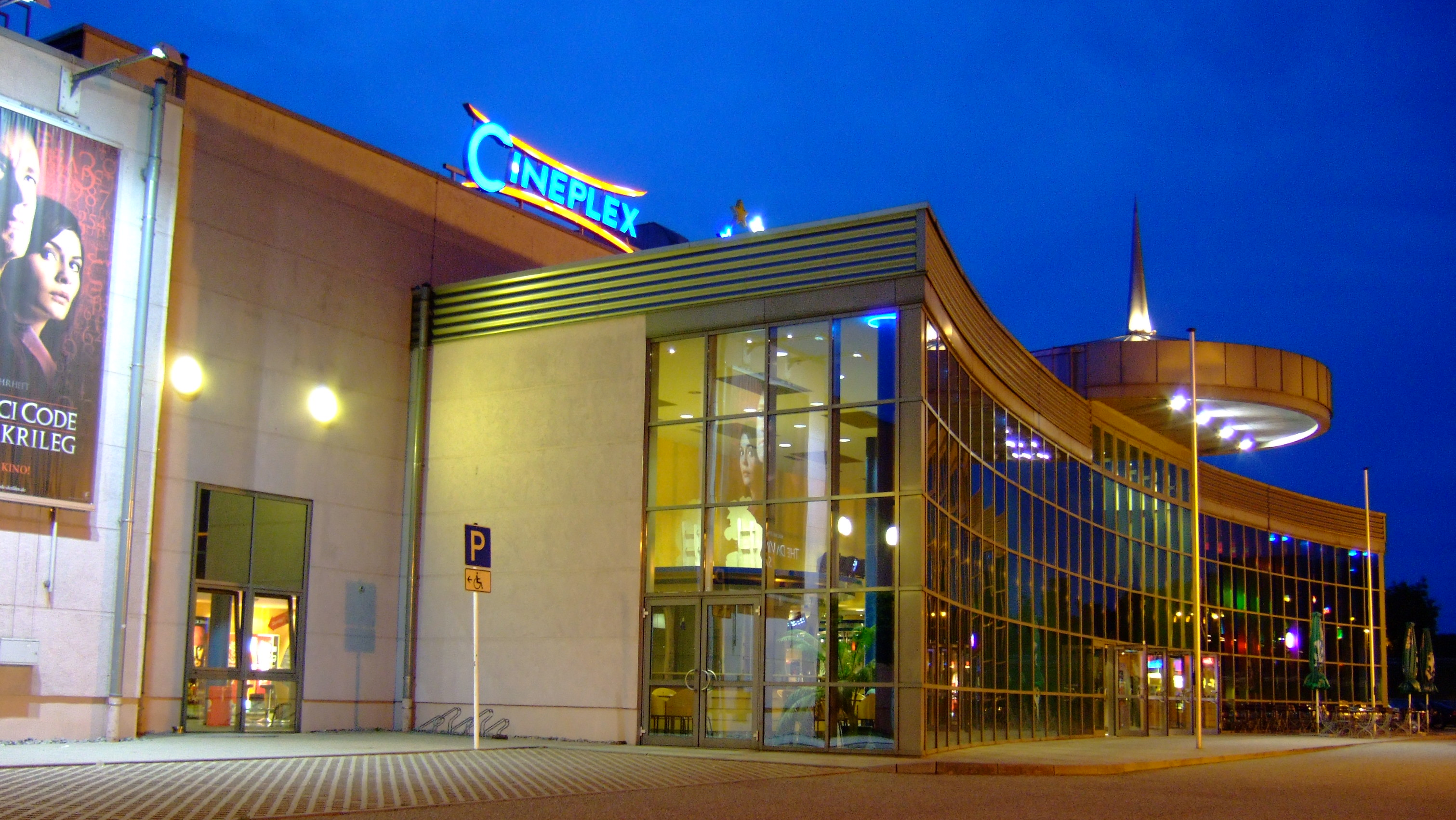
Kino „Cineplex Neckarsulm“

Neckarsulm besitzt zwei Stadtparks; einen älteren nordöstlich der Altstadt und den neuen Stadtteilpark Grüne Mitte in Amorbach. Im Stadtpark, der eine Fläche von 5 ha hat, befinden sich das Parkwohnheim St. Vinzenz und in unmittelbarer Nachbarschaft das Albert-Schweitzer-Gymnasium. An diesen Stadtpark schließt sich der Sulmtalpark stromaufwärts entlang der Sulm an und endet auf Höhe des AQUAtolls. Im Sulmtalpark befinden sich mehrere Sportanlagen, so zum Beispiel ein Fußballplatz sowie der Festplatz Im Pichterich für Veranstaltungen im größeren Rahmen.
Die Anlage des Stadtteilparks Grüne Mitte erfolgte im Zuge der Erweiterung des Stadtteils Amorbach im zweiten Bauabschnitt und begann im September 2000. Der Stadtteilpark wurde am 10. August 2002 eingeweiht. Auf knapp 8 ha wurde dabei ein Naherholungsgebiet zwischen Eugen-Bolz- und Lautenbacher Straße geschaffen, das Skateranlage, Bolzplatz, Abenteuerspielplatz, Liegewiese und einen kleinen See bietet. Es wurden 200 Bäume und 3000 Sträucher neu angepflanzt und drei Kilometer Rad- und Fußwege angelegt. In die Grünanlagen wurden miteinander verbundene Rückhaltemulden integriert, die im Bedarfsfall 6000 Kubikmeter Wasser aufnehmen können. Amorbach ist so vor den Folgen eines Hochwassers geschützt, das statistisch gesehen in 50 Jahren einmal auftritt. Das war notwendig, da (das Flüsschen) Amorbach oberhalb von Alt-Amorbach verdolt ist und bei starken Regenfällen nicht genügend Wasser abfließen kann.

### Kinos
In Neckarsulm gibt es zwei Kinos: ein kleines, das Kinostar Scala & Scala-Keller in der Altstadt, welches zwei Kinosäle mit etwa 180 Plätzen hat, und seit 1997 das Europlex mit sieben Leinwänden und rund 1800 Sitzen, das südlich der Altstadt im Gewerbegebiet Süd liegt. Anfang 2006 wurde der Europlex Filmpalast in Cineplex Neckarsulm umbenannt. Die Kinosäle im Cineplex sind vollklimatisiert, und die Vorführungen erfolgen unter anderem in drei Sälen mit Soundsystemen nach dem THX-Standard.

### Kultur
„Neckarsulm – hier spielt die Musik“
Unter dem Motto „Neckarsulm – hier spielt die Musik“ hat die Stadt Neckarsulm seit April 2006 ein vielfältiges Kulturprogramm für die Bürger und Besucher der Stadt aufgelegt. Das Konzept sieht vor, dass dieses Kulturprogramm dem Rhythmus der Jahreszeiten folgt und der vorgegebene Rahmen jährlich neu mit Inhalten gefüllt wird. Es besteht aus mehreren Veranstaltungsreihen und Einzelaktionen und wurde durch die Saarbrücker Kulturmanagement-Agentur Bick und Küster mitentwickelt.

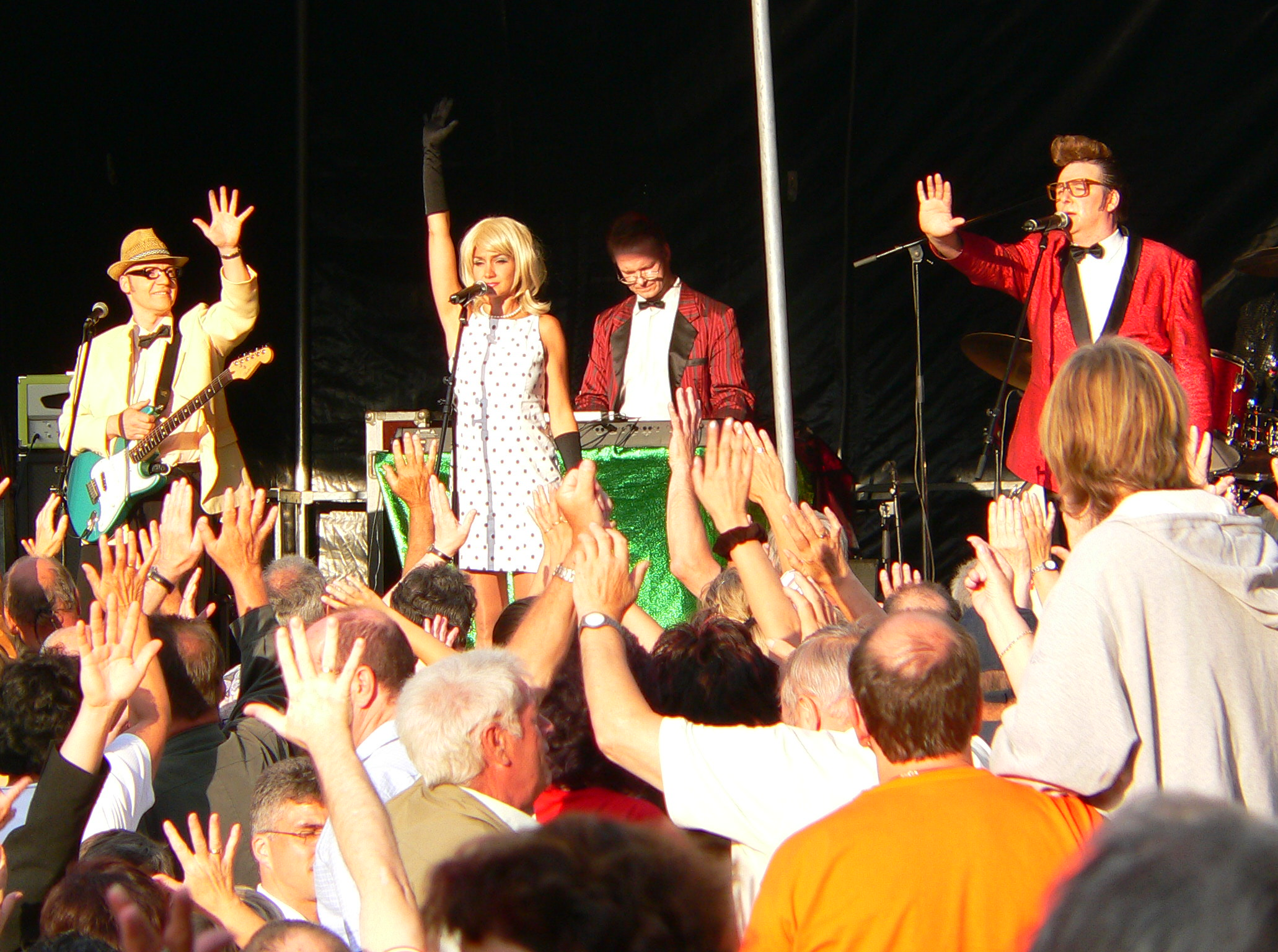
Konzertreihe „Neckarsulm – hier spielt die Musik“, hier die Band Wirtschaftswunder, 2007

Der Jahresreigen wird (meist) im Februar und März mit einem Festival der lachenden Töne in der städtischen Musikschule eröffnet. Dabei wird ein Mix aus Kabarett und Musikparodie gezeigt, indem beispielsweise die Genres Comedy und klassische Musik in humorvoller Weise miteinander verbunden werden.
Im Frühjahr und Sommer werden unter anderem Open-Air-Veranstaltungen angeboten. So gibt es im Juli und August ein vielseitiges Musikprogramm unter dem Motto „Donnerstags in die City“. Bei diesem Programm treten Bands und Musikgruppen der verschiedensten Stilrichtungen auf dem Marktplatz in Neckarsulm auf. So kann man dort zum Beispiel Schlager, Rock ’n’ Roll, Country-Musik oder Rockmusik der Neuen Deutschen Welle hören.
Ergänzt wurden diese Veranstaltungen (zum Beispiel im Jahr 2006) durch den Jahrmarkt der Kulturen mit Straßentheater und Kabarettveranstaltungen. Weiterhin gab es bereits eine eigens für Kinder geschaffene Veranstaltungsreihe Kultur für Kids – unter anderem mit Clownerie und Puppentheater – oder auch die Veranstaltung Neckarsulmer Krimiwochen (im Jahr 2007).
Das ganze Jahr über laufen Filmkunst-Reihen, die jeweils einem ganz bestimmten Thema gewidmet sind. So waren zum Beispiel Filme zu sehen mit berühmten Leinwandpaaren, Filmklassiker oder Filme, die die DDR-Vergangenheit thematisieren.
Kunstausstellungen

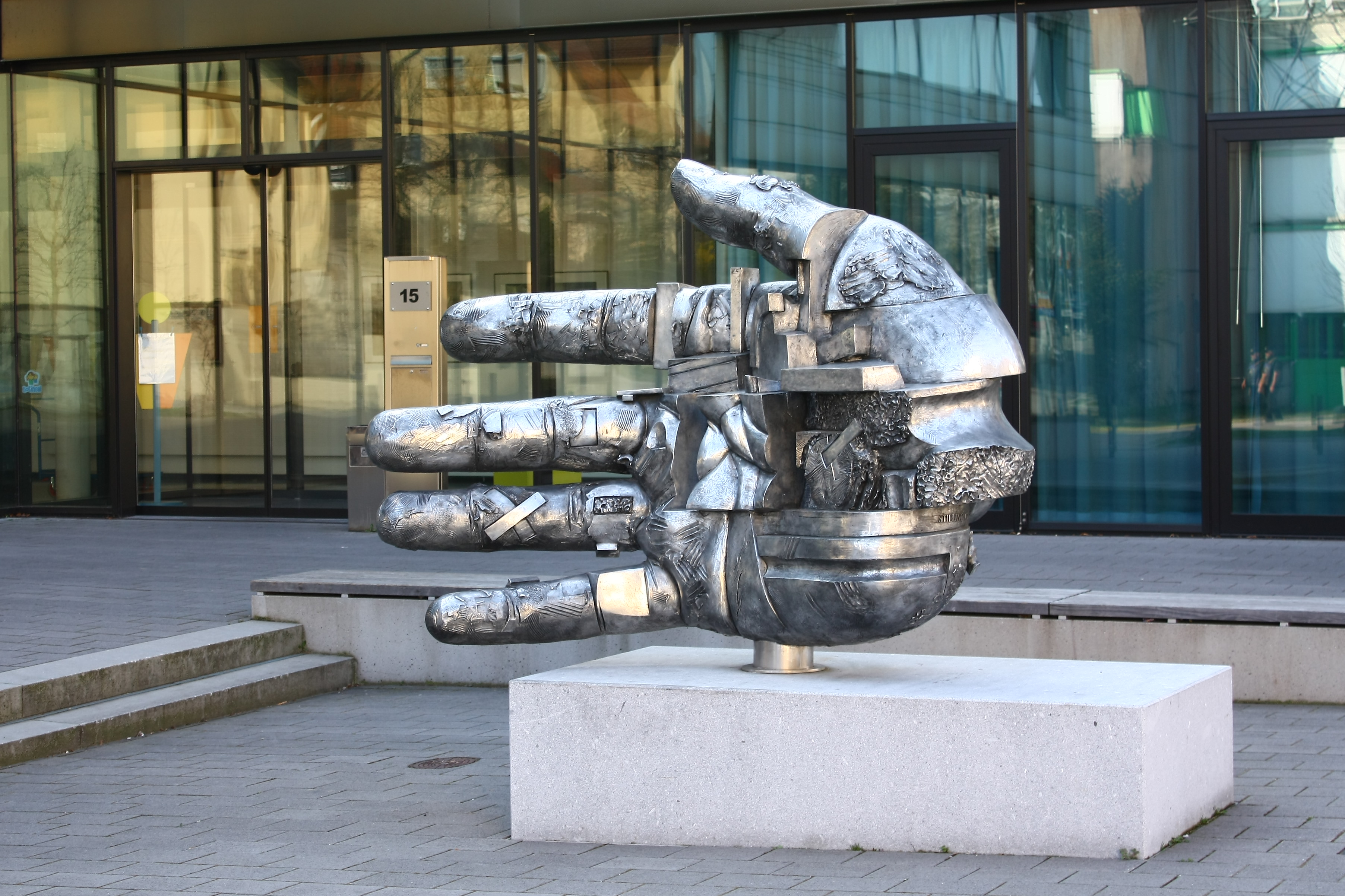
Gunther Stilling, La Mano (2007), vor dem Eingang der VHS

Kunstausstellungen werden unter anderem in der Volkshochschule oder im öffentlichen Raum durchgeführt. Dabei stellen zum Beispiel die Kunstfreunde Neckarsulm oder andere Künstler ihre Arbeiten aus. So wurden von November 2008 bis April 2009 Skulpturen in der Ausstellung „Terra Inkognita“ des Güglinger Bildhauers Gunther Stilling im Stadtraum Neckarsulm gezeigt. Von Stilling gibt es auch die Skulptur „La Mano“ vor dem Eingang der VHS, die das menschliche Verstehen aus „erster Hand“ symbolisieren soll.
KUNSTBEWEGT Neckarsulm
Die städtische Projektreihe KUNSTBEWEGT Neckarsulm, deren Grundidee darin besteht, einem breiten Publikum zeitgenössische Kunst nahezubringen, gibt es seit 2002. In den vergangenen Jahren konnten die Neckarsulmer den Künstlern in offenen Ateliers bei ihrer Arbeit zuschauen und mit ihnen ins Gespräch kommen. So zeigten zum Beispiel im fünften Bildhauersymposium Kunstbewegt im Jahre 2006 die Künstler Gerda Bier und Stefan Rohrer im offenen Atelier im alten Postgebäude beim Bahnhof ihre Arbeiten.
Vom 1. Juli bis 23. September 2007 zeigte der Künstlerbund Baden-Württemberg eine Ausstellung im Rahmen dieser Projektreihe in Neckarsulm. Die Ausstellung erhielt dabei eine neue Dimension, da die Künstler auf die Menschen zugingen, indem sie ihre Werke im öffentlichen Raum ausstellten. Es wurden 42 Skulpturen, Grafiken, Fotografien, Kunstwerke der Malerei und eine Video-Installation verteilt über das Gebiet der Kernstadt, aber auch in der Mediathek, im Rathaus-Foyer und in der Volkshochschule ausgestellt. Die ausgestellten Arbeiten setzten sich unter anderem mit der Stadt Neckarsulm, mit ihrer Geschichte und der sie bis heute prägenden Automobil-Industrie auseinander. Bei diesem Projekt beteiligten sich sowohl renommierte Künstler wie Franz Bernhard (Sitzende Figur, 2006, Marktplatz) als auch junge, unbekannte Künstler wie Stefan Rohrer (Schwalbe, 2007, Marktplatz). Der Künstlerbund Baden-Württemberg wurde bei dieser Werkschau von der Stadt Neckarsulm finanziell unterstützt. Die Projektreihe KUNSTBEWEGT Neckarsulm wird außerdem seit vier Jahren von der Kreissparkasse Heilbronn mitfinanziert.
Die Reihe Kunstbewegt wurde auch im Jahr 2008 im Rahmen des sechsten Bildhauersymposiums durch Arbeiten von Till Augustin und Klaus Lomnitzer fortgesetzt. Im achten Bildhauersymposium im Jahre 2009 erhielt das Künstlerkollektiv BMP – Detlef Bräuer, Karl May und Uli Peter – den Auftrag, Ideen und Vorschläge für die künstlerische Gestaltung des Kreisverkehrs am Deutschordensplatz südöstlich der Ballei zu entwickeln.

### Sport und Sportanlagen
Vereine
Neben dem großen Sportverein Sport-Union Neckarsulm, in dem etwa 3.500 Neckarsulmer aktiv Sport treiben, gibt es eine Vielzahl an weiteren Sportvereinen.
Von den weiteren zahlreichen Sportvereinen seien nur folgende genannt: der Radclub Pfeil Neckarsulm e. V., der Schachclub Neckarsulm e. V., der Tauchclub „Walhai“ Neckarsulm e. V., der Tennisclub Neckarsulm e. V. und fünf weitere Tennisclubs, die Schützengilde Neckarsulm e. V., Türkspor Neckarsulm (Fußball), der griechische Fußballverein „Odysseas“, sowie die Sportclubs der Stadtteile: der Sportclub Amorbach e. V. (ca. 800 Mitglieder), der Sportclub Dahenfeld 1946 e. V. und der VfL (Verein für Leibesübungen) Obereisesheim 1902 e. V.
Spitzensport
Auf dieser breiten Basis aufbauend, konnten folgende Erfolge im Spitzensport erzielt werden (Beispiele):
- Der Ringer Wilhelm Schröder vom VfL Obereisesheim errang in der Gewichtsklasse bis 85 Kilogramm bei Seniorenweltmeisterschaften nach seinen Erfolgen 2005 in Belgrad (Silbermedaille) und 2008 in Perm (Goldmedaille) im Jahr 2009 die Bronzemedaille in Kouvola.[57]
- Dominik Britsch wurde unter anderem süddeutscher Meister im Boxen und deutscher Meister im Kickboxen und wechselte 2006 ins Profilager, wo er im März 2009 den Titel des IBF-Junioren-Weltmeisters im Mittelgewicht erkämpfte.[58]
- Die Kugelstoßerin Christina Schwanitz (SVN) war Deutsche Jugendmeisterin 2004 und wurde 2005 Vizejunioreneuropameisterin und WM-Neunte.
- Michaela Klammer (SVN) war Baden-Württembergische Meisterin 2004 über 100 Meter und hat bei den süddeutschen und baden-württembergischen Meisterschaften seit 2003 vordere Plätze im Sprint über 100 und 200 Meter belegt.
- Im Tischtennis spielen die Damen der ersten Damenmannschaft des SVN in der 2. Bundesliga. Die Tischtennisabteilung des SpVgg Neckarsulm gehörte nach dem Zweiten Weltkrieg zu den erfolgreichsten im Tischtennis-Verband Württemberg-Hohenzollern (TTVWH). Die Mannschaft um die Spieler Heinz Harst, Hans und Gerhard Werz (Spartenleiter Tischtennis SVN), Helmut Friedrich, Willi Veith und Josef Kroth spielte in den 1950er Jahren in der Oberliga und wurde mehrfach Mannschaftsmeister von Württemberg. 2005 erhielt der Verein das Grüne Band für vorbildliche Talentförderung.[59]

Sportförderung
Gefördert werden diese Spitzenleistungen durch den Verein „Sportförderung Neckarsulm“, der als Ergänzung zur Sporthilfe Unterland gedacht ist. Dieser Verein wurde 1997 mit dem Ziel gegründet, überdurchschnittlich gute Sportler oder Mannschaften zu fördern oder deren Trainingsbedingungen zu verbessern. In den vergangenen zehn Jahren wurden durch die 80 Mitglieder – meist Privatpersonen, aber auch Unternehmen und Vereine – rund 270.000 Euro Fördergelder aufgebracht. Möglich war dies auch durch das Engagement des Vorsitzenden und Gründungsmitgliedes des Fördervereins Rolf Härdtner und das seines Stellvertreters Erhard Klotz (ehemaliger Oberbürgermeister und Ehrenbürger Neckarsulms).
Sportanlagen
In Neckarsulm gibt es sechs Sportplätze, ein Stadion, acht Tennisplätze, elf Sporthallen, Anlagen für Schießsport, Kanu- und Hundesport, eine BMX-Bahn und drei Skater-Anlagen. Neben dem Spaßbad AQUAtoll gibt es das Städtische Hallenbad und das Freibad Obereisesheim.

### Freizeit- und Erholungsmöglichkeiten

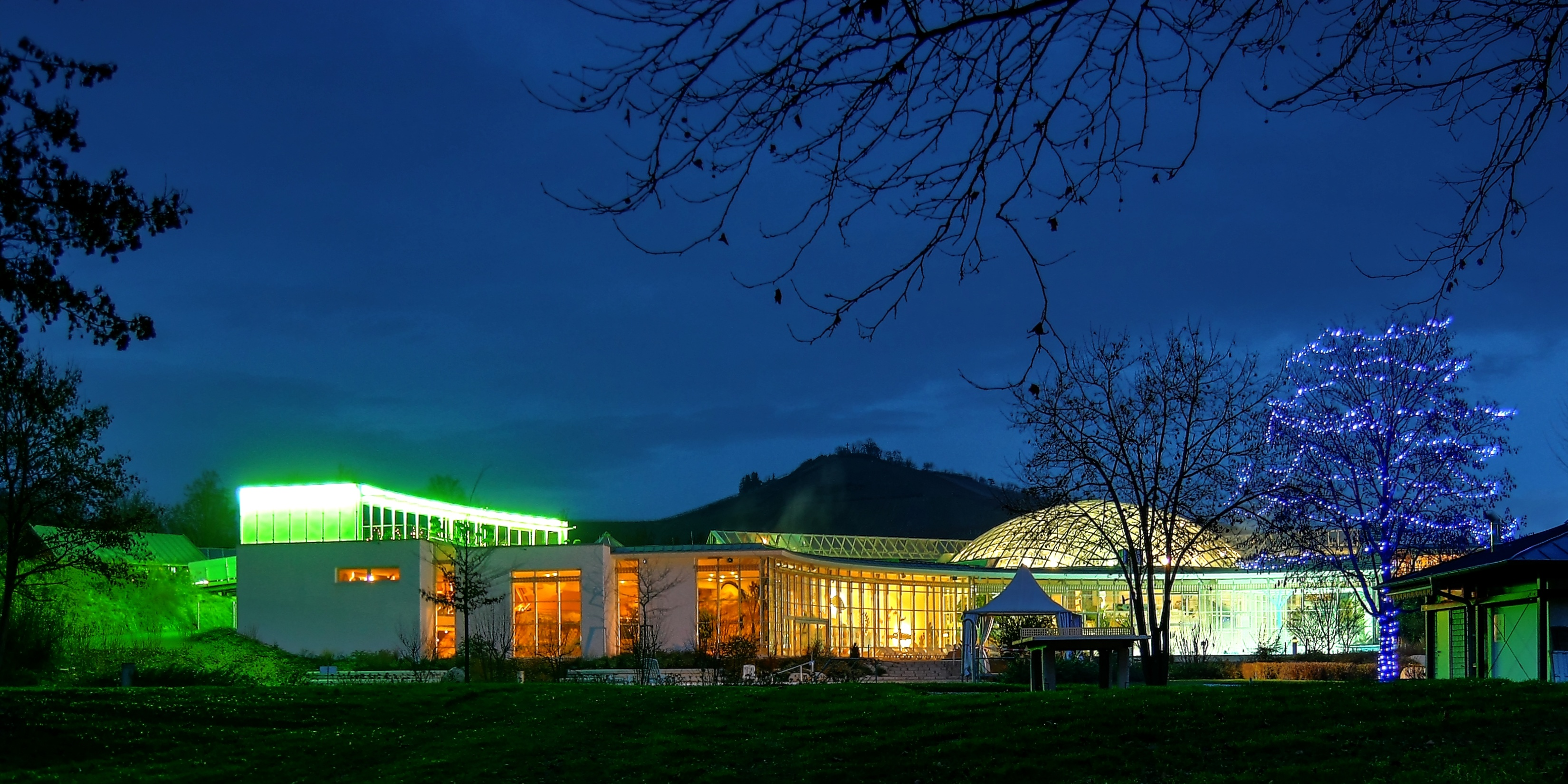
Spaß- und Freizeitbad AQUAtoll (2009), links der Anbau (2008), im Hintergrund der Scheuerberg

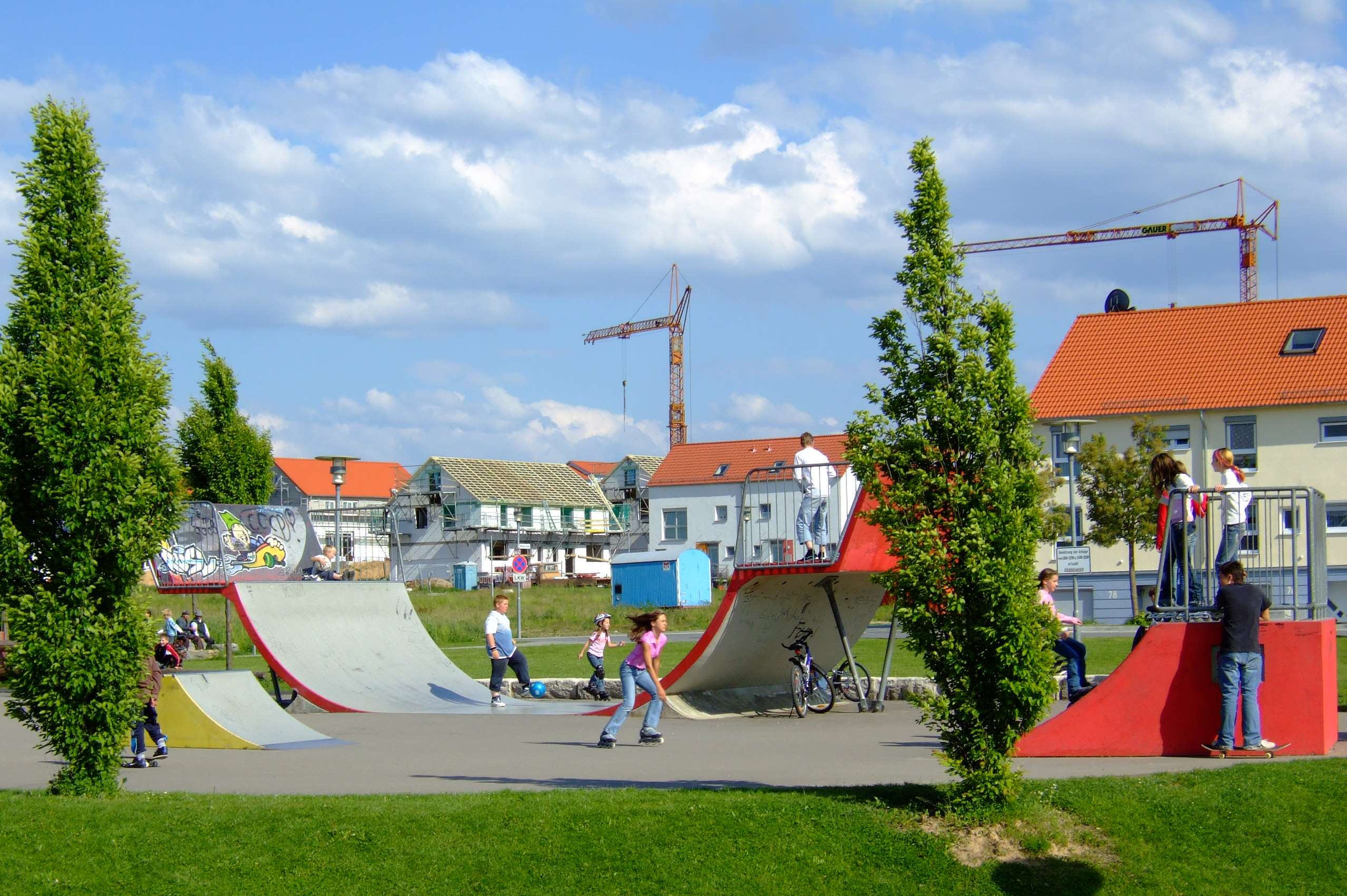
Skateranlage im Park „Grüne Mitte“, dahinter Baugebiet NSU-Amorbach II

In und um Neckarsulm gibt es unter anderem folgende Freizeitmöglichkeiten:
Das 1990 in Stahlglas-Architektur erbaute Spaß- und Freizeitbad AQUAtoll liegt südlich des Scheuerberges am östlichen Ende des Sulmtalparks. Es bot unter anderem einen Wildwasserfluss, die Black-Hole-Rutsche, Whirlpools und ein Solebecken mit Innen- und Außenbereich. Außerdem gab es eine Sauna-Landschaft mit Blockhaus- und Erdsauna, Dampfbad, Kneippbecken und Solarien. In das AQUAtoll kamen im Jahr 2004 etwa 464.400, 2006 rund 425.000 und 2007 knapp 416.800 Besucher. Im Herbst 2008 wurde nach insgesamt 15 Monaten Bauzeit eine sogenannte „Piratenwelt“ für Kinder (auf 700 m²) und eine Panorama-Sauna (auf ca. 100 m²) eröffnet, die zusammen rund 3,7 Millionen Euro kosteten. Seit Mai 2022 ist das AQUAtoll geschlossen. Das AQUAtoll Sportbad mit einem 50-Meter-Becken hat weiterhin geöffnet.
Auf Neckarsulmer Gebiet gibt es ein gut ausgebautes Radwegenetz. Hier führen zum Beispiel der Neckarradweg, der von Villingen-Schwenningen bis nach Heidelberg geht, oder auch der 350 km lange Kocher-Jagst-Radweg vorbei. Darüber hinaus ist eine Radwanderung auf dem 45 km langen Rundweg Öko-Regio-Tour Unteres Kochertal möglich. Dabei gibt es an den Tour-Punkten Wissenswertes über die Region, den ökologischen Landbau, über die lokale Geschichte und vieles andere mehr zu erfahren.
Der Weinbau hat in Neckarsulm eine über mehrere Jahrhunderte lange Tradition. Um diese Tradition weiter zu vermitteln, gibt es einen etwa 2½ km langen Weinlehrpfad am südlichen Scheuerberg, der nach dem in Neckarsulm geborenen bedeutenden Rebenzüchter August Herold benannte August-Herold-Weg, dessen Informationstafeln die Geschichte des Weinbaus, die verschiedenen Rebsorten und die Anbautechniken erläutern. Der Weg beginnt am Wanderparkplatz Reutweg, dessen Einfahrt gegenüber dem AQUAtoll liegt. Die drei etwa 2,4 Meter hohen Weinstelen am Beginn des Heroldweges symbolisieren die Bedeutung des Weinbaus für Neckarsulm (siehe rechts im Bild Scheuerberg unter Weinbau).
Im Dahenfelder Forst zwischen den Stadtteilen Amorbach und Dahenfeld gibt es noch einen rund drei Kilometer langen ökologischen Waldlehrpfad, und darüber hinaus bietet auch der Wald westlich von Obereisesheim ideale Wander- und Erholungsbedingungen.
Als weitere Freizeit- und Sportmöglichkeiten gibt es unter anderem: Sportplätze, Tennisanlagen, Inlineranlagen, das Bowling-Zentrum in der Ballei, die Freizeitanlage Schweinshag mit Grillplatz, Besenwirtschaften mit „Viertele & Vesper“, Planwagen-Touren des Bioland-Betriebes Lang, Schifffahrt auf dem Neckar mit der Personenschifffahrt Stumpf OHG und das Freibad Ernst-Freyer-Bad.

### Regelmäßige Veranstaltungen
Nachdem es seit 1974 getrennte Kelterfeste von Sportverein und Sängerbund gab, wurde ab 1980 ein gemeinsames Fest, das sogenannte Ganzhorn-Fest durchgeführt. Zur Organisation des Festes wurde 1979 eigens ein Kulturausschuss gegründet.
Bei diesem Volksfest, das jeweils an drei Tagen am ersten Wochenende im September gefeiert wird, werden von rund 50 Vereinen an Ständen Essen und Getränke serviert. Die Vereine haben eine Möglichkeit, einen Querschnitt ihrer Arbeit der Allgemeinheit vorzustellen. Chöre, Musikkapellen, Tanz- und Sportgruppen treten auf und in manchen Jahren wurden Sonderveranstaltungen durchgeführt: So zum Beispiel ein Tischtennisturnier, Kindertheater, ein Ganzhornlauf rund um das Rathaus und auch ein Gedichtwettbewerb. In einzelnen Jahren traten die ausländischen Partnergemeinden auf.
Die Weingärtnergenossenschaft Neckarsulm-Gundelsheim bietet zu Ehren Ganzhorns Weine mit seinem Namen und Bildnis an. Der jeweilige Oberbürgermeister eröffnet das Fest und in manchen Jahren wurden bis zu 50.000 Besucher gezählt. Durch die Namensgebung des Festes will Neckarsulm an den Dichter des bekannten Volksliedes Im schönsten Wiesengrunde Wilhelm Ganzhorn erinnern. Das Fest findet bei der Bevölkerung guten Anklang und erfreut sich großer Beliebtheit.
Weitere regelmäßige Veranstaltungen:

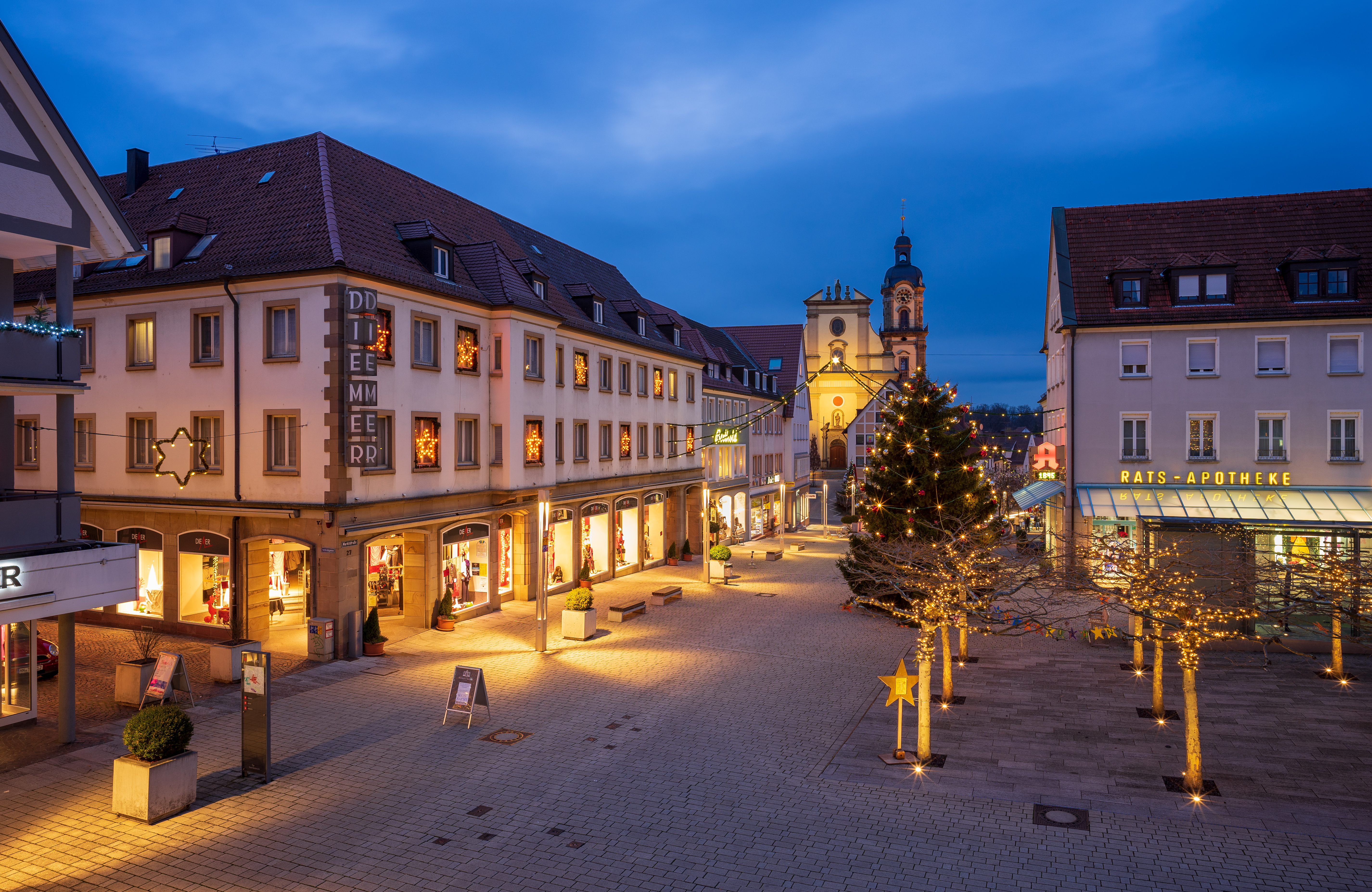
Die Marktstraße in Neckarsulm in der Adventszeit

- Erstes Wochenende im März: Hamburger Fischmarkt mit Marktschreiern
- Samstag bis Ostermontag: Ostervolksfest auf dem Festplatz Pichterich (Sulmtalpark)
- Zweites Wochenende im Juni: Marktstraßenfest in der Neckarsulmer Innenstadt
- Erstes Wochenende im Juli: Eberwinfest im Stadtteil Obereisesheim
- Mitte Juli: Dorffest im Stadtteil Dahenfeld
- Drittes Wochenende im Juli: Sonnenfest in Amorbach
- Erstes Adventswochenende: Weihnachtsmarkt in der Neckarsulmer Fußgängerzone mit Rahmenprogramm „Adventszauber“
- In der Adventszeit finden auf dem Neckarsulmer Marktplatz täglich um 17 Uhr die sogenannten „Sternstunden“ statt, eine Art Adventskalender, gestaltet von Kindern und Jugendlichen verschiedener Einrichtungen. Diese „Sternstunden“ werden seit 2005 von der „Stiftung starke Familien – Neckarsulm“ organisiert.[63]

## Wirtschaft und Infrastruktur

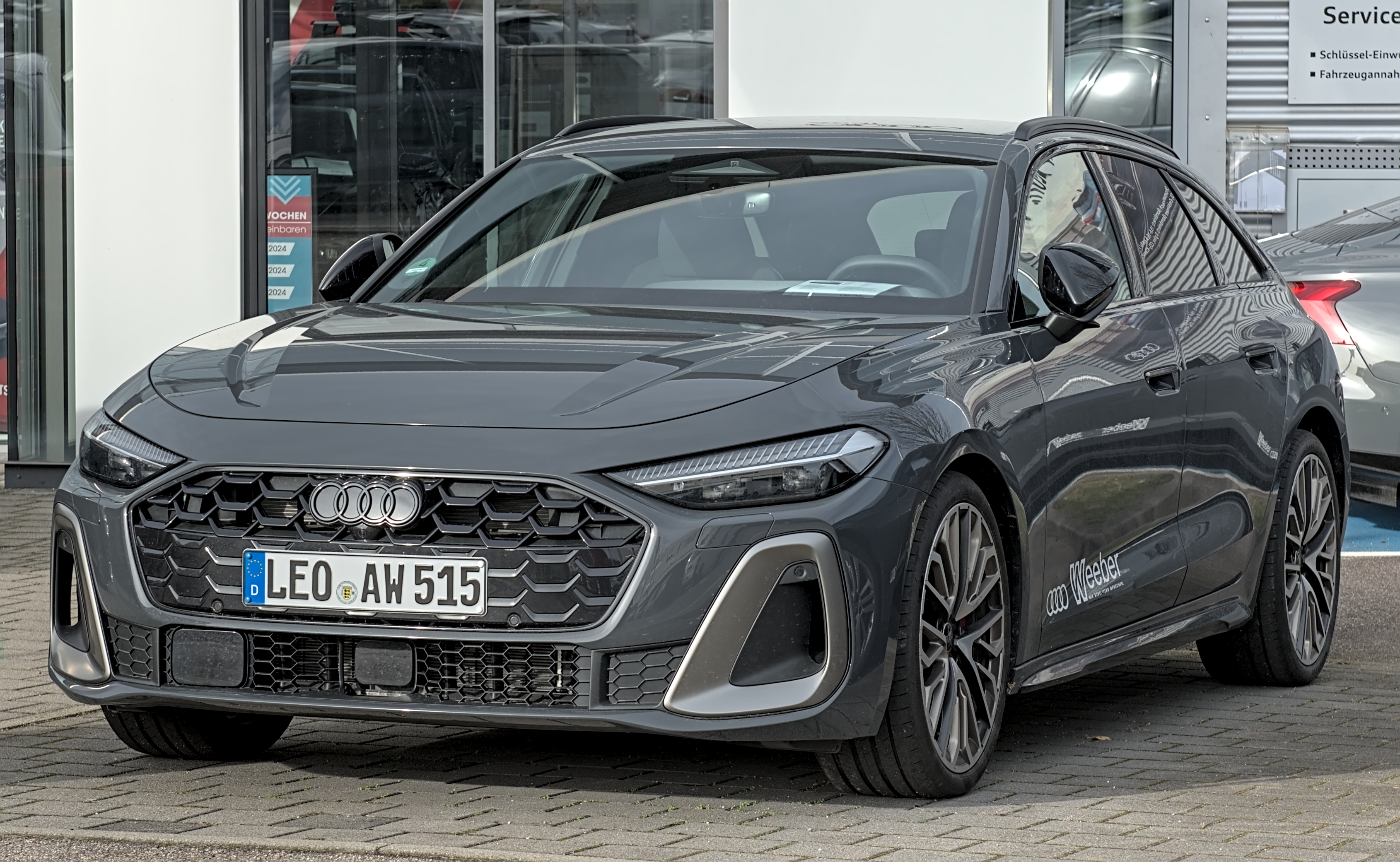
Auch der Audi A5 wird in Neckarsulm produziert

### Wirtschaft allgemein
Wichtigster Arbeitgeber der Stadt Neckarsulm heute ist der Automobilhersteller Audi, der hier (Stand 2011) 14.041 Mitarbeiter beschäftigt und im Durchschnitt jährlich 250–300 Millionen Euro, im Jahr 2008 rund 400 Millionen Euro in den Standort Neckarsulm investiert. Im Audi-Werk Neckarsulm wird eine breite Modell-Palette produziert (Stand 2008): Audi A4, A5 Cabrio, S5 Cabrio, A6 (Limousine, Avant und allroad quattro), S6 (Limousine und Avant), A7, A8, S8 und A8 W12. Durch die quattro GmbH, eine 100-prozentige Audi-Tochtergesellschaft, werden außerdem die RS-Modelle, der Q7 V12 TDI quattro und der Sportwagen R8 hergestellt. Insgesamt wurden hier im Jahr 2010 etwa 340.000 Fahrzeuge produziert. Durch die sogenannte „Produktionsdrehscheibe“ werden nicht nur die Produktionskapazitäten der Werke in Ingolstadt und Neckarsulm (hier der Bau des A4: Stand 2009) flexibel ausgelastet, sondern damit wird auch die Sicherung von Arbeitsplätzen erreicht. Durch das Audi-Werk Neckarsulm werden bei Zulieferern und Dienstleistern nochmals schätzungsweise die doppelte Anzahl an Mitarbeitern wie im Audi-Werk beschäftigt, also insgesamt mit Audi-Werkern rund 40.000. Von diesen Zulieferern und Dienstleistern aus der Region hat das Audi-Werk im Jahr 2007 für etwa 2,7 Milliarden Euro Waren und Dienstleistungen bezogen.
Außerdem hat die Schwarz-Gruppe hier ihren Sitz, zu der die beiden Handelsketten Kaufland und Lidl gehören. Ein weiteres großes ansässiges Unternehmen ist der Autozulieferer Rheinmetall Automotive. Neckarsulm verfügt mit seinen 30.177 sozialversicherungspflichtigen Arbeitsplätzen über mehr Beschäftigte als es Einwohner hat (26.661). Das Gewerbesteueraufkommen betrug 2006 über 137 Millionen Euro. Insgesamt gibt es in Neckarsulm etwa 2400 Handels- und Gewerbebetriebe. Die Beschäftigten teilen sich nach Wirtschaftsbereichen wie folgt auf (auf ganze Prozent gerundet): produzierendes Gewerbe 67 %, Handel, Gastgewerbe, Verkehr 12 % und sonstige Dienstleistungen 21 %.
Von der Finanzkraft der Stadt Neckarsulm profitiert auch der Landkreis Heilbronn über die Kreisumlage. In den Jahren 1992 bis 2008 wurden insgesamt über 180 Millionen Euro an Kreisumlage gezahlt. Die Zahlungen der Stadt Neckarsulm an den Landkreis sah in den Jahren 2003 bis 2009 wie folgt aus:
| Jahr | Umlage (Mio. €) | Anteil (in %) |
| ---- | --------------- | ------------- |
| 2003 | 13,1            | 17            |
| 2004 | 18,6            | 20            |
| 2005 | 13,3            | 15            |
| 2006 | 18,7            | 20            |
| 2007 | 13,3            | 15            |
| 2008 | 35,5            | 30            |
| 2009 | 20              | 20            |

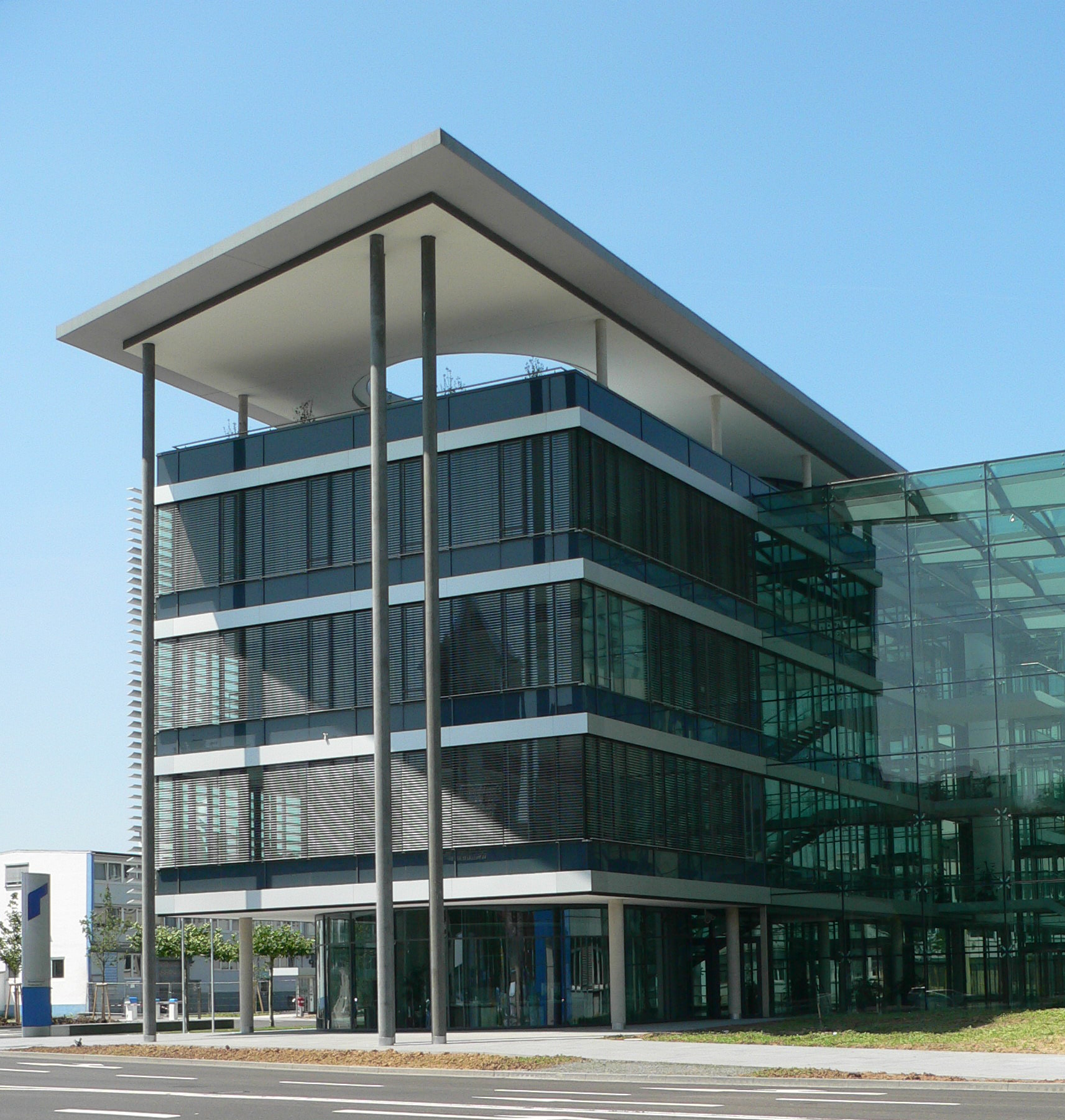
„Customer Center“ KSPG
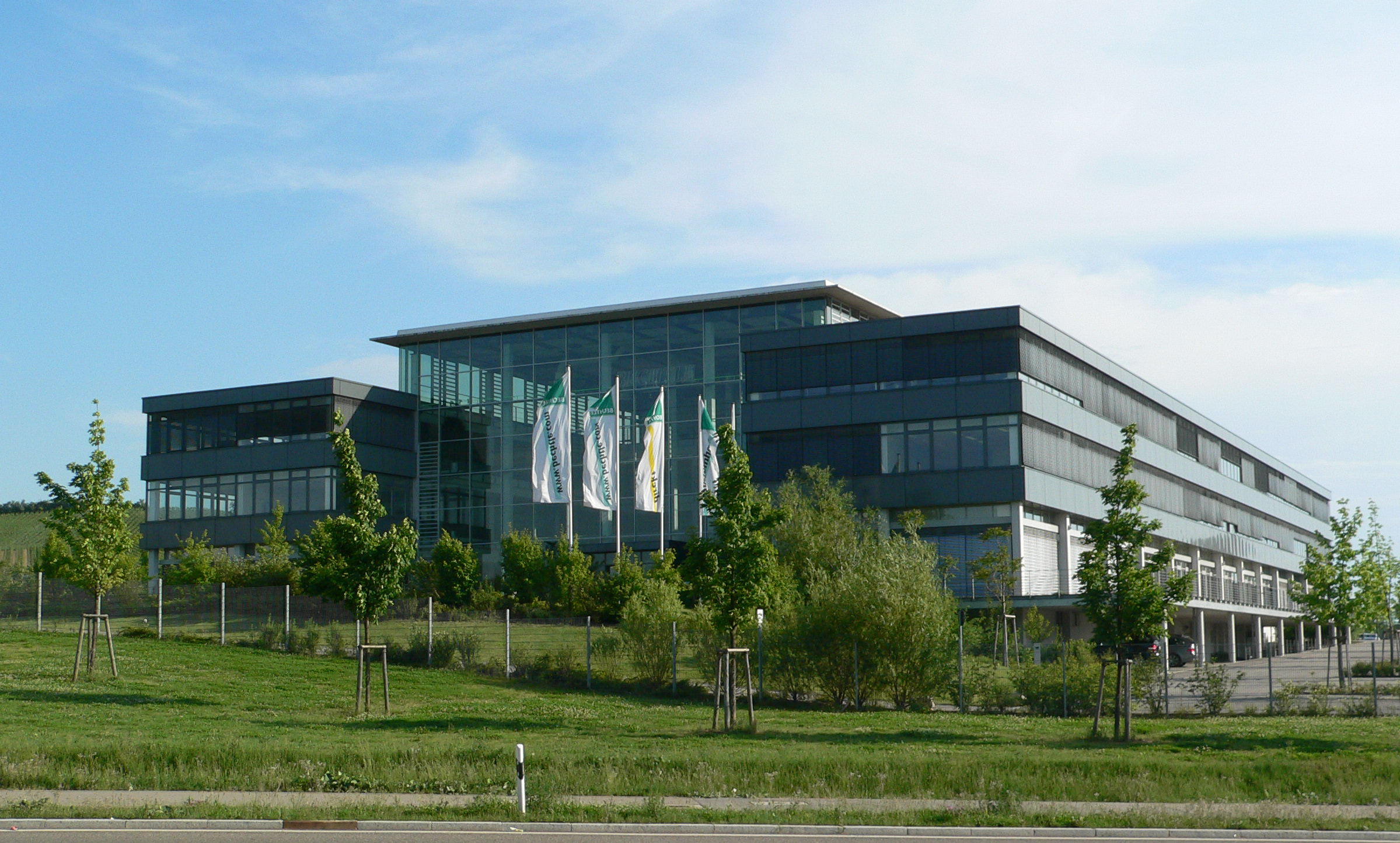
Unternehmenssitz der Bechtle AG im Trendpark Süd
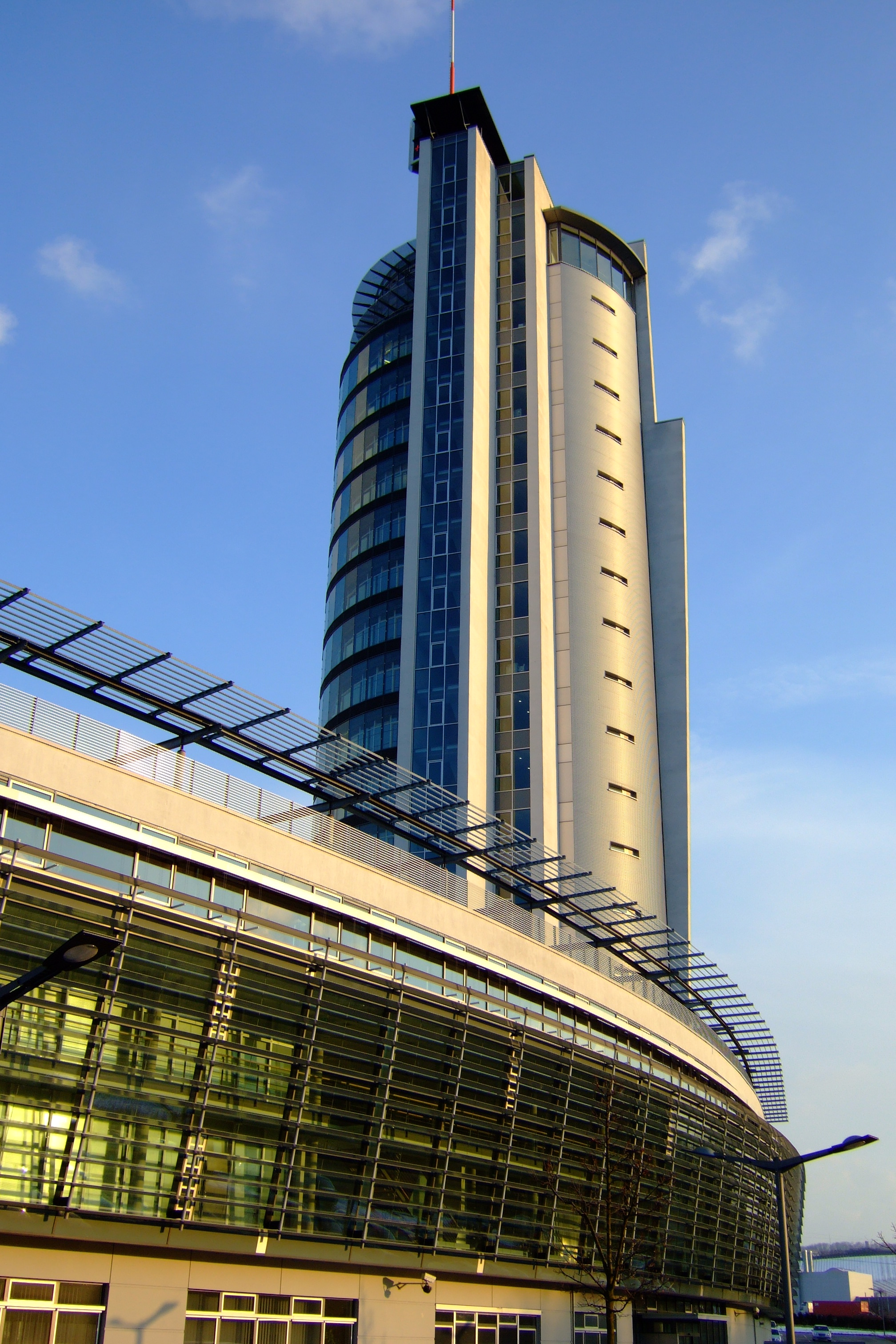
Niederlassung der Fujitsu Services GmbH als Teil des Fujitsu Konzerns im Fujitsu Büro-Turm

### Wirtschaftsförderung
Neckarsulm hat sich in der Vergangenheit bemüht, durch günstige Rahmenbedingungen Unternehmen in den Gewerbegebieten anzusiedeln. Wichtige Gewerbegebiete sind der Trendpark mit rund 10 Hektar Fläche, der nordöstlich der Autobahn-Anschlussstelle Heilbronn-Neckarsulm liegt, und der Trendpark Süd mit etwa 26 Hektar südöstlich davon und nördlich des Stiftsberges (siehe Lageplan der Stadtteile unter Stadtgliederung). Auf Grund dieser Wirtschaftsförderungs-Politik haben sich bekannte Unternehmen wie die TDS Informationstechnologie AG, die Unternehmensgruppe Beck und die Adaptec-Tochtergesellschaft ICP vortex angesiedelt. Weithin sichtbares Zeichen ist der Büroturm der TDS AG mit seinen 20 Stockwerken. Weiterhin befand sich bis 2013 im Trendpark der Unternehmenssitz der Hyundai Motor Deutschland GmbH, die 1991 gegründet wurde.
Im Trendpark Süd hat das IT-Systemhaus Bechtle AG seine Unternehmenszentrale gebaut. Das Gesamtkonzept der Wirtschaftsförderung beinhaltet dabei einen niedrigen Gewerbesteuerhebesatz, günstige Grundstückspreise und schnelle, unbürokratische Entscheidungswege in der Stadtverwaltung.

### Weinbau

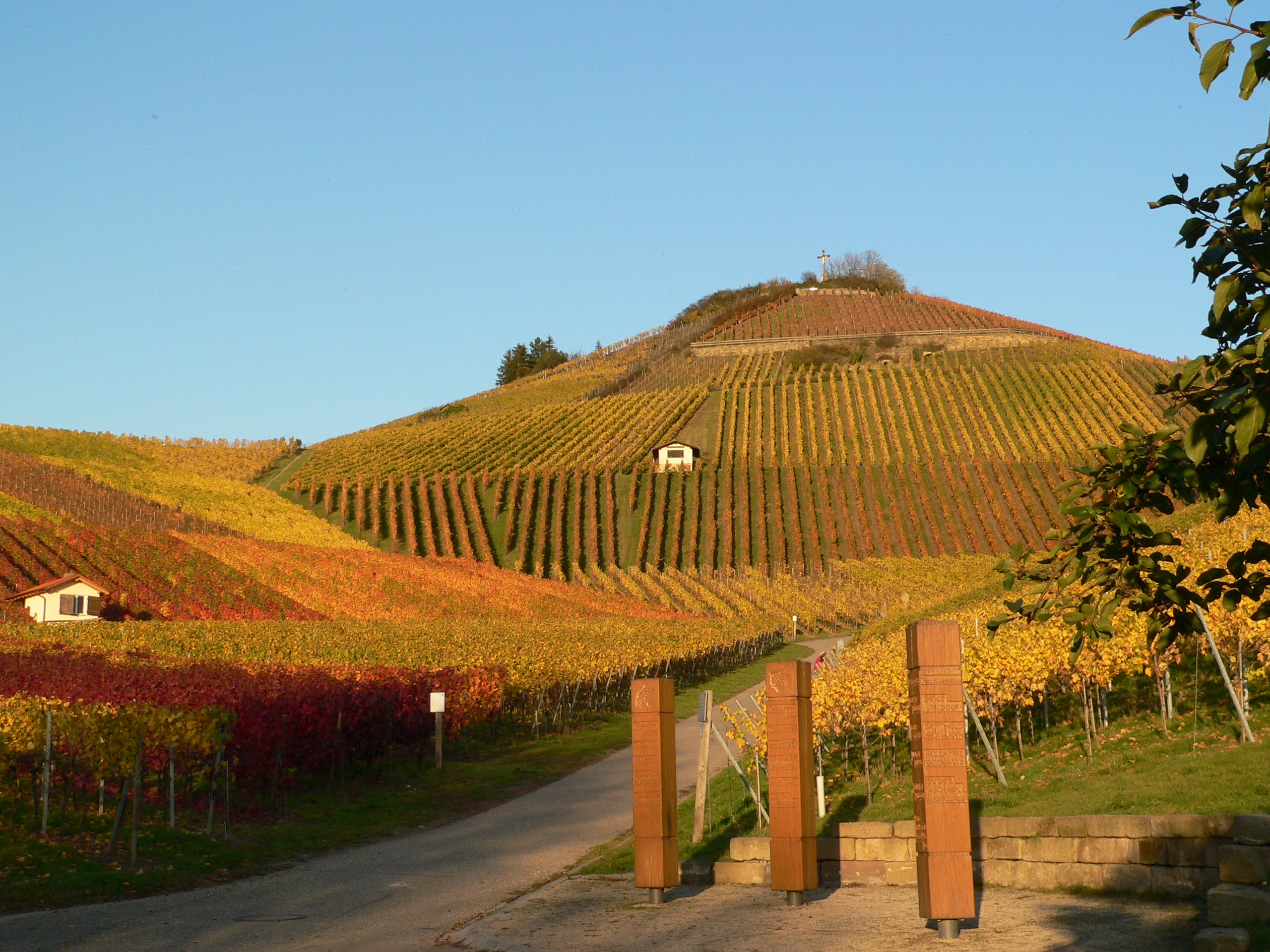
Der Neckarsulmer Scheuerberg von Süden gesehen

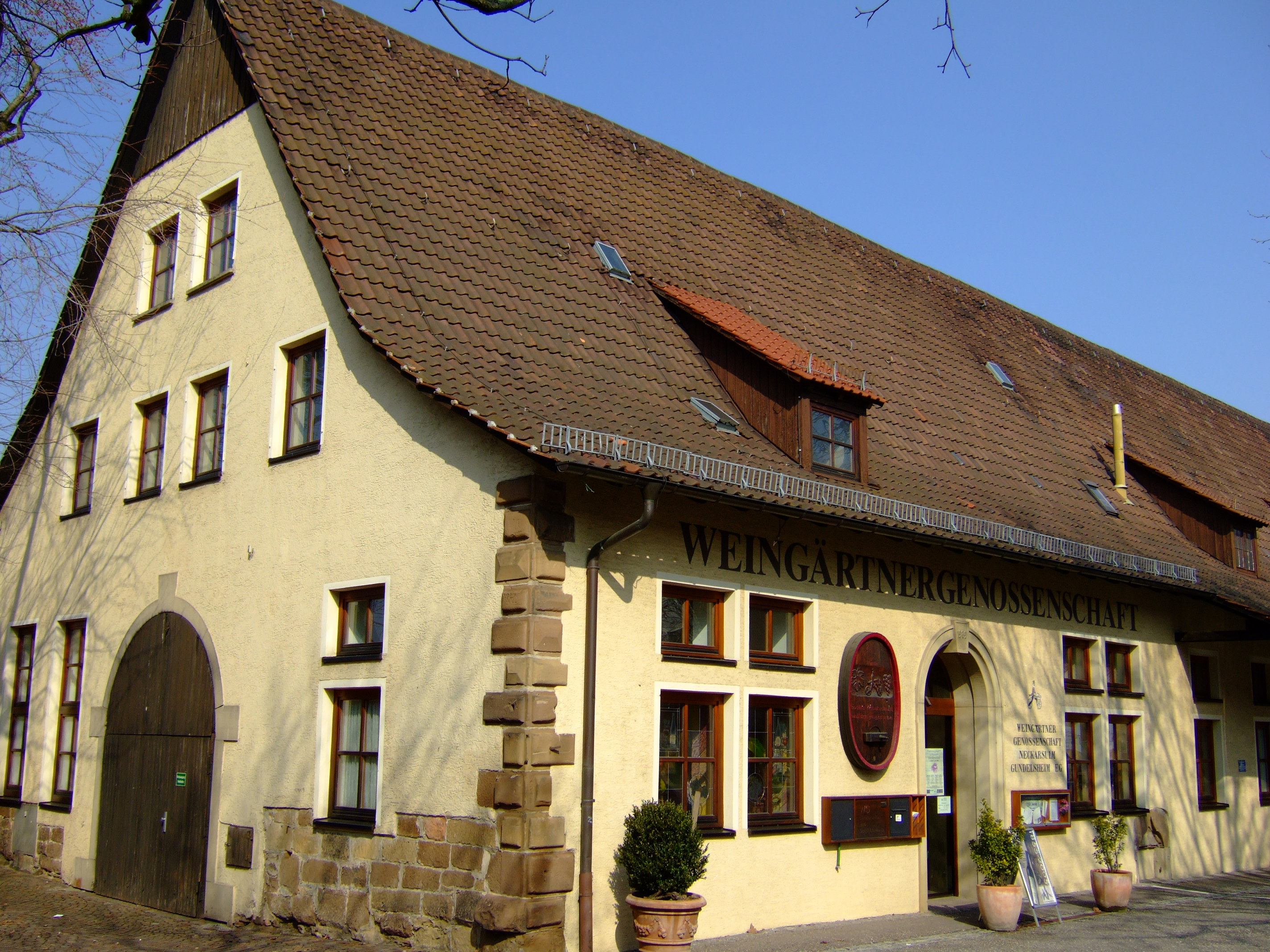
Weingärtnergenossenschaft Neckarsulm-Gundelsheim eG

Der Weinbau hat in Neckarsulm eine jahrhundertealte Tradition. Bereits im 8. Jahrhundert gab es am unteren Neckar ausgedehnte Weinbauflächen. Aus dem 10. Jahrhundert ist bekannt, dass es am mittleren Neckar ein fast geschlossenes Weinbaugebiet gab. Um etwa 1335 hatten mehrere Klöster in Neckarsulm Grundbesitz, so zum Beispiel die Abtei Amorbach im Odenwald, das Benediktinerkloster Comburg, das Zisterzienserkloster Schöntal, das Klarissenkloster Heilbronn, das Ritterstift St. Peter in Wimpfen und das Dominikanerkloster Wimpfen. Diese Klöster haben durch Waldrodungen große Weinbaugebiete am Neckar geschaffen. Wein galt bei den Mönchen und deren strengen Fastenordnung als Nahrung. Bereits am Ende des 13. Jahrhunderts haben sich am Südhang des Scheuerberges und am Hungerberg Weingärten befunden.
Das Kloster Amorbach lag am Nordhang des Odenwaldes und damit für den Weinbau ungünstig. Deshalb hatte der Weinbau in Neckarsulm für dieses Kloster eine besondere Bedeutung. Das Kloster Amorbach bezog größere Mengen Weines durch den Weinzehnten. Nachdem der Deutsche Orden die Herrschaft über Neckarsulm im Jahr 1484 übernommen hatte, besaß er 1554 mindestens zwei Keltern. Das geht aus dem ältesten erhaltenen Urbar hervor. Bei diesen Keltern handelte es sich um die damalige alte und die neue Kelter. Über den Standort der alten Kelter ist heute nichts mehr bekannt. Die neue bzw. die spätere kleine Kelter stand in der Rathausstraße östlich des Rathauses an der Stelle der Neckarsulmer Münzstätte, die noch aus Mainzischer Zeit um 1400 stammte. Im Jahr 1567 errichtete der Hoch- und Deutschmeister Georg Hund von Wenkheim die große Kelter, die heute noch am Marktplatz steht. Diese hatte früher noch an der Westseite einen Anbau, der im Zweiten Weltkrieg zerstört wurde.
Aus Archivalien, zum Beispiel aus Amtsrechnungen des Deutschen Ordens, gehen Weinerlöse und weiter Details des Weinhandels aus dieser Zeit hervor. So betrugen in der zweiten Hälfte des 18. Jahrhunderts die Erlöse aus dem Weinverkauf fast 50 % der gesamten Einnahmen. Nach dem Übergang Neckarsulms an das Königreich Württemberg 1805/1806 besaß der Ort vier Keltern: die Schlosskelter, die große Kelter, die kleine Kelter und die Amorbacher Hofkelter.
Am 28. Oktober 1834 gründeten Anton Victor Brunner, der Weingärtner Wilhelm Fischer und der Stadtpfleger Fleiner mit fünf weiteren Neckarsulmern einen Weingärtnerverein. Dieser hatte es sich zur Aufgabe gemacht, den Weinbau durch Beschaffung und Austeilung von geeigneten Weinreben in den dafür geeigneten Lagen zu fördern. Damals gab es rund 178 Hektar Weinberge. Im Jahr 1855 ging aus diesem Weingärtnerverein die Weingärtnergesellschaft Neckarsulm hervor. Sie ist damit die älteste heute noch bestehende Weingärtnergenossenschaft Deutschlands. Ziel dieser Genossenschaft war die gemeinschaftliche Kelterung und Vermarktung ihrer Erzeugnisse. Der Grundgedanke dabei war, dass man sich nicht länger dem Preisdiktat der Weinaufkäufer unterwerfen wollte, die die Preise für den Wein oft willkürlich festsetzten. Wichtig war auch der Qualitätsgedanke und dass gute Bezahlung nur für entsprechend guten Wein gefordert werden konnte. In der Weingärtnergenossenschaft schlossen sich im Jahr 1855 130 Mitglieder zusammen und im Jahr 1862 waren es bereits 300 Mitglieder.
Im Jahr 1956 traten die Mehrzahl der Gundelsheimer Weingärtner der Neckarsulmer Genossenschaft bei. Otto Linsenmaier (Weingärtner und Weinexperte, Ehrenmitglied der „Gesellschaft für Geschichte des Weines e. V.“) behauptete 1984 zum 150-jährigen Jubiläum des Weinbauvereins in einem Vortrag: Den Weltruf Neckarsulms hätten nicht Räder und Motoren, sondern der Neckarsulmer Wein begründet.
Neckarsulm gehört heute zum Weinbaugebiet Württemberg.

### Solarenergie

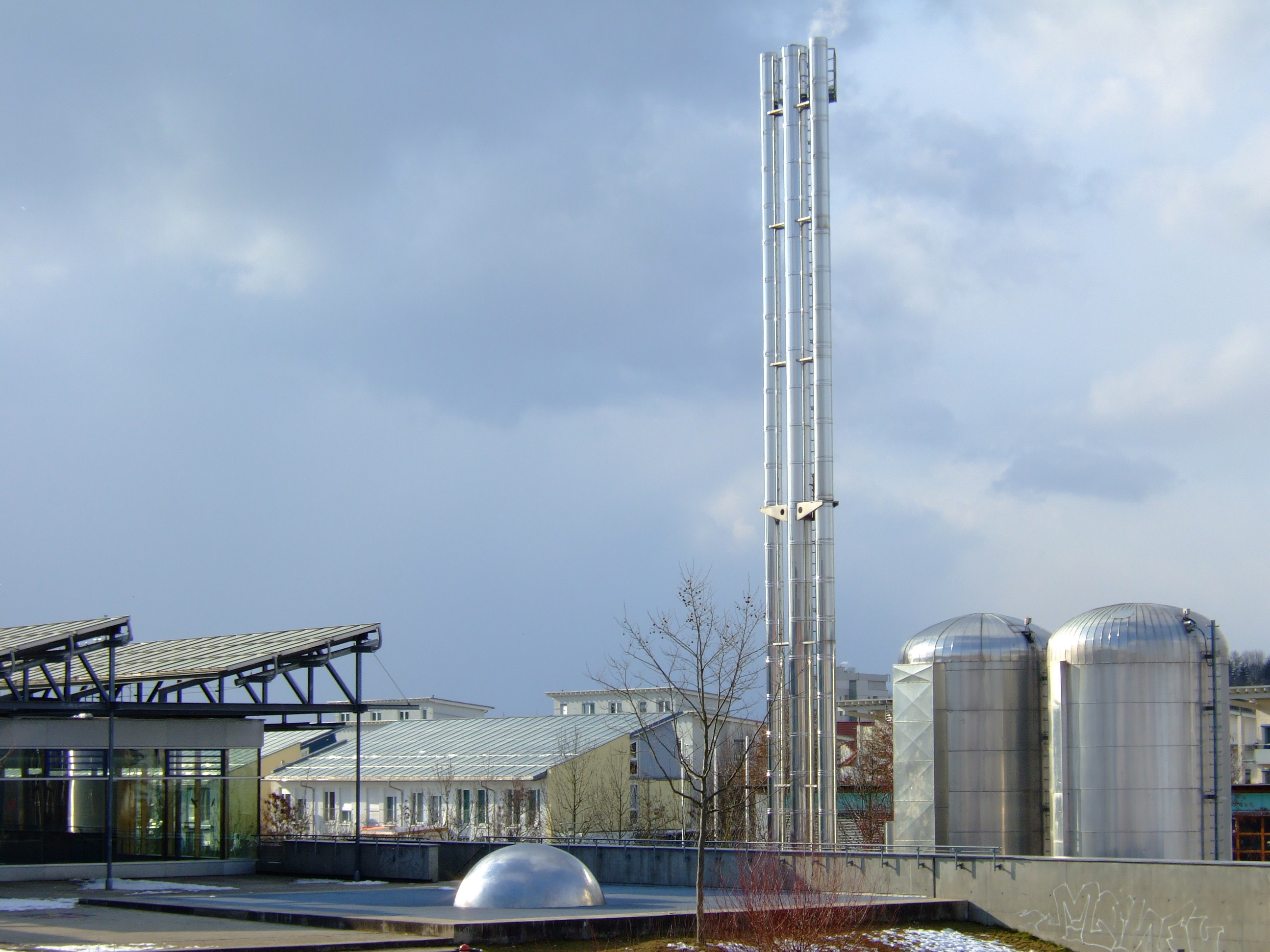
Heizzentrale und Sonnenkollektoren (hinten und links)

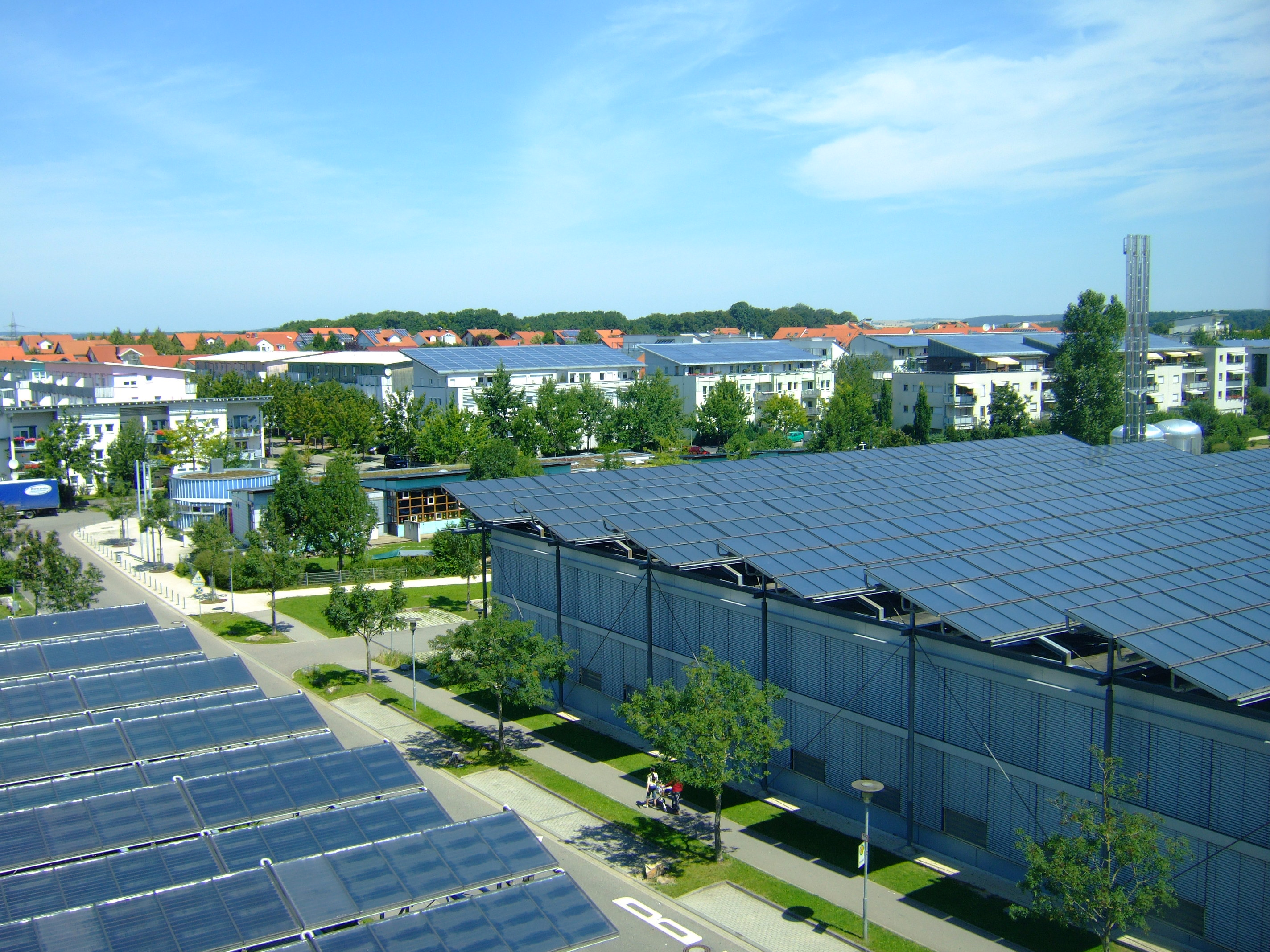
Sonnenkollektoren auf den Dächern

Aus der Einsicht, dass fossile Energievorräte in einigen Jahrzehnten aufgebraucht sein werden und dass aus Umweltschutzgründen eine drastische Reduzierung des CO2-Ausstoßes notwendig ist, wurde ein einmaliges Solarprojekt entwickelt. Dazu wurden Anfang der 1990er Jahre das Steinbeis-Transferzentrum Neckarsulm und das Institut für Thermodynamik und Wärmetechnik der Universität Stuttgart mit der Erarbeitung eines Energiekonzeptes beauftragt. Dieses Konzept bündelt vier sinnvolle Maßnahmen, die im Solarenergieprojekt im Baugebiet Amorbach II realisiert wurden.
- Die beheizten Gebäude müssen in Niedrigenergie-Bauweise ausgeführt sein. Der spezifische Energiebedarf muss dabei weniger als 50 kWh pro Jahr und Quadratmeter Heizfläche betragen. (Zum Vergleich: Altbauten haben etwa 300 kWh/(m² a))
- Weiter beinhaltet das Konzept eine zentrale Nahwärmeversorgung mit Heizzentrale, gut isoliertem Wärmeverteilnetz mit kurzen Wegen und Hausübergabestationen in jedem Gebäude.
- Die dritte Säule bilden großflächige Sonnenkollektoren mit einer Fläche von 6500 Quadratmetern, die zwischen 405 und 425 kWh/(m² a) liefern. Diese Kollektoren sind auf den Dächern von Häusern (Grundschule, Seniorenheim, Pflegeheim u. a.), über einem Parkplatz freistehend und an einem Lärmschutzwall an der Landstraße nach Neuenstadt am Kocher angebracht.
- Und nicht zuletzt ist dieses Konzept nur rentabel, wenn im Sommer gewonnene überschüssige Sonnenenergie längere Zeit gespeichert werden kann. Dazu wurde ein Erdsonden-Speicher als Langzeitspeicher konzipiert und realisiert, der in dieser Form und Größe einmalig ist. Und zwar deshalb, weil sonst Wasser zum Speichern der Energie verwendet wird. Dieser Erdsondenspeicher hat ein Volumen von 68.000 m³ und einem Nutzungsgrad von knapp 90 %. Der Erdwärmespeicher besteht aus Wasserrohren, die senkrecht bis zu 30 Meter tief und mit einem Abstand von 2 Metern in den Boden eingebracht werden. Über diese Sonden wird die überschüssige Solarenergie im Sommer und Herbst an das Erdreich abgegeben und in der kälteren Jahreszeit wird die gespeicherte Energie über dieselben Wärmetauscher wieder entnommen. Das Erdreich wird dabei bis auf 80 Grad Celsius aufgeheizt und ist nach oben hin wärmegedämmt, um Wärmeverluste zu verringern. Der Wärmespeicher kann je nach Bedarf durch Installation weiterer Rohre flexibel erweitert werden.[75]

In der Endausbaustufe sind Kollektorflächen von 15.000 m² und ein Wärmespeichervolumen von 140.000 m³ vorgesehen. Der solare Nutzungsenergieertrag würde dann bis zu 5000 MWh/a betragen. Dabei werden über 50 % des Brennstoffbedarfs durch Sonnenenergie ersetzt. Die Stadt Neckarsulm erhielt 1998 den Deutschen Solarpreis und 1999 den Landesumweltpreis des Landes Baden-Württemberg für Kommunen. In der Solarbundesliga belegte Neckarsulm in der Kategorie der Kommunen zwischen 10.000 und 100.000 Einwohnern seit 2002 fünfmal den Spitzenplatz – zuletzt in der Saison 2006/2007. Neckarsulm hat mit 0,331 Quadratmetern solarthermischer Kollektorfläche und 78,4 Watt Photovoltaikleistung jeweils pro Einwohner die höchste Pro-Kopf-Dichte an Solaranlagen unter den mittelgroßen Städten in Deutschland.
Außerdem wurde Neckarsulm als einzige deutsche Stadt – neben drei weiteren Kommunen aus Schweden, Österreich und Tschechien – für das Projekt „Energy in Minds“ ausgewählt. Das Projekt wird im Rahmen des EU-Förderprogrammes „Concerto“ durchgeführt und vom „Steinbeis-Transferzentrum Energie-, Gebäude- und Solartechnik“ in Stuttgart betreut und koordiniert. Ziel dieses Projektes ist es, den Einsatz erneuerbarer Energien wie Biomasse, Solarthermie und Photovoltaik zu fördern, die Nutzung fossiler Brennstoffe zu reduzieren und die CO2-Emission um 20 bis 30 Prozent zu senken.

### Verkehr

#### Fernstraßen

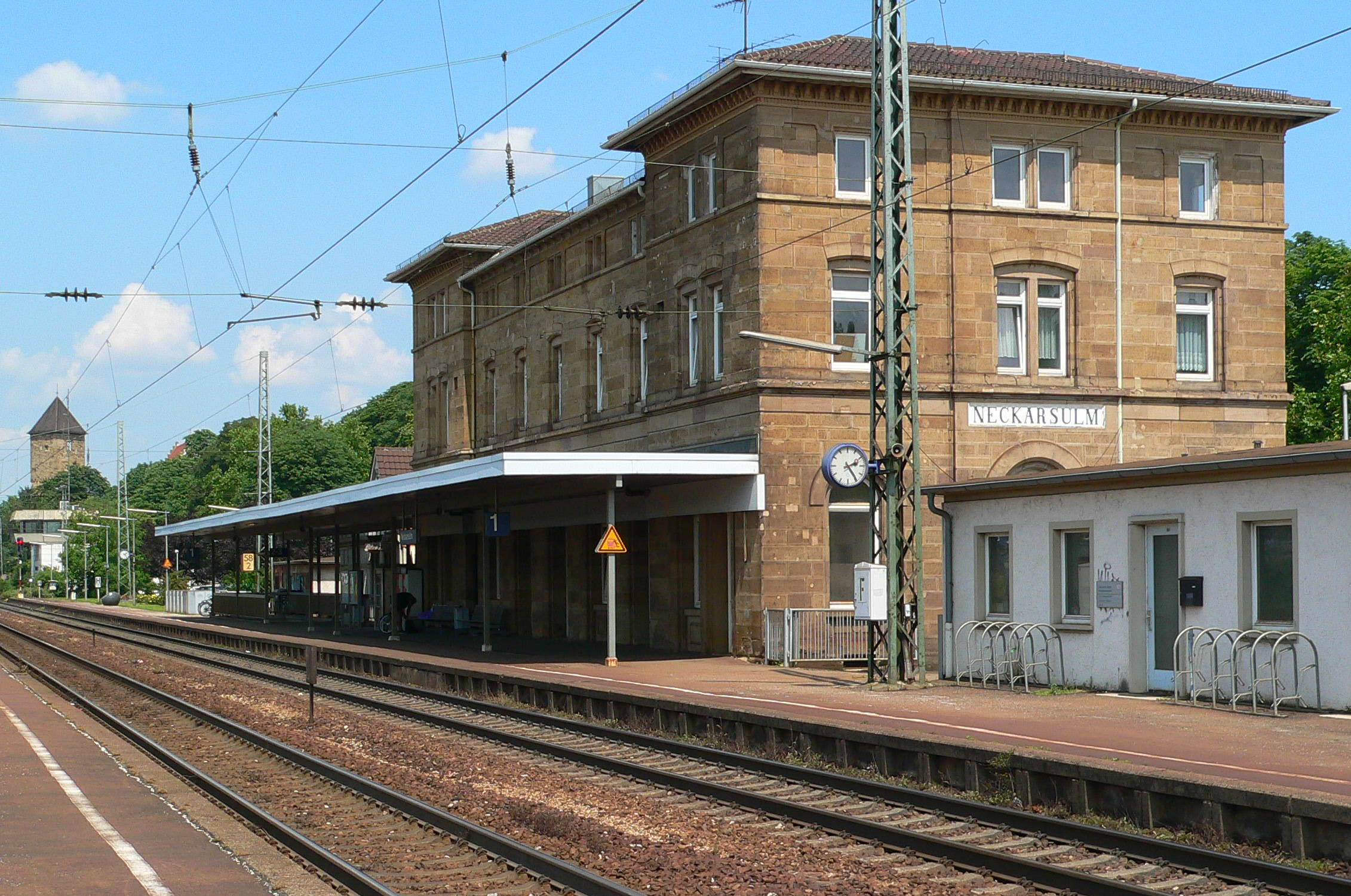
Bahnhof Neckarsulm, links der Bergfried des Stadtschlosses

Die Stadt Neckarsulm ist über die sogenannte Südtangente, wie die B 27 (Blankenburg (Harz) – Lottstetten) dort genannt wird, mit der Anschlussstelle Heilbronn/Neckarsulm an die Bundesautobahn 6 (Saarbrücken – Waidhaus) unmittelbar an das deutsche Fernstraßennetz angebunden. Von dieser Anschlussstelle ist es nicht weit bis zum Weinsberger Kreuz und damit zur A 81 (Stuttgart-Würzburg). Zusätzlich zur Südtangente führt die K 2000 (Heilbronner Austraße über Gottlieb-Daimler- und NSU-Straße nach Bad Friedrichshall Kochendorf) den Verkehr westlich an der Stadt vorbei.

#### Bahnverkehr
Der Bahnhof Neckarsulm liegt an der Frankenbahn Stuttgart–Würzburg, Heidelberg und Mannheim werden über die im Bad Friedrichshaller Hauptbahnhof abzweigenden Neckartal- und die Elsenztalbahnen erreicht. Neckarsulm ist Haltepunkt für alle Regionalbahn- und Regional-Express-Züge. Der benachbarte Busbahnhof wird von nationalen Fernbuslinien des Betreibers Flixbus bedient.
Die Linien S41 (Heilbronn–Bad Friedrichshall–Mosbach) und S42 (Heilbronn–Bad Friedrichshall–Sinsheim) der Stadtbahn Heilbronn bedienen in Neckarsulm die vier Haltestellen Neckarsulm Süd, Neckarsulm Bf, Neckarsulm Mitte und Neckarsulm Nord. Die Haltestelle Kaufland befindet sich in Heilbronn direkt an der Stadtgrenze, bedient aber das gleichnamige Einkaufszentrum in Neckarsulm.

#### Busverkehr
Ergänzt wird der öffentliche Personennahverkehr (ÖPNV) durch ein eigenes Stadtbusnetz und Regionalbusverbindungen in die umliegenden Orte. Wichtigste Knotenpunkte des städtischen Busverkehrs sind der Bahnhof und der ZOB bei der Ballei. Die öffentlichen Verkehrsmittel in Neckarsulm sind tariflich in den Heilbronner Hohenloher Haller Nahverkehr integriert.

#### Radverkehr
Durch eine Alltagsroute aus dem Radnetz Baden-Württemberg ist Neckarsulm mit Heilbronn und in der anderen Richtung mit Bad Friedrichshall verbunden. 
Durch die Stadt verläuft als Landes-Radfernweg der Neckartal-Radweg. Er führt von Villingen-Schwenningen nach Mannheim.
Neckarsulm ist Mitglied der AGFK (Arbeitsgemeinschaft Fahrrad- und Fußverkehrsfreundlicher Kommunen) in Baden-Württemberg.

#### Bahnhof
Die Neugestaltung des Bahnhofs-Westplatzes auch im Hinblick auf den geplanten Stadtbahnanschluss mit Haltestellen für Busse aus Richtung Obereisesheim und knapp 100 Park-+-Ride-Plätzen wurde Ende Juni 2009 fertiggestellt. Die weiteren Vorhaben sollen bis zum Fahrplanwechsel für den Winter 2010/2011 realisiert werden.

### Medien
Über das lokale Geschehen der Stadt berichtet die Tageszeitung Heilbronner Stimme in ihrer Ausgabe N, Landkreis Nord, die seit 1946 erscheint. Kostenlos wird in Neckarsulm das Anzeigenblatt echo (zweimal pro Woche, Mittwoch und Sonntag) sowie einmal in der Woche die Neckarsulmer Stimme (freitags) und die Neckarsulmer Woche (donnerstags, von Nussbaum-Medien) verteilt. Außerdem wird von der Stadtverwaltung Neckarsulm einmal im Monat das Journal der Stadt Neckarsulm unter anderem mit Veranstaltungstipps und Bekanntmachungen herausgegeben.
Im Stadtteil Obereisesheim betrieb der Südwestrundfunk den Sender Obereisesheim, der auf der Mittelwellen-Frequenz 711 kHz das Hörfunkprogramm SWR cont.ra verbreitet hat.

### Öffentliche Einrichtungen
Stadtbücherei – Mediathek

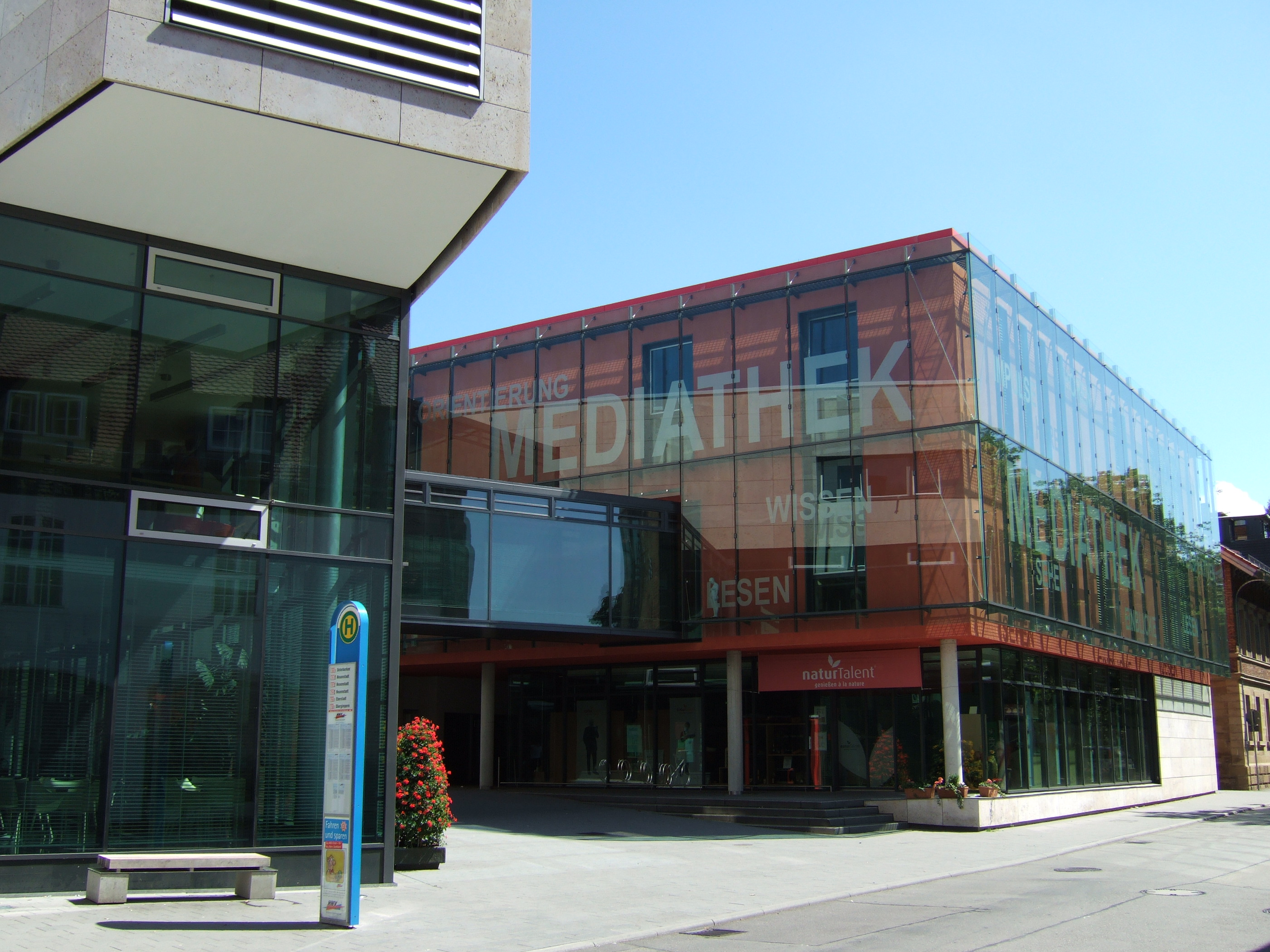
Mediathek Neckarsulm

Neckarsulm besitzt eine Stadtbücherei, die am 21. Mai 1921 in der damaligen Gewerbeschule in der Binswanger Straße erstmals mit einem Buchbestand von etwa 500 Bänden eröffnet wurde. Ab etwa 1930 war sie in der Bleichschule und ab 1957 vorübergehend in einer „städtischen Baracke“ am Marktplatz untergebracht. Nachdem sie zwischenzeitlich ab 1960 ein Domizil in der „Alten Lateinschule“ in der Schindlerstraße erhalten hatte, zog sie 1971 in die ehemalige städtische Gaststätte „Museumsstuben“ in die Urbanstraße um. (Bestand etwa 10.000 Bände). Von 1981 bis 2004 war diese städtische Einrichtung im ehemaligen „Speise- und Gesellschaftshaus der NSU“ (NSU-Kasino – siehe Bild unter Stadtgeschichte) untergebracht (Bestand etwa 23.000 Bände). Die Stadtbücherei wurde ab 27. Februar 2002 in der Kernstadt, in der Urbanstraße gegenüber dem Deutschordensschloss, neu erbaut und am 24. Juli 2004 unter dem Namen Mediathek wieder eröffnet.
Sie besteht aus zwei Gebäuden mit den Arbeitstiteln beim Bau: „Banane“ (von der Urbanstraße aus gesehen links) und „Bücherkiste“ (rechts), die durch zwei verglaste Gänge miteinander verbunden sind. Die Mediathek hat knapp 2000 m² Netto-Grundrissfläche und wurde vom Architekturbüro Bechler und Krummlauf aus Heilbronn entworfen. Die Baukosten betrugen insgesamt 8,5 Millionen Euro. Im Erdgeschoss gegenüber der Verbuchungstheke befindet sich das Lesecafé, in dem es neben regionalen Tageszeitungen ein umfangreiches Zeitschriftenangebot gibt. Die Mediathek ist mit moderner Technik ausgestattet, wozu unter anderem die vier Online-Katalog-PCs und acht Multimedia- und Internet-PCs zählen, an denen jeder 30 Minuten pro Tag kostenlos im Internet surfen kann. Im zweiten Obergeschoss gibt es einen Veranstaltungsraum, der für Vorträge, Autorenlesungen und andere Veranstaltungen genutzt wird. Bemerkenswert ist weiterhin, dass in der Mediathek mehrmals im Monat Veranstaltungen für Kinder geboten werden. So zum Beispiel regelmäßig Kindertheater, Vorlesenachmittage oder Bastelangebote und je nach Bedarf auf Anfrage auch Veranstaltungen zur Leseförderung wie Autorenlesungen oder Lesenächte. Die Mediathek hatte im Jahr 2008 rund 326.000 Ausleihen von insgesamt knapp 106.000 Besuchern. Sie besaß 2008 einen Medienbestand von 62.070 Einheiten, davon rund 52.300 Bücher und knapp 9.800 Non-Books (CDs, DVDs, Videos u. a.).
Stadtarchiv

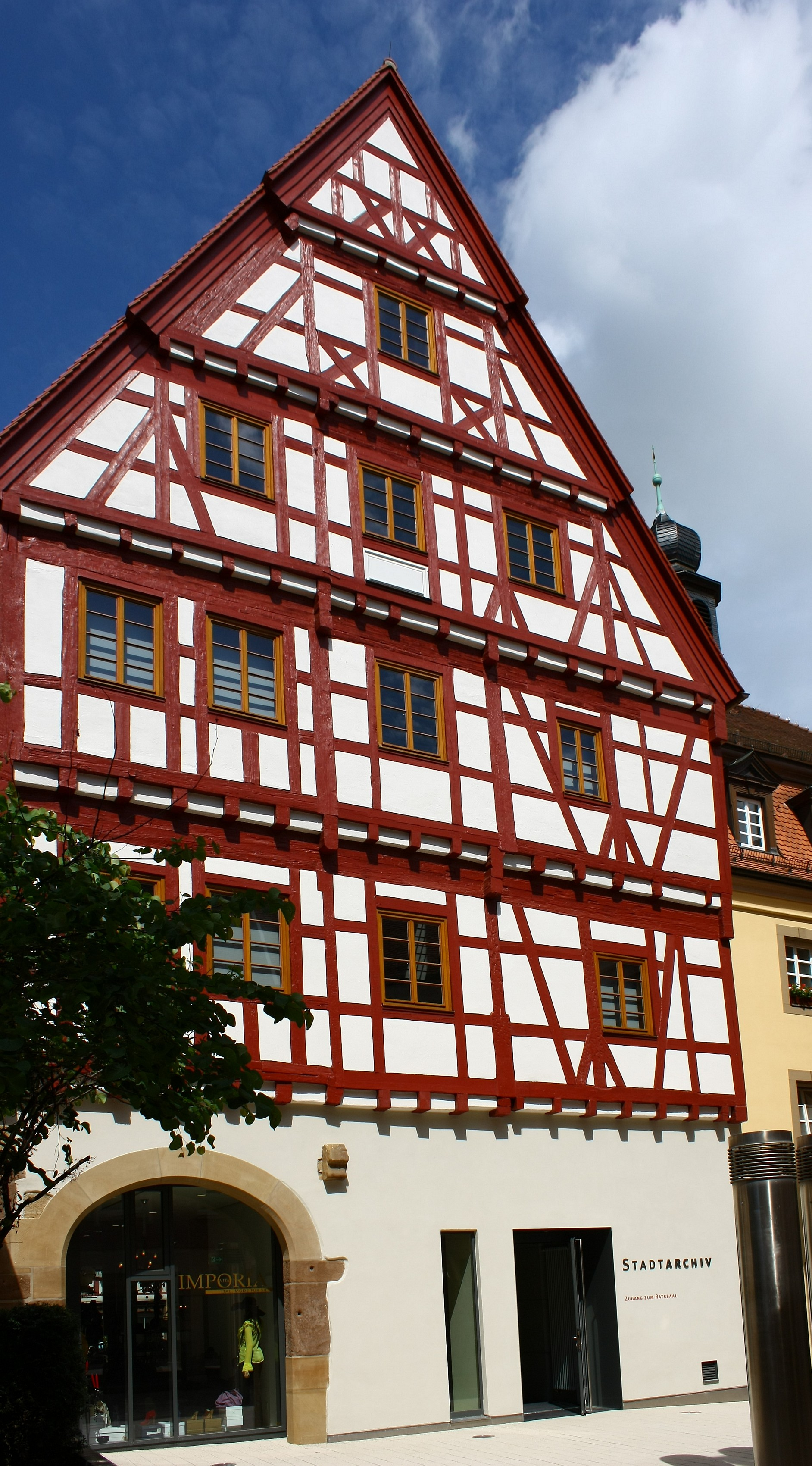
Rückseite der Marktstraße 16: Eingang zum Stadtarchiv

Das Stadtarchiv befindet sich seit Mai 2009 im Gebäude des ehemaligen Gasthofs „Zur Rose“ direkt neben dem Rathaus. Die Ursprünge des Stadtarchivs gehen bis auf das Jahr 1726 zurück. In diesem Jahr wurde eine Registratur – die Vorstufe des heutigen Archivs – in den Inventaren der Stadt erstmals erwähnt. Die Altregistratur lagerte ab 1927 in der Karlsschule und wurde 1936 neu geordnet, wobei „unwichtiges“ Archivgut ausgesondert wurde. 1964 war das Archivgut in der Neckarschule und ab 1971 im Dachgeschoss des Zweiradmuseums untergebracht. Mit den Eingemeindungen kamen die Archivbestände der Gemeinden Dahenfeld (1971) und Obereisesheim (1972) hinzu. 1981 zog das Stadtarchiv in die Musikschule um, wo mit dem Aufbau einer Fotosammlung begonnen wurde. Ab 1986 beherbergten die Räume, in denen von 1859 bis 1878 der Oberamtsrichter und Dichter Wilhelm Ganzhorn gewohnt hatte, im Dachgeschoss der Binswanger Straße 3 das Stadtarchiv. Im Jahr 2009 zog das Stadtarchiv in das historisch wertvolle Gebäude Marktstraße 16 um. Dieser ehemalige Gasthof „Zur Rose“ wurde aufwändig für Archivzwecke umgebaut und im Mai 2009 eingeweiht.
Im ersten Obergeschoss des Gebäudes befinden sich unter anderem der Lesesaal und die Büroräume der Archiv-Mitarbeiterinnen. Im zweiten Obergeschoss wurden drei Fahrregalanlagen in klimatisierten Räumen untergebracht. Hier herrschen konstante Umgebungsbedingungen: Temperatur von 18 Grad Celsius und relative Luftfeuchte von 55 %. Von den insgesamt rund 1800 laufenden Regalmetern waren 2009 etwa 800 Regalmeter belegt. Das dritte Obergeschoss – das erste Dachgeschoss – dient als Magazin für Bilder, Fotos und Architekturmodelle. Die älteste Archivale ist ein Zinsbuch aus dem Jahr 1480. Die Hauptaufgaben des Stadtarchivs bestehen unter anderem in der Übernahme von Teilen der Akten der Stadtverwaltung und deren Ergänzung durch private Schriftstücke und Fotos sowie in der Erforschung der Stadtgeschichte und der Publikation der Ergebnisse. Außerdem berät und unterstützt die Stadtarchivarin Heimat- und Stadtforscher bei ihren Recherchen.
Sozialeinrichtungen
Neckarsulm hat 18 Kindergärten, davon 15 in städtischer Trägerschaft. Es können ausreichend Kindergartenplätze für Kinder unter drei Jahren angeboten werden, und auch der Rechtsanspruch auf einen Kindergartenplatz für Kinder zwischen drei und sechs Jahren ist gesichert. Lediglich im Stadtteil Amorbach sind alle Gruppen voll belegt. Zum Teil wird von den Kindergärten Ganztagsbetreuung angeboten. Trotz eines erweiterten Betreuungsangebotes blieben die Elternbeiträge stabil und liegen im landesweiten Vergleich im unteren Drittel. Der Rest der Betriebsausgaben von knapp 90 % wird durch Zuschüsse der Stadt finanziert.

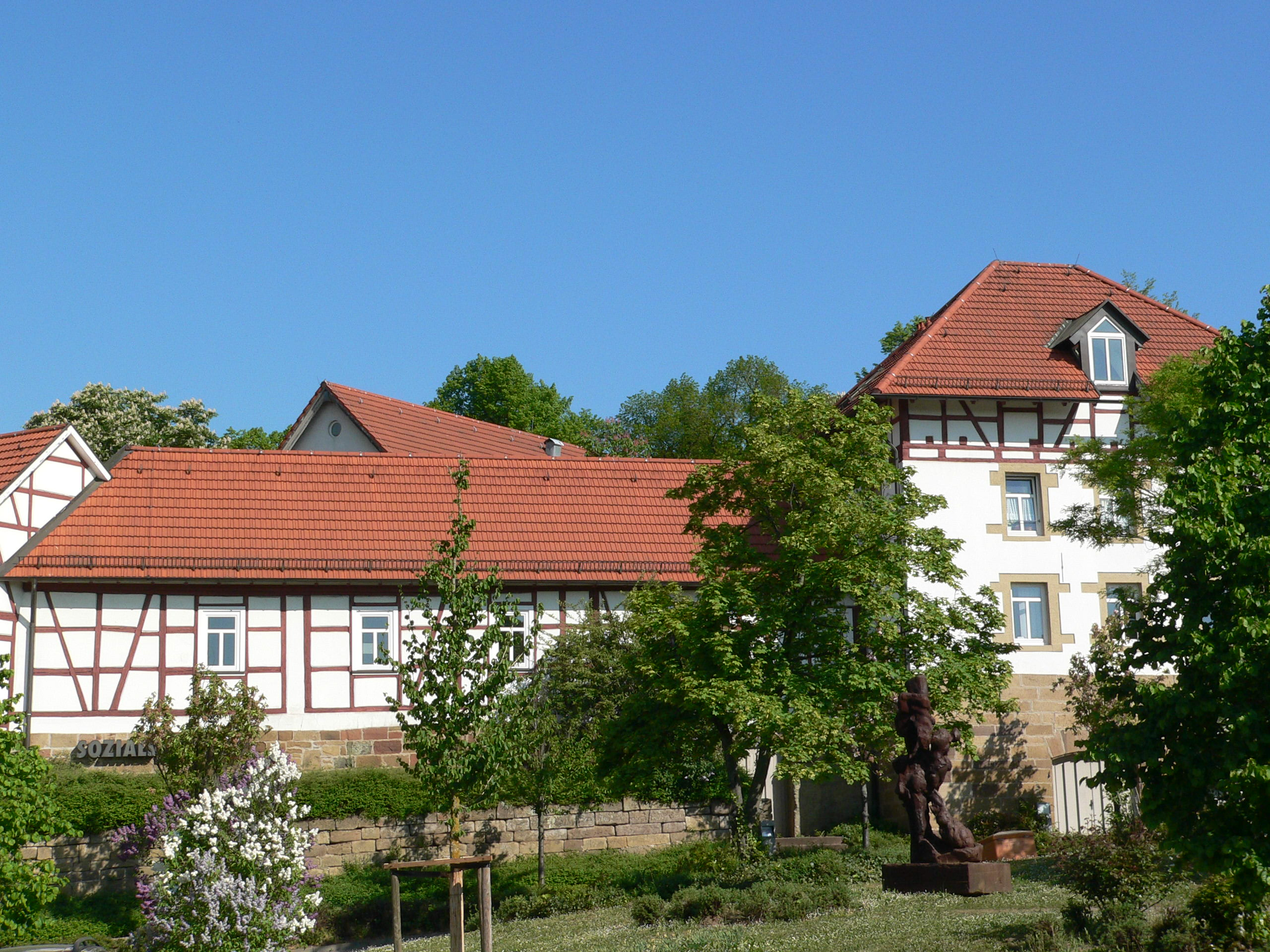
Sozialstation Neckarsulm-Erlenbach-Untereisesheim

Eine weitere soziale Einrichtung ist die Sozialstation Neckarsulm-Erlenbach-Untereisesheim in der Spitalstraße gegenüber der Ballei. Dieses bietet vor allem Dienstleistungen in der Alten- und Krankenpflege an, aber auch Unterstützung und Hilfe für alle Arbeiten im Haushalt.
Im selben Gebäude befindet sich der „Bürgertreff Neckarsulm“, der als Begegnungsstätte der Generationen gedacht ist. Träger der Einrichtung ist der DRK Kreisverband Heilbronn mit Unterstützung durch die Stadt Neckarsulm. Die 39 ehrenamtlichen Mitarbeiter bieten Hilfe- und Betreuungsleistungen für Senioren und junge Familien an, aber auch gemeinsame Konzert- und Theaterbesuche, Ausflugsfahrten und Betriebsbesichtigungen.
Für ältere oder pflegebedürftige Menschen gibt es in Neckarsulm das Altenwohn- und Pflegeheim „St. Vinzenz“ im Stadtpark mit über 100 Pflegeplätzen, dessen Träger die „Paul-Wilhelm-von-Keppler-Stiftung“ ist. An der Nordseite des Stadtteilparkes „Grüne Mitte“ in Amorbach liegen das Seniorenheim „Parkresidenz Delphin“ (Träger: Arbeiter-Samariter-Bund Kreisverband Heilbronn), das betreutes Wohnen in 35 Wohnungen anbietet, und das „ASB-Zentrum für Altenhilfe am Park“ (Träger: Arbeiter-Samariter-Bund, Regionalverband Heilbronn-Franken) mit 76 Plätzen für Kurzzeit- und Dauerpflege.
Im Stadtteil Amorbach befindet sich das „Waldheim“ der Arbeiterwohlfahrt, deren Ortsverein Neckarsulm 1925 gegründet wurde. Im „Waldheim“ können Kinder im Alter von sechs bis zwölf Jahren für zehn Tage eine Ferienfreizeit verbringen.
Als neues „Haus der Jugend“ wurde auf dem Bahnhofsareal südlich des Bahnhofs eine große Lagerhalle umgebaut und im Oktober 2008 fertiggestellt. (Siehe Jugendarbeit)
Sonstige Einrichtungen 
Die Stadtwerke Neckarsulm befinden sich in der Hafenstraße zwischen Neckarkanal und Audiwerk und sind ein Eigenbetrieb der Stadt. Die rund 40 Mitarbeiter versorgen die Bevölkerung Neckarsulms mit Erdgas, Wärme und Trinkwasser. Dass die Stadtwerke zukunftsorientiert und innovativ sind, zeigt sich an Projekten, die Erneuerbare Energien nutzen wie das „Solare Nahwärmeprojekt mit Erdsonden-Wärmespeicher“ im Stadtteil Amorbach und das „Biomasseheizwerk“ im Industriegebiet Trendpark.

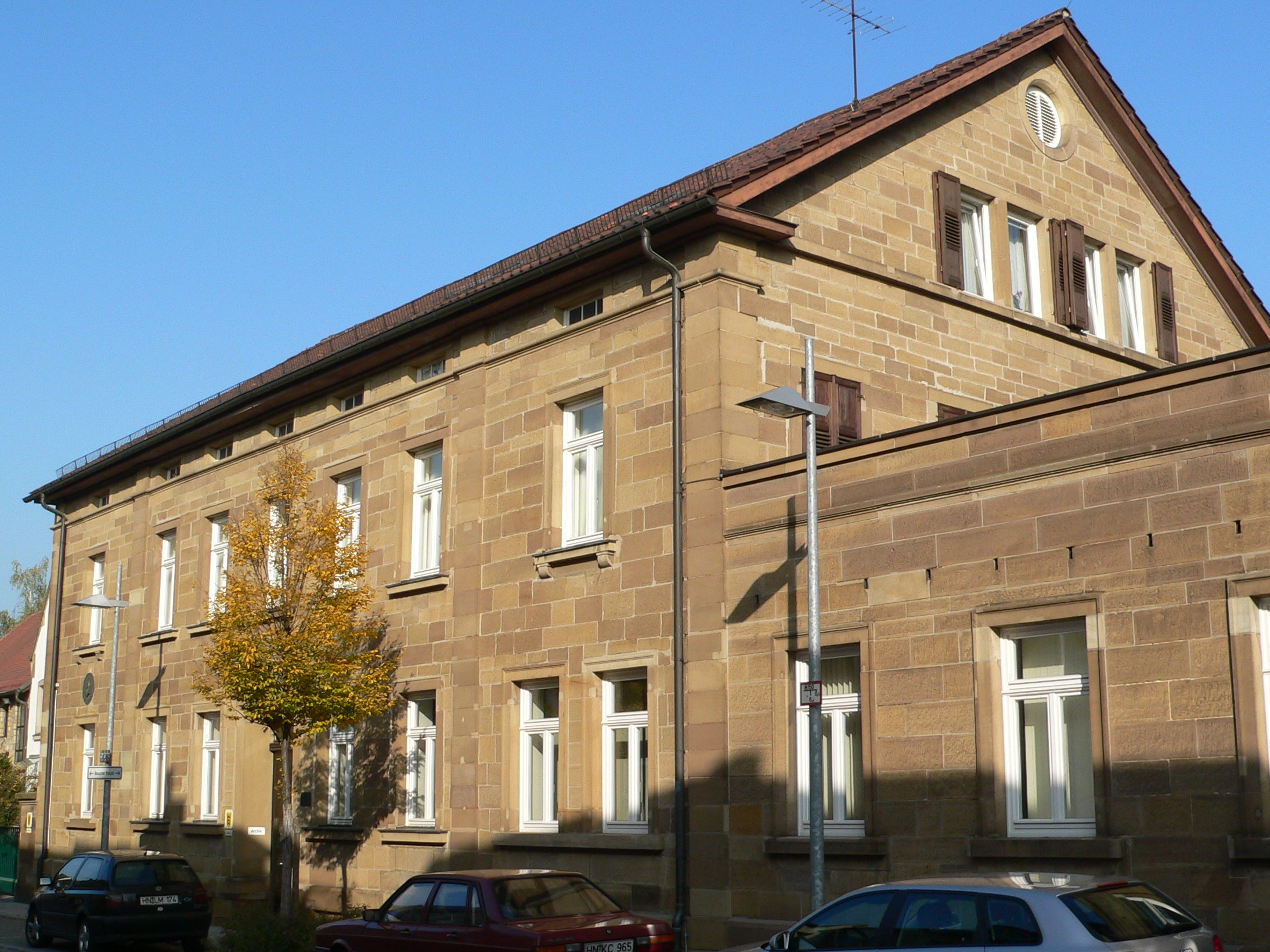
Ehemaliges Oberamtsgericht Neckarsulm, Binswanger Straße 3

In unmittelbarer Nachbarschaft – in der Binswanger Straße 1 – befindet sich das Polizeirevier Neckarsulm im ehemaligen Klostergebäude.
Die Freiwillige Feuerwehr Neckarsulm besteht seit 1862 und hat etwa 160 ehrenamtliche und vier hauptamtliche Mitglieder. Sie gliedert sich in die drei Feuerwehrabteilungen Neckarsulm, Dahenfeld und Obereisesheim, denen insgesamt 6 Lösch- und 14 Sonderfahrzeuge zur Verfügung stehen. Im Jahr 2006 musste sie zu insgesamt 282 Einsätzen ausrücken. Die Freiwillige Feuerwehr rettete dabei 44 Menschen das Leben und leistete neben der Brandbekämpfung unter anderem technische Hilfe bei Öl- und Gefahrguteinsätzen sowie bei Verkehrs- und Arbeitsunfällen.
Außerdem hat Neckarsulm einen Ortsverein des Deutschen Roten Kreuzes in der Erzbergerstraße und die Verbraucherzentrale Neckarsulm in der Schindlerstraße, in der Nähe der Mediathek. Des Weiteren hat der ASB (Arbeiter-Samariter-Bund) einen Ortsverein in der Rathausstraße.

### Bildung und Erziehung
Schulen
Neckarsulm besitzt folgende Schulen als städtische Einrichtungen:

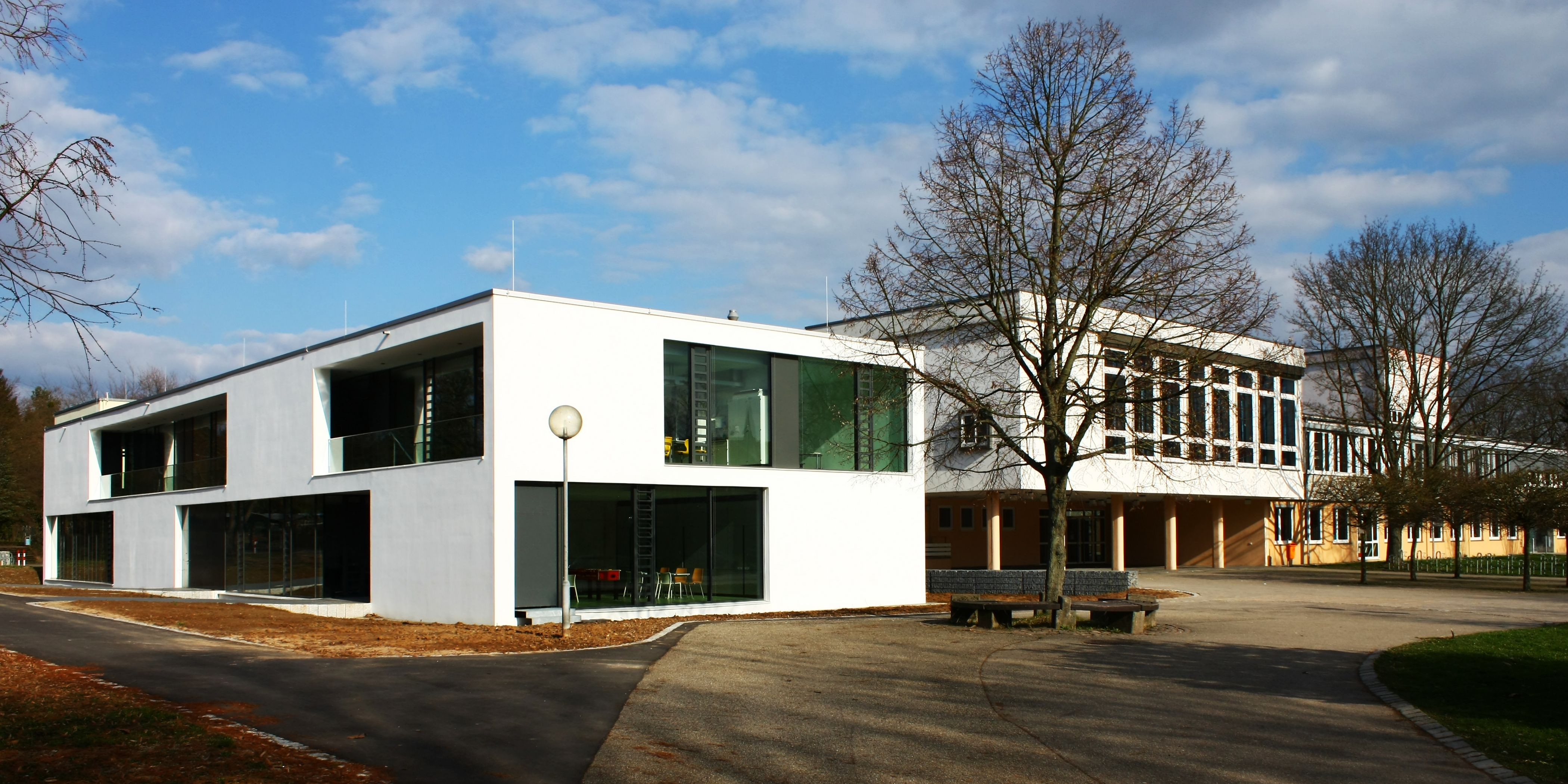
Albert-Schweitzer-Gymnasium (von links): Neubau, Aula und Altbau

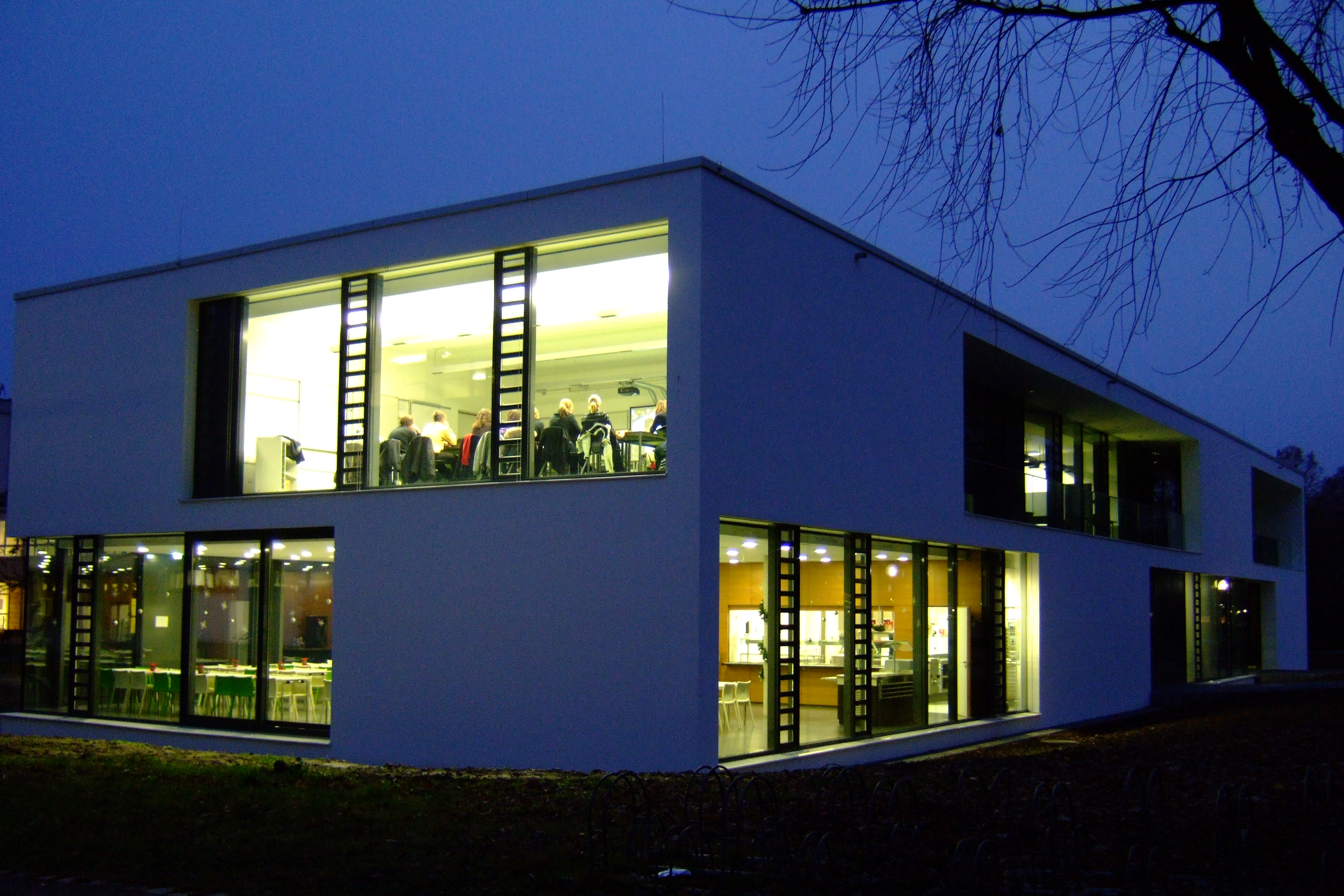
Albert-Schweitzer-Gymnasium: Neubau von 2008

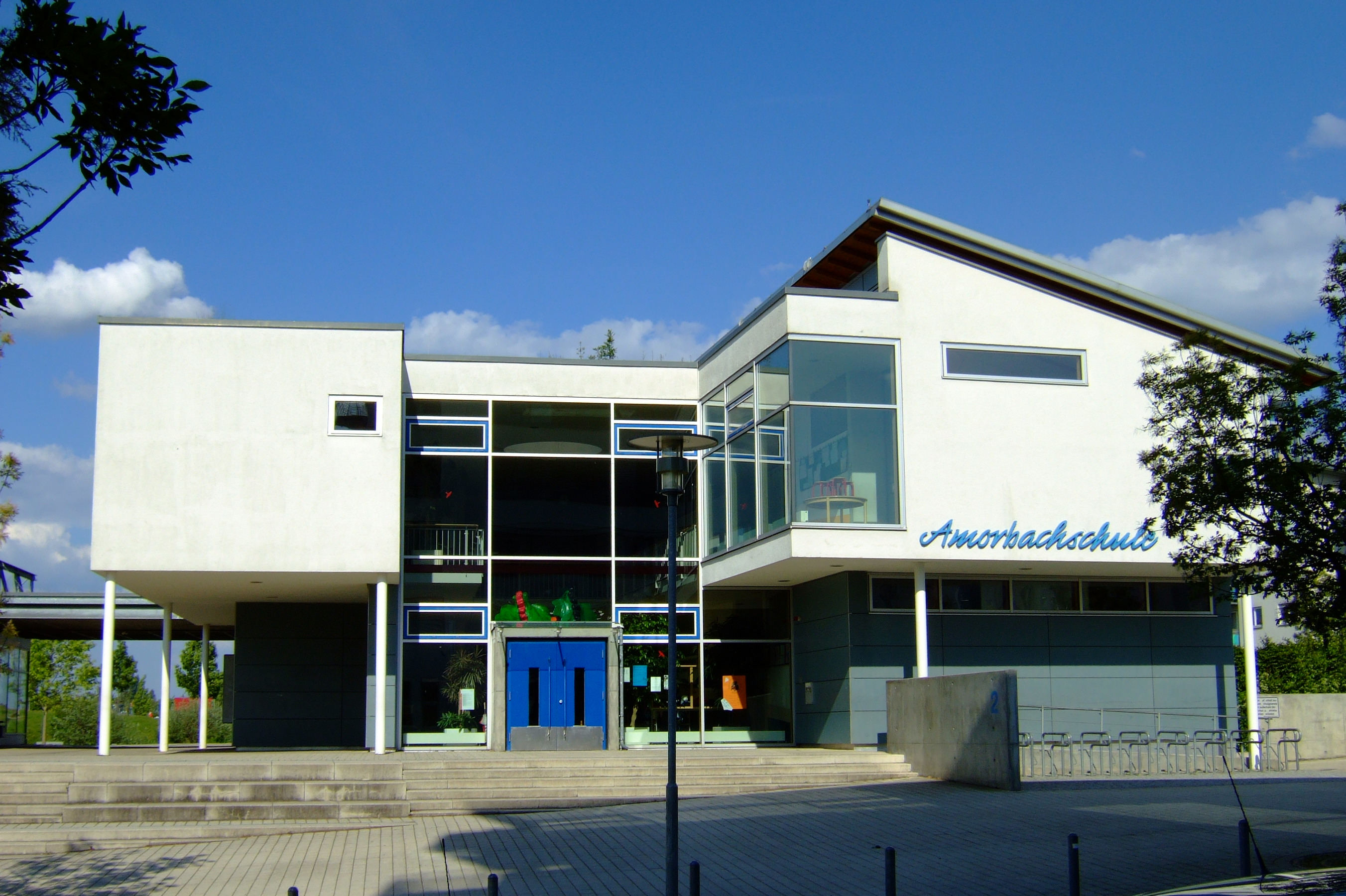
Amorbachschule, Neubau von 2006

Das Albert-Schweitzer-Gymnasium (ASG) befindet sich im Stadtpark Neckarsulm und hat rund 900 Schüler. Das Einzugsgebiet des allgemeinbildenden Gymnasiums umfasst die Stadt Neckarsulm und ihre Stadtteile sowie die Gemeinden Erlenbach/Binswangen, Oedheim, Untereisesheim, Offenau und Bad Friedrichshall-Plattenwald. Das damalige Progymnasium startete 1955 mit einer 11. Klasse und wurde mit Beschluss im selben Jahr bis 1960 zur Vollanstalt ausgebaut. 1972 kam zum Schulhaus an der Sulm ein Neubau hinzu. Im Schuljahr 1979/1980 stieg die Anzahl der Schüler bis auf 1639 an. Im Oktober 2008 wurde die Schule um ein weiteres Gebäude mit 900 Quadratmetern Nutzfläche erweitert. In diesem sind im Erdgeschoss die Mensa mit 120 Plätzen, ein Internetcafé sowie ein Spiel- und Leseraum untergebracht. Im Obergeschoss befinden sich zwei Fachräume für das Fach „Naturwissenschaft und Technik“ mit moderner Medientechnik und zwei weitere Unterrichtsräume. Die Bauzeit betrug rund zwölf Monate. Die Baukosten summierten sich (einschließlich Ausstattungskosten) auf rund 4½ Millionen Euro.
In der Hermann-Greiner-Realschule lernen 950 Schüler. Die Anfänge der Realschule gehen bis ins Jahr 1842 zurück, als zusätzlich zur Lateinschule eine einklassige Realschule eingerichtet wurde. Diese war damals in der Frühmessgasse 12 untergebracht. Bis 1963 nahm die Anzahl der Schüler auf 270 und bis 1971 auf 510 zu. 1978 wurde die „Realschule Neckarsulm“ nach dem Ehrenbürger Hermann Greiner umbenannt. Die Schule wurde mehrmals umgebaut und erweitert: so in den Jahren 1976, 1996/1997 und zuletzt 2005/2006.
Die Johannes-Häußler-Schule an der Karlstraße 3 in der Neckarsulmer Kernstadt ist eine Grund- und Hauptschule mit Werkrealschule. In den Jahren 2005 bis 2007 entstand der unterirdische Neubau einer dreiteilbaren Schulsporthalle mit geschlossenem Trainingszentrum für Boxsport des SV-Neckarsulm. Die Boxhalle und Nebenräume der Sporthalle der Johannes-Häußler-Schule befinden sich unter dem Schulhof. Die neue Sport- und Boxhalle der Johannes-Häussler-Schule Neckarsulm entstand nach Entwürfen der Architekten Mattes Riglewski aus Heilbronn und erhielt die Auszeichnung Guter Bauten 2005 des BDA Baden-Württemberg, Kreisgruppe Franken. Der Neu- und Umbau der Johannes-Häussler-Schule in Neckarsulm erfolgte nach Plänen der Architekten Mattes Sekiguchi, wofür diese mit dem dritten Preis (Verzinkerpreis 2009) ausgezeichnet wurden. Die Schule erhält bis 2020 einen verbesserten Brandschutz und neue Räume. Die grundlegende Sanierung und der umfangreichen Umbau des Schulgebäudes wird etwa zwei Millionen Euro kosten.
Im Stadtteil Obereisesheim befindet sich die Wilhelm-Maier-Schule, eine Grund- und Hauptschule mit Werkrealschule. Im Stadtteil Amorbach gibt es die Amorbachschule, eine Grund- und Hauptschule. In Amorbach befindet sich auch die Pestalozzi-Förderschule – eine Sonderschule für Lernbehinderte. September 2017 startet die Pestalozzischule mit einem Ganztagskonzept als Ganztagsschule.
Weiterhin befinden sich im Wohngebiet Neuberg und im Stadtteil Dahenfeld eine Grundschule.
Für die Schulsozialarbeit werden von der Stadt Neckarsulm insgesamt sechs Vollzeitstellen finanziert, die vom Landkreis Heilbronn bezuschusst werden. Die Schulsozialarbeit wurde dabei für alle Schularten eingeführt und hat die Aufgabe, neben der präventiven Arbeitsweise, Schülern bei Problemen Beratung und konkrete Hilfe zu geben.

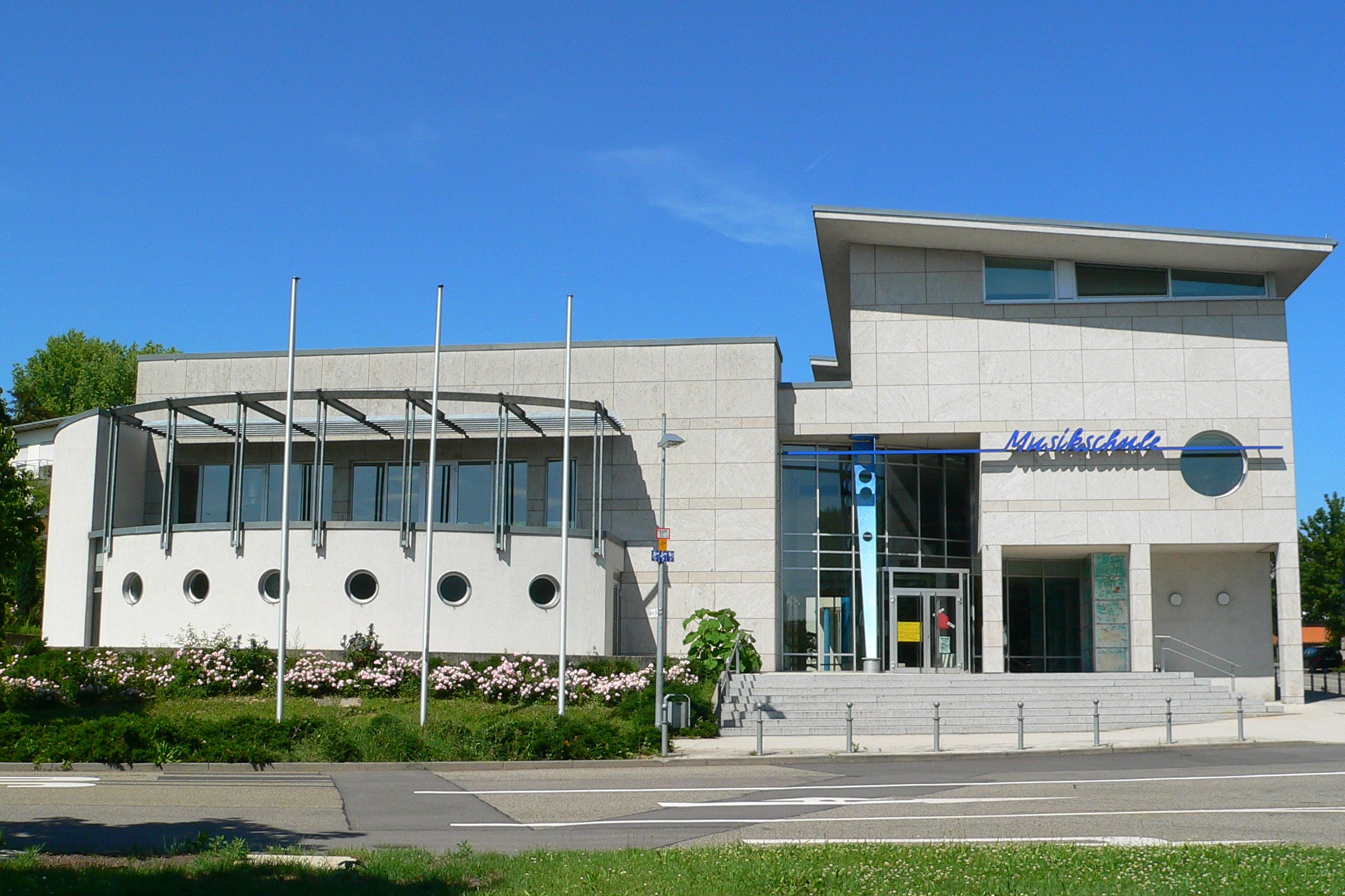
Musikschule Neckarsulm

Neckarsulm besitzt eine Musikschule, die im Jahr 1969 gegründet wurde und damals sieben Lehrer und 185 Schüler hatte. Sie wurde unter Leitung des damaligen Musikdirektors Josef Lindemann, dem ehemaligen Kantor des Altenberger Doms, aufgebaut. Die Musikschule befindet sich nördlich der Ballei in der Nachbarschaft der Sozialstation und ist die älteste Musikschule im Landkreis Heilbronn. Heute lernen hier 850 Schüler. Die Musikschule bietet neben vielfältigem Unterricht für alle gängigen Musikinstrumente auch Eltern-Kind-Unterricht und Musikunterricht für Erwachsene über 25 Jahre an. Das hohe Leistungs- und Unterrichtsniveau der Musikschule wurde in den letzten Jahren durch vordere Plätze beim Wettbewerb Jugend musiziert auf Regional- und Landesebene sowie beim Bundeswettbewerb unter Beweis gestellt. Die Musikschüler errangen zum Beispiel im Jahr 2007 beim Regional- und Landeswettbewerb erste Preise und beim Bundeswettbewerb zwei dritte Preise in der Duo-Wertung „Klavier und ein Blasinstrument“ und in der Solowertung „Violine“.

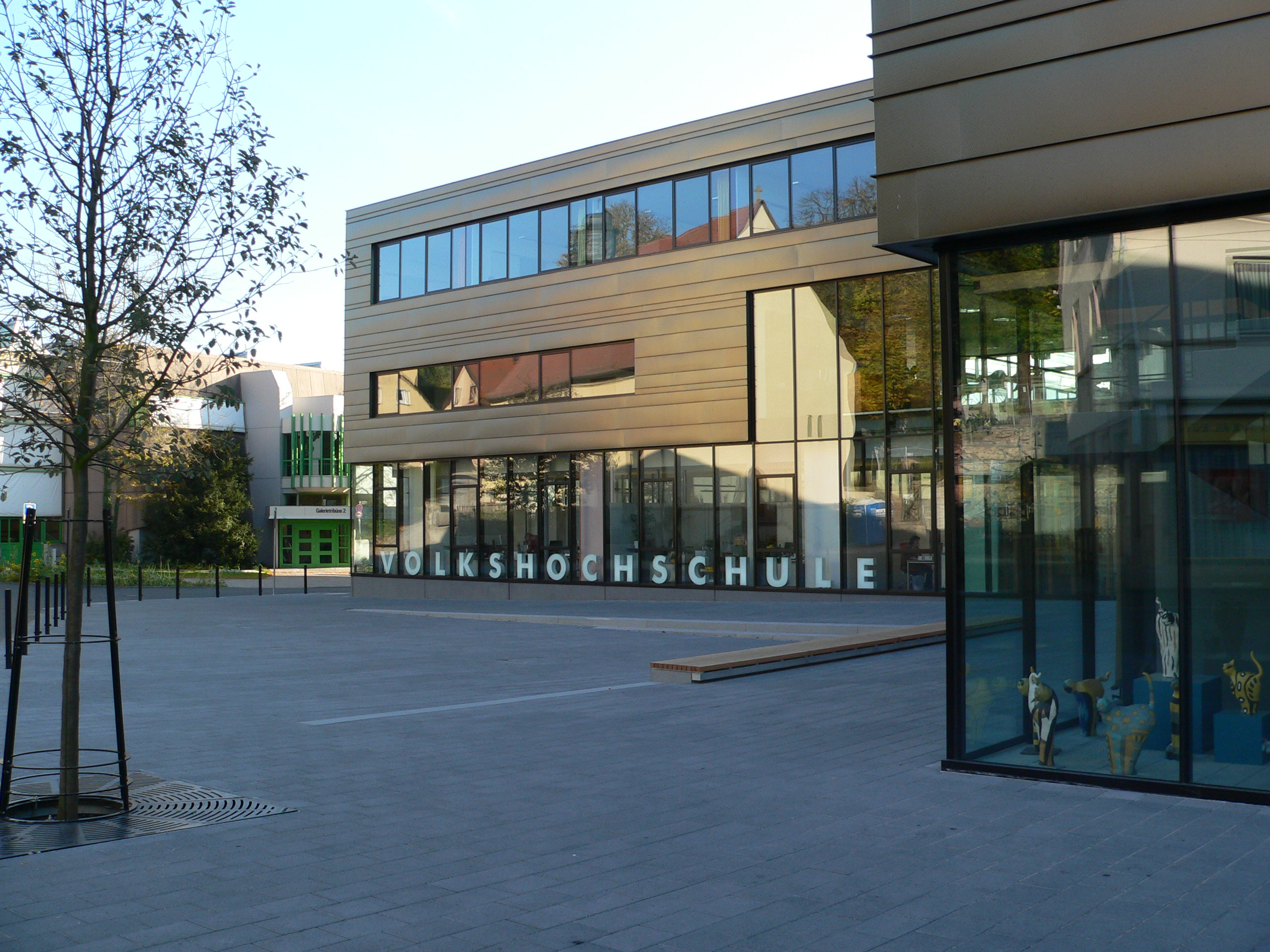
Volkshochschule Neckarsulm

Eine öffentliche Bildungseinrichtung für jedermann ist die Neckarsulmer Volkshochschule, die bereits seit 1924 besteht. Der erste Spatenstich für einen Neubau, der vom Architekturbüro mattes und partner architekten (Heilbronn) entworfen wurde, erfolgte am 24. April 2003. Am 10. September 2005 wurde die VHS nördlich der Kernstadt, in der Seestraße nahe der Frauenkirche und der Ballei, wiedereröffnet. Dort bietet sie auf drei Etagen und auf einer Nutzfläche von 2650 m² zahlreiche Kurse unter dem Motto „Miteinander lernen“ an. Die umfangreichen Angebote reichen von den Themengruppen Politik und Gesellschaft, Kultur und Gestalten über Gesundheit und Ernährung sowie der VHS-Sprachschule bis hin zum Umgang mit dem PC und der Jungen Kultur Werkstatt. Die Volkshochschule hat Mitte 2007 das Qualitätszertifikat des VHS-Verbandes Baden-Württemberg erhalten. Sie hat sich dazu einem zweijährigen Managementprozess unterzogen, um die Qualität des Unterrichts zu analysieren und gegebenenfalls zu verbessern. In diesem Zusammenhang wurden die drei Projekte PC-Scouts (Hilfe von Schülern für Senioren am PC), „Steig’ ein“ (Bewerbungstraining für Hauptschüler) und „Paten für den Berufseinstieg“ (Unterstützung von Hauptschülern beim Berufseinstieg) entwickelt und durchgeführt.
Es gibt weitere Schulen anderer Träger:
Der Landkreis Heilbronn ist Träger der Astrid-Lindgren-Schule (Kreissonderschule) mit Schulkindergarten für Geistig- und Körperbehinderte.
Die Christian-Schmidt-Schule (Technische Schule Neckarsulm) ist eine gewerbliche Kreisberufs- und Fachschule, die nach dem Gründer der Strickmaschinenfabrik und der späteren NSU-Werke benannt ist. An dieser 1909 gegründeten Berufsschule werden etwa 2800 Schüler von rund 100 Lehrern ausgebildet. Seit ihrer Gründung haben etwa 30.000 junge Menschen diese Schule besucht.
Die Katholische Fachschule für Sozial- und Heilpädagogik („St. Paulus“), eine private Einrichtung, rundet das schulische Angebot in Neckarsulm ab.
Jugendarbeit
Die Stadt Neckarsulm hat auf dem Bahnhofsareal südlich des Bahnhofs das ehemalige „Danzas“-Lagergebäude zum neuen „Haus der Jugend“ umgebaut. Auf den etwa 720 m² Gesamtfläche befinden sich unter anderem im Erdgeschoss ein 170 m² großer Veranstaltungssaal mit Bühnentechnik, ein schallgedämmter Proberaum und ein Tonstudio für Bands, ein Kulturcafé sowie im Obergeschoss ein Clubraum, Besprechungsräume und ein Eltern-Kind-Raum, der von Familien genutzt werden kann. In diesem Jugend- und Kulturzentrum gibt es vielfältige Angebote wie zum Beispiel Kinder- und Jugendtheater, Konzerte, Kleinkunst, Nachwuchsfestivals, Ausstellungen, Discos oder Bildungs- und Kulturwerkstätten. Während in der Planungsphase das Konzept der räumlichen Aufteilung weitestgehend feststand, wurden Neckarsulmer Jugendliche bei der Ausstattung und Ausgestaltung der Räume mit eigenen Vorschlägen nach dem Prinzip „Mitreden, Mitbestimmen, Mitgestalten“ beteiligt. Der Umbau hat etwa 1,7 Millionen Euro gekostet und wurde im Oktober 2008 fertiggestellt.
Weiterhin gibt es in Neckarsulm das Projekt „Wir Tun Was – Neckarsulmer Jugendförderprogramm“ (WTW), das vom Leiter des städtischen Kinder- und Jugendreferates, Markus Mühlbeyer, entwickelt wurde. Bei diesem Projekt geht es darum, dass Jugendliche zwischen 12 und 27 Jahren für eine längerfristige ehrenamtliche Tätigkeit gewonnen werden, bei der sie freiwillig für sich und andere Verantwortung übernehmen. Die Teilnehmer des Projektes engagieren sich dabei insbesondere in unterschiedlichen sozialen Bereichen, wie zum Beispiel in der Altenpflege, in städtischen Kindergärten oder der Schulsozialarbeit, in der offenen kommunalen Jugendarbeit oder auch als Internet- und PC-Scouts in der Volkshochschule. Der kontinuierliche ehrenamtliche Einsatz der Jugendlichen wird dabei über sogenannte Lizenzen belohnt. Diese C-, B- oder A-Lizenzen, die nach einem sechs-, zwölf- oder achtzehnmonatigen Ehrenamt verliehen werden, berechtigen zur kostenlosen Teilnahme an ausgewählten Aktionen des Jugendreferats. Positiver Nebeneffekt ist, dass die Jugendlichen bei einer Bewerbung für einen Ausbildungsplatz ihre soziale Kompetenz nachweisen können. Momentan nehmen 180 Jugendliche aktiv an diesem Projekt teil; seit Frühjahr 2003 haben sich insgesamt 280 junge Menschen beteiligt.
Nach einer Recherche der Bertelsmann-Stiftung, Gütersloh, hat dieses Projekt bundesweit Vorbildcharakter. Es wird deshalb als eines von zwanzig Praxisbeispielen für die Beteiligung und Mitbestimmung von Jugendlichen in den Kommunen auf der Internet-Präsenz der Stiftung der Öffentlichkeit vorgestellt.

## Persönlichkeiten

### Ehrenbürger
Die Stadt Neckarsulm hat folgenden Personen das Ehrenbürgerrecht verliehen:
- 1888: Franz Sträßle (* 18. Dezember 1817 in Binzwangen bei Riedlingen; † 21. Oktober 1906 in Neckarsulm) war Oberlehrer und Jugendbuchautor mit umfangreichen literarischen Arbeiten zum Beispiel auch Märchenbearbeitungen. Laut „Deutschem Literatur-Kalender“ Berlin/Stuttgart 1889 war er ein vielfältiger Verfasser von Schul- und Jugendschriften. Ihm wurde 1888 die Verdienstmedaille des württembergischen Kronenordens verliehen.
- 1894: Franz Joseph Maucher (* 14. April 1826 in Hagnaufurt/Winterstettendorf Krs. Biberach; † 29. Oktober 1910 in Neckarsulm) war 35 Jahre lang Seelsorger und Stadtpfarrer in Neckarsulm und Verfasser des ersten Neckarsulmer Heimatbuches (Neckarsulms Geschichte, Waldsee 1901). Wegen seiner Verdienste im geistlichen Amt wurde ihm durch das württembergische Königshaus der Friedrichsorden verliehen. Er erhielt 1900 den Titel Oberkirchenrat.
- 1911: Gottlob Banzhaf (* 19. November 1858 in Illingen bei Mühlacker; † 11. Oktober 1930 in Stuttgart) war Kommerzienrat und nach dem Tod seines Schwagers Christian Schmidt erster Direktor der Neckarsulmer Strickmaschinenfabrik AG von 1884 bis 1910. Sein Verdienst war es, dass aus diesem Unternehmen die weltbekannten NSU-Werke wurden. Wegen dieser „Verdienste um die württembergische Industrie“ wurde er 1908 durch den König zum Kommerzienrat ernannt. In Neckarsulm ist eine Straße in der Viktorshöhe nach ihm benannt.
- 1930: Ernst Josef Bauer (* 17. März 1881 in Neckarsulm; † 18. April 1940 in Ludwigsburg) war Gymnasialprofessor und erfolgreicher Autor des Heimatspiels „Peter Heinrich Merkle, der Löwenwirt von Neckarsulm“. Gab sein Ehrenbürgerrecht 1934 zurück, vermutlich aus Protest gegen den Nationalsozialismus.
- 1933: Christian Mergenthaler (* 8. November 1884 in Waiblingen; † 11. September 1980 in Bad Dürrheim). Der NSDAP-Politiker war seit 1933 württembergischer Ministerpräsident. Am 27. Juli 1933 verlieh ihm der Neckarsulmer Gemeinderat das Ehrenbürgerrecht, am 28. August 1945 wurde es ihm wieder aberkannt.[110]
- 1949: Johannes Häußler (* 24. November 1879 in Arnegg bei Ulm; † 16. September 1949 in Neckarsulm) war über 30 Jahre mit Unterbrechung Schultheiß und Bürgermeister. Er leitete die Gemeinde mit großem Einsatz nach seinem Wahlspruch: „Diener der Stadt“. Sein Verdienst war es unter anderem, dass er den Weg von der Weingärtnerstadt Neckarsulm zu einer aufstrebenden Industriestadt unterstützt und gefördert hat. Bemerkenswert war dabei auch sein soziales Engagement zum Beispiel als Mitbegründer der Heimstättengenossenschaft Neckarsulm und seine Standhaftigkeit in schweren Zeiten der beiden Weltkriege. Die frühere Karlsschule wurde ihm zu Ehren in Johannes-Häußler-Schule umbenannt.
- 1950: Richard Spohn (* 22. August 1880 in Ravensburg; † 20. September 1959 in Heilbronn) war Gemeinderat und Direktor der Gebrüder Spohn GmbH und unter anderem im Aufsichtsrat der Vereinigten Jutespinnereien und -Webereien AG (Hamburg), der Deutschen Linoleumwerke (Bietigheim-Bissingen), der Portland-Zementwerke (Heidelberg), der Energieversorgung Schwaben (Biberach) und der Brauerei Cluss (Heilbronn). Er engagierte sich für seine Belegschaft mit gut ausgestatteten Werkswohnungen, Kinderhort, Betriebskrankenkasse, Kantine, Freizeitgelände und wurde deshalb „Papa Spohn“ genannt. Er erhielt 1952 das Große Bundesverdienstkreuz.
- 1956: Hermann Greiner (* 12. Februar 1886 in Stangenbach/Wüstenrot; † 25. Juni 1976 in Neckarsulm) war 1917 Mitbegründer und später lange Zeit Geschäftsführer der Heimstättengenossenschaft Neckarsulm. Greiner (SPD) war Mitglied des Gemeinderats. Er wurde im Dritten Reich politisch verfolgt und in einem Konzentrationslager inhaftiert. Nach dem Krieg war er in vielfältiger Weise politisch aktiv, so als stellvertretender Bürgermeister von Neckarsulm, als Mitglied des ersten Landtages in Württemberg, des Gemeinderats und des Kreistags. Für seine Verdienste erhielt er 1952 das Bundesverdienstkreuz am Bande und 1968 das Bundesverdienstkreuz 1. Klasse. Nach ihm ist eine Realschule in Neckarsulm benannt.
- 1989: Karl Volk (* 22. Dezember 1924 in Neckarsulm; † 6. Dezember 2012[111]) war Geschäftsführer der AUDI-Betriebskrankenkasse und 35 Jahre lang Mitglied des Gemeinderates. Er war im Gemeinderat seit 1962 Vorsitzender der CDU-Fraktion und ab 1971 Mitglied des Kreistags. Außerdem war er lange Zeit in verschiedenen Gremien engagiert, so zum Beispiel seit 1968 als Vorstandsvorsitzender der Volksbank oder 25 Jahre als Vorsitzender der Sportfreunde Neckarsulms. Seine Verdienste wurden 1979 mit dem Bundesverdienstkreuz und der Ehrenmedaille, 1984 mit dem Ehrenring der Stadt Neckarsulm sowie 1990 mit der Verdienstmedaille des Landes Baden-Württemberg[112] gewürdigt.
- 1992: Erhard Klotz (* 7. April 1938 in Heilbronn) war seit 1967 Bürgermeister und ab 1973 der erste Oberbürgermeister Neckarsulms. Sein Verdienst sind unter anderem wichtige Bauvorhaben in Neckarsulm (Ballei, Rathauserweiterung, Stadtkernsanierung, Umbau des Zweiradmuseums, Freizeit- und Erlebnisbad AQUAtoll, Hüttberghalle, Musikschule, Sozialstation, Amorbacherweiterung und der Umbau des NSU-Kasinos u. a.) und die Sicherung der Arbeitsplätze des Audiwerkes (Sulmverdolung, Hochwasserschutz am Breitenauer See u. a.). Er war politisch aktiv unter anderem im Städtetag Baden-Württemberg (1980–1992), im Deutschen Städtetag, im Regionalverband Franken, als Fraktionsvorsitzender der SPD im Kreistag und ab 1992 als Ministerialdirektor im Baden-Württembergischen Innenministerium. Für seine Verdienste wurde Klotz mehrfach ausgezeichnet. So erhielt er 1985 die Ehrenmedaille der Stadt Neckarsulm und 1988 das Bundesverdienstkreuz. 2003 wurde er mit dem Verdienstkreuz 1. Klasse des Verdienstordens der Bundesrepublik Deutschland und 2006 mit der Verdienstmedaille des Städtetages Baden-Württemberg in Silber geehrt.
- 2004: Kurt Bauer (* 7. Mai 1934) war 36 Jahre Stadtrat, Stellvertreter des Oberbürgermeisters, SPD-Fraktionschef, Vorsitzender des SPD-Ortsvereins, mehrere Jahrzehnte Ausschussmitglied bei der Sportvereinigung Neckarsulm und beim Gesangsverein Lassallia, über 30 Jahre ehrenamtliches Vorstandsmitglied der Heimstättengenossenschaft, Vorsitzender des Heimat- und Museumsvereins Neckarsulm e. V. Er erhielt 1988 das Bundesverdienstkreuz, die Ehrenmedaille und 2004 den Ehrenring der Stadt Neckarsulm. Im September 2007 wurde er für seine jahrzehntelangen Anstrengungen um die Freundschaft zwischen den Partnerstädten Carmaux und Neckarsulm als erster Ehrenbürger der Stadt Carmaux geehrt.[113][114]
- 2008: Volker Blust (* 9. Dezember 1944 in Wolfach/Baden) war ab 1976 Leiter des Haupt- und Personalamtes und wurde 1992 zum Oberbürgermeister der Stadt Neckarsulm gewählt. Dieses Amt hatte er bis Ende Oktober 2008 inne. Er ist parteilos und vertritt die Stadt Neckarsulm unter anderem für die CDU im Kreistag. Volker Blust wurde mit der Ehrenbürgerwürde unter anderem für seine Verdienste um die positive Entwicklung der Stadt Neckarsulm während seiner Amtszeit ausgezeichnet.[115][116][117]
- 2016: Herbert Emerich (* 15. Mai 1948[118]), 1978–2016 Stadtrat, 1992–2016 CDU-Fraktionschef, 2004–2016 erster ehrenamtlicher Stellvertreter des Oberbürgermeisters, 1999–2014 Mitglied des Kreistags, 20 Jahre Vorsitzender der Sportfreunde Neckarsulm. Er erhielt 2003 die Ehrenmedaille der Stadt Neckarsulm, 2008 die Ehrennadel des Städtetags in Gold für 30 Jahre Engagement im Gemeinderat.[119][120]

### Söhne und Töchter der Stadt

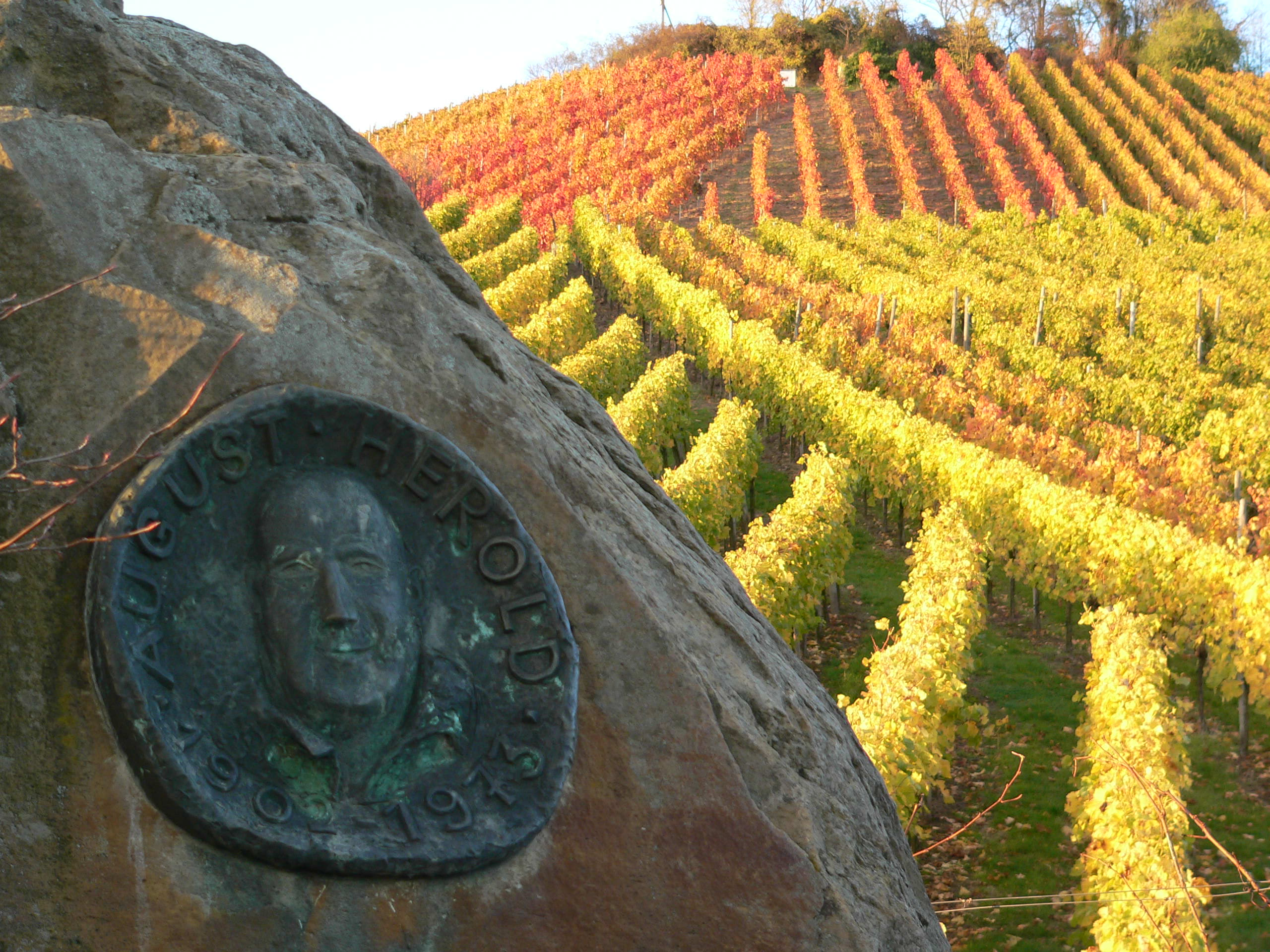
Gedenk-Plakette für Herold am südlichen Scheuerberg

- 1721, 16. Juni oder 16. Juli, Johann Michael Keller der Jüngere; † 11. August 1794 in Neckarsulm, Architekt, Baumeister
- 1766, 3. November, Franz Simon Molitor; † 21. Februar 1848 in Wien, Musiker
- 1770, 24. Oktober, Heinrich Merckle; † 7. Oktober 1821 in Neckarsulm, Landtagsabgeordneter
- 1801, 21. September, Joseph Emerich; † 1. November 1861 in Stuttgart, 1827 bis 1861 Schultheiß von Oedheim, Landtagsabgeordneter
- 1824, 28. November, Gustav Wilhelm Sandberger; † 17. November 1881 in Tübingen, württembergischer Oberamtmann
- 1829, 15. August, Joseph Dionys Herold; † 30. März 1898 in Würzburg, Theologe und religiöser Dichter
- 1830, 29. Januar, Johann Matthäus Zartmann; † 19. November 1896 in Neckarsulm, Bildhauer
- 1834, 19. November, Paul von Bockshammer; † 15. März 1923 in Stuttgart, Jurist, Landtagsabgeordneter
- 1848, 24. Mai, Georg Emil Rheineck; † 4. Juli 1916 in Stuttgart, Bildhauer
- 1856, 29. Oktober, Eugen Pecoroni; † 14. Dezember 1928 in Ulm, Oberamtmann
- 1857, 11. November, Nathan Stein; † 8. Mai 1927 in Mannheim, Jurist, Landgerichtspräsident in Mannheim
- 1868, 22. November, Heribert Holzapfel; † 26. Mai 1936 in Frauenburg (Ostpreußen), katholischer Theologe
- 1887, 23. Dezember, Christian Rieker; † 9. März 1960 in Neckarsulm; Politiker (SPD)
- 1902, 7. August, August Herold; † 8. Januar 1973 in Neckarsulm; Rebenzüchter
- 1906, 25. April, Oskar Klumpp; † 11. Februar 1973 in Oberstaufen, Theologe (württ. Synodalpräsident), Jurist und Politiker (Landrat)
- 1910, 7. März, Hermann Saam; † 22. Dezember 2005 in Bad Wildbad, Politiker (FDP/DVP), Landtags- und Bundestagsabgeordneter
- 1912, 17. November, Hans Geiger; † 20. Februar 1986, Politiker (SPD), Landtags- und Bundestagsabgeordneter
- 1915, 14. April, Hans Böhringer; † 17. oder 18. Februar 1987, Theologe, Musikwissenschaftler und Psychotherapeut
- 1926, 7. Oktober, Walter Gress; † 4. Dezember 2001 in Welzheim, evangelischer Pfarrer und Politiker (SPD)
- 1931, 20. November, Max Baumann; † 26. Juni 2025 in Tübingen, Physiker
- 1933, 6. Dezember, Gerhard Werz; † 18. Oktober 2015 in Neckarsulm, Tischtennisspieler
- 1950, 14. November, Bernhard Bauer, Politiker und Präsident des Deutschen Handballbundes
- 1954, 12. November, Elvira Gross; † 25. August 2005 in Eberbach, Botanikerin
- 1957, Erwin Stadlbauer, Materialkundler und Denkmalpfleger
- 1959, Annegret Schüle, Kuratorin des Erinnerungsorts Topf & Söhne in Erfurt
- 1960, Stefan Krebs, Beauftragter der Landesregierung für Informationstechnologie des Landes Baden-Württemberg
- 1961, 25. Februar, Klaus Ranger, Politiker (SPD)
- 1964, 10. März, Hubert Nuss, Jazz-Pianist und Komponist
- 1969, Jochen Weiss, Ernährungswissenschaftler an der Universität Hohenheim

### Weitere mit der Stadt verbundene Persönlichkeiten

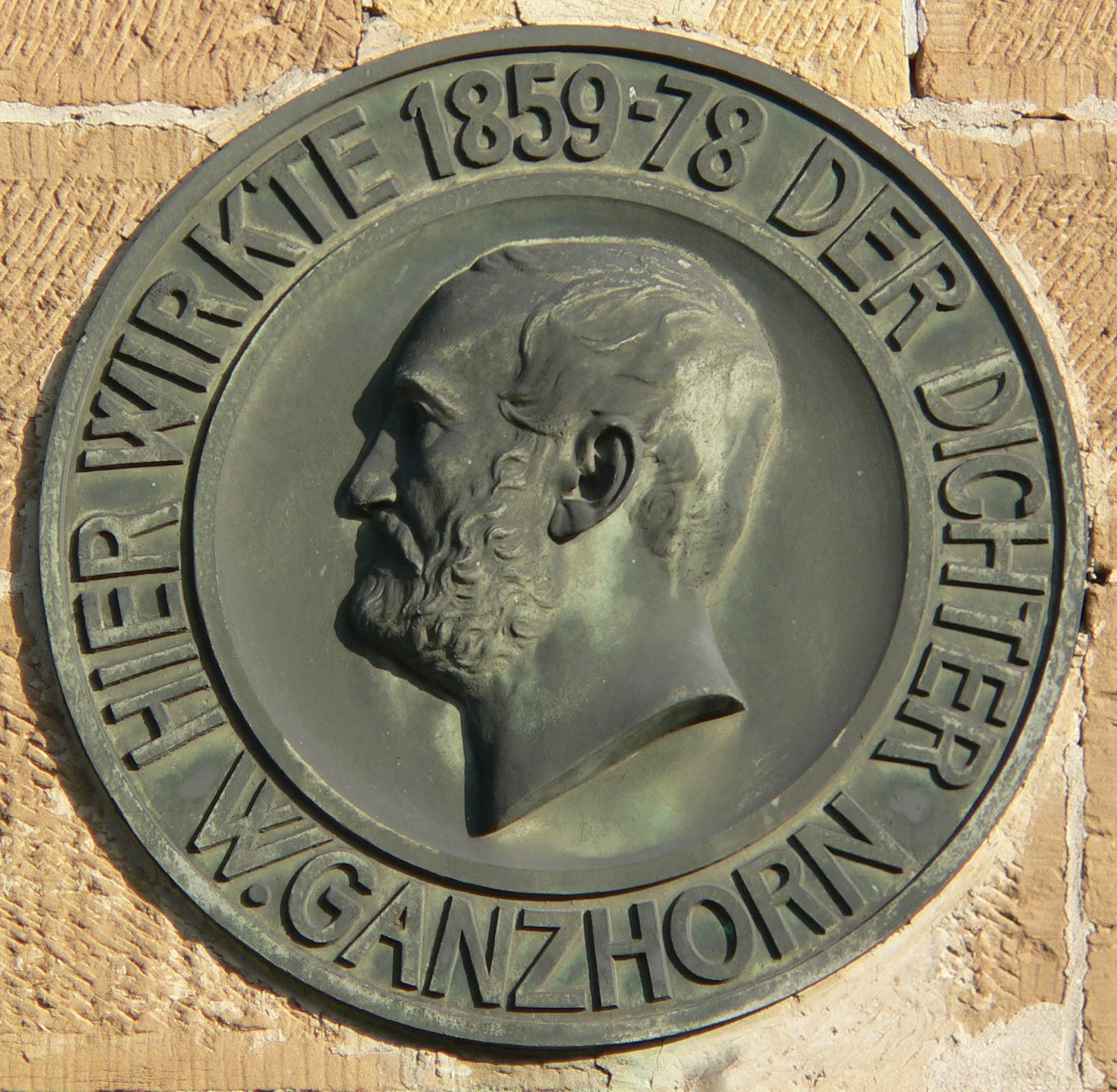
Gedenk-Plakette für Ganzhorn am ehemaligen Oberamtsgericht

- Georg Philipp Wenger (* 1701; † 21. Dezember 1763 in Neckarsulm), der in Neckarsulm ansässige Baumeister entwarf zahlreiche Bauten für den Deutschen Orden.
- Franz Häffele (* 1711; † 25. Januar 1785 in Neckarsulm) war ein Barock-Baumeister, der im Odenwald und Heilbronner Unterland zahlreiche Kirchen und sonstige repräsentative Gebäude vor allem für den Deutschen Orden erbaut und in Neckarsulm vier Jahrzehnte gelebt hat und deshalb auch „Baumeister zu Neckarsulm“ genannt wurde.
- Carl Joseph Gottlob Speidel (* 9. Mai 1797 in Besigheim; † 20. Juli 1856 in Neckarsulm) war von 1829 bis 1844 Ratsschreiber, bis 1848 Verwaltungsaktuar und von 1831 bis 1856 Stadtrat. Er engagierte sich politisch für die Bürgerschaft Neckarsulms, war aktiv in der kleinen evangelischen Kirchengemeinde tätig, in der er ab 1851 Pfarrgemeinderat war, und gilt als Mitbegründer des Weingärtnervereins (1834) und der damaligen Weingärtner-Gesellschaft (1855).
- Wilhelm Ganzhorn (* 14. Januar 1818 in Böblingen; † 9. September 1880 in Cannstatt) war in Neckarsulm von 1859 bis 1878 Oberamtsrichter. Ganzhorn war außerdem Dichter und wurde als Autor des Textes für das Lied Im schönsten Wiesengrunde bekannt.
- Christian Schmidt (* 6. August 1844 in Bietigheim; † 24. Februar 1884 in Neckarsulm) war Gründer der „Mechanischen Werkstätte zur Herstellung von Strickmaschinen“ 1873 in Riedlingen, der späteren NSU Motorenwerke.
- Albert Roder (* 20. Januar 1896 in Nürnberg; † 3. September 1970 in Heilbronn) war ein Konstrukteur, der durch die von ihm konstruierten Motorräder bekannt wurde. Er war von 1946 bis 1961 Chefkonstrukteur bei NSU.
- August Vogt (* 1913; † 22. Februar 2009) war Schreiner, studierte Kunstgeschichte und Theologie und war von 1948 bis 1978 Geschäftsführer der VHS Heilbronn und ab 1968 deren alleiniger Leiter. Für seine Verdienste um die VHS erhielt er 1978 die goldene Münze der Stadt Heilbronn. Er veröffentlichte eine Vielzahl heimatgeschichtlicher Artikel über Neckarsulm, unter anderem in den „Historischen Blättern“ des Heimatvereins und in „Neckarsulm. Die Geschichte einer Stadt“. Von ihm stammen außerdem: „Neckarsulm – Historischer Stadtführer“ (1990) und „Villa Sulmana Neckarsulm – Bilder einer Stadtentwicklung“ (2000). Er war Gründungs- und Ehrenmitglied im Neckarsulmer Heimatverein und erhielt 1998 die Ehrenmedaille der Stadt Neckarsulm für sein Lebenswerk.[121]
- Klaus Zwickel (* 31. Mai 1939 in Heilbronn) ist ein deutscher Gewerkschaftsfunktionär und ehemaliger Vorsitzender der IG Metall. Von 1968 bis 1983 war er Erster Bevollmächtigter der IG-Metall-Verwaltungsstelle Neckarsulm.
- Johanna Lichy (* 8. Mai 1949 in Heilbronn, Stadtteil Kirchhausen) ist eine deutsche Politikerin (CDU), die 1968 in Neckarsulm das Abitur erhielt.
- Christine Thiemt (* 18. März 1965), österreichische Schriftstellerin
- Verena Stenke (* 18. Oktober 1981 in Bad Friedrichshall) ist eine deutsche Künstlerin.
- Dominik Britsch (* 21. Oktober 1987 in Bad Friedrichshall) ist ein deutscher Boxer und aktueller Interkontinentaler Meister der IBF im Mittelgewicht.

## Sonstiges/Wissenswertes

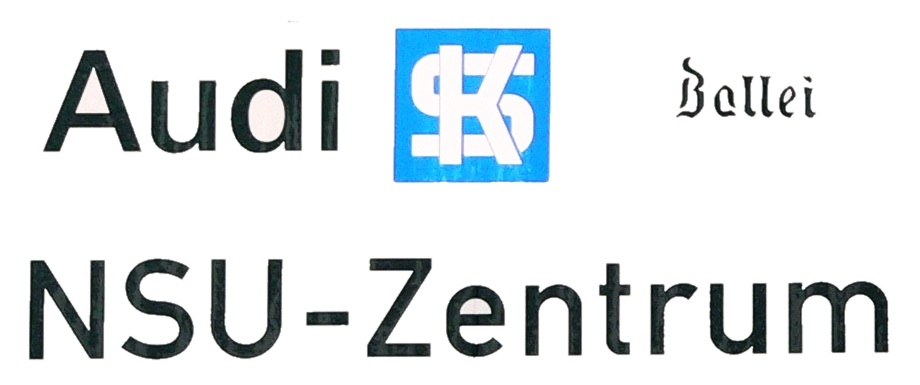
NSU als Synonym für Neckarsulm auf einem Straßenschild

„NSU im Hirschhorn“, Firmenlogo von 1892

Der Name Neckarsulm ist eine erweiterte Form des ursprünglichen Namens der Stadt, „Sulm“, der wiederum mit dem den Ort durchfließenden Fluss Sulm in Verbindung steht, ähnlich wie bei Neckarrems an der Rems. Im Laufe der Zeit erfuhr er zur besseren Abgrenzung zu gleichnamigen Orten und zur besseren Lokalisierbarkeit gemäß seiner Lage den Namenszusatz „Neckar-“, ähnlich wie Neckargartach, Rheinbischofsheim, Tauberbischofsheim usw. Neckarsulm ist also „das Sulm am Neckar“, ausgesprochen mit in standarddeutscher Aussprache stimmhaftem s [⁠z⁠] und ohne Glottisschlag vor u („Neckar-“ und „-sulm“). Man spricht den Ort also wie die beiden Flüsse „Neckar-Sulm“ und nicht etwa „Neckars-Ulm“ aus. Die Fehlinterpretation als „Ulm am Neckar“ dürfte auch damit zusammenhängen, dass in den oberdeutschen Dialekten, so auch in Neckarsulm, s auch im Anlaut stimmlos [⁠s⁠] gesprochen und daher von Norddeutschen als Fugenlaut missverstanden wird.
Die auf Neckarsulm bezogenen Hodonyme „Sülmerstraße“ und „Sülmertor“ im benachbarten Heilbronn scheinen einen alten Sprachstand zu konservieren.
Der Begriff NSU wird oft synonym für Neckarsulm verwendet. Mit der Herkunft des Kürzels NSU hat es folgende Bewandtnis: Im Jahr 1892 wurden in der Neckarsulmer Strickmaschinenfabrik keine Strickmaschinen mehr hergestellt, da dafür kein Bedarf mehr bestand, sondern Fahrräder und Fahrradteile. Diese wollte man auch international vertreiben. Dazu wurde aber ein griffiger und einprägsamer Markenname gebraucht. Die Neckarsulmer Fahrradfabrikanten waren der Meinung, dass sie genauso gute Qualitätsarbeit leisteten wie das anerkannt gute englische Unternehmen BSA. Deshalb wollten sie ein ebensolches Qualitätszeichen schaffen. Dazu nahmen sie drei Buchstaben aus dem Namen NeckarSUlm und setzten diese zwischen die Enden der Hirschstangen, die sie aus dem Württembergischen Staatswappen entlehnten. Damit war der Name NSU geboren oder, wie er damals noch hieß, „NSU mit dem Hirschhorn“. Dieser Name hat sich seitdem so eingebürgert, dass er heute als Kürzel für den Stadtnamen zum Beispiel auf Straßenschildern und in Anzeigen erscheint. Bei Firmen wie BMW und IBM sowie Organisationen wie USA und UNO oder Städten wie NYC ist eine Abkürzung mit drei Buchstaben ebenfalls langfristig bewährt.